# Seznam postav seriálu Ordinace v růžové zahradě
Seznam postav seriálu Ordinace v růžové zahradě zahrnuje přehled fiktivních postav, které se objevily v českém televizním seriálu z lékařského prostředí Ordinace v růžové zahradě, vysílaném od 6. září 2005 na stanici TV Nova. Na počátku roku 2008 došlo k přejmenování seriálu na Ordinace v růžové zahradě 2.

## Celkový přehled postav seriálu

### Ordinace v růžové zahradě

#### Zaměstnanci nemocnice a ordinace
- MUDr. Michal Šebek (Roman Zach) – lékař soukromé gynekologické ordinace
- MUDr. Gita Petrová (Daniela Šinkorová) – lékařka soukromé gynekologické ordinace (zemřela v díle 195)
- MUDr. Aleš Čížek (Ladislav Potměšil) – gynekolog (zemřel v díle 258)
- MUDr. Čestmír Mázl (Petr Rychlý) – lékař soukromé gynekologické ordinace, primář gynekologie
- MUDr. Adam Suk (Josef Pejchal) – gynekolog, chirurg
- MUDr. Marek Kroupa (David Suchařípa) – primář gynekologie
- MUDr. Martina Hermanová (Anna Polívková) – gynekoložka, spisovatelka
- MUDr. Vojta Kaňka (Michal Holán) – gynekolog
- MUDr. Tomáš Hruška (Jiří Langmajer) – postupně gynekolog, primář gynekologie, ředitel nemocnice a lékař na plastické chirurgii
- MUDr. Karel Bílý (Igor Chmela) – ředitel nemocnice, dermatolog, později poradce na ministerstvu zdravotnictví
- MUDr. Jan Pantoflíček (Ota Jirák) – primář pediatrie
- MUDr. Petr Pavlis (Jiří Štěpnička) – primář ARO
- Kamila Váchová (Linda Rybová) – sestra soukromé gynekologie
- Bc. Tamara Kindlová (Helena Brabcová) – porodní asistentka pro alternativní porody na gynekologii
- Mirka Kovaříková (Kristýna Kociánová) – sestra soukromé gynekologické ordinace
- Bobina Tomanová (Miriam Kantorková) – sestra na gynekologii, později bufetářka
- Míša Prouzová (Magdalena Zimová) – sestra na gynekologii, bývalá vrchní sestra
- Markéta Vorlová (Jitka Čvančarová) – sestra na gynekologii, pediatrii a chirurgii
- Gábina Šímová (Sandra Nováková) – sestra na gynekologii a chirurgii
- Vendulka Čížková (Veronika Jeníková) – vrchní sestra gynekologie
- Lída Drdová (Magdalena Reifová) – sestra na chirurgii, později na gynekologii
- Marie Johnson (Michaela Dolinová) – sestra soukromé gynekologické ordinace, majitelka vily v Růžové zahradě
- MUDr. Běla Páleníková-Valšíková (Zlata Adamovská) – lékařka soukromé pediatrické ordinace, později primářka pediatrie
- MUDr. Prokop Hrubý (Ondřej Sokol) – lékař soukromé pediatrické ordinace
- MUDr. Jaroslav Ženíšek (Zdeněk Žák) – lékař soukromé pediatrické ordinace
- Zuzana Tichá (Veronika Gajerová) – sestra soukromé pediatrické ordinace

#### Ostatní postavy
- Ing. arch. Richard Petr (Aleš Procházka) – architekt
- Evelýna Šebková (Dana Syslová) – matka Michala Šebka
- MVDr. Iva Brázdová/Šebková (Pavla Ptáčková) – veterinářka, přítelkyně a později i manželka Michala Šebka
- Cyril Brychta (Pavel Nový) – partner Evelýny Šebkové
- Luboš Kosmata (Alexej Pyško) – bývalý šéf baru U Vidlí
- Dorka Poláková (Lucie Černíková) – barmanka
- Lucie Hrušková (Ivana Jirešová) – barmanka
- David Griga (Richard Trsťan) – barman, přítel Mirky Kovaříkové
- Daniela Kobesová (Dana Verzichová) – rozvracečka vztahů, účetní autobazaru, později barmanka
- Pavel Vácha (David Prachař) – manžel Kamily Váchové
- Martin Vácha (Oliver Cox) – syn Kamily Váchové
- Lenka Váchová (Barbora Petrová) – dcera Pavla Váchy
- Sylva Petrová (Veronika Nová) – dcera Gity Petrové
- Marcela Mázlová (Alena Štréblová) – bývalá manželka Čestmíra Mázla (zemřela v dílu 83)
- Jakub Mázl (Ladislav Ondřej) – syn Čestmíra Mázla
- MUDr. Taťána Kroupová (Jana Malá) – bývalá manželka Marka Kroupy, rentgenoložka
- Tonda Kroupa (Martin Zdráhala) – syn Marka Kroupy
- Vymazalová (Lída Vlášková) – sousedka Prokopa Hrubého a Markéty Vorlové
- Zdena Pavlisová (Jana Břežková) – manželka Petra Pavlise, neurotička (v dílu 180 spáchala sebevraždu)

### Ordinace v růžové zahradě 2

#### Zaměstnanci nemocnice a ordinace
- Ing. Viktor Hofman (Jan Kanyza) – ředitel nemocnice
- MUDr. David Suchý (Jan Čenský) – primář chirurgie
- MUDr. Dalibor Frynta (Jan Šťastný) – primář chirurgie, zemřel v dílu 361 na rakovinu
- MUDr. Čestmír Mázl (Petr Rychlý) – primář gynekologie
- MUDr. Adam Suk (Josef Pejchal) – gynekolog, později chirurg
- MUDr. Pavla Barnová (Barbora Munzarová) – chiruržka
- MUDr. Zdena Suchá (Dana Morávková) – chiruržka
- MUDr. Lukáš Beneš (Pavel Batěk) – chirurg, zaskakoval i jako pediatr, lékař rychlé záchranné služby
- MUDr. Petr Hanák (Radim Fiala) – chirurg, vojenský lékař s praxí v zahraničních misích
- Kryštof Dyk (Jakub Gottwald) – medik
- MUDr. Vladimír Pusenský (Milan Bahul) – chirurg, občas primář chirurgie
- MUDr. Magda Mázlová (Markéta Plánková) – chiruržka, primářka plastické chirurgie, později ředitelka (zemřela v dílu 456)
- MUDr. Tereza Benešová (Monika Zoubková) – chiruržka
- MUDr. Oskar Všetečka (Martin Písařík) – chirurg
- MUDr. Darek Vágner (Michal Novotný) – chirurg, lékař RZS
- MUDr. Monika Mandlová (Tereza Kostková) – chiruržka, plastická chiruržka
- MUDr. Bohdan Švarc (Martin Zounar) – chirurg, později dočasný ředitel nemocnice
- MUDr. Erika Jánská (Anna Kulovaná) – plastická chiruržka
- MUDr. Ota Kovář (Martin Stránský) – chirurg (odešel do Počátek)
- MUDr. Jáchym Kalina (Lukáš Hejlík) – chirurg a záchranář
- MUDr. Radim Novák (Petr Vágner) – lékař rychlé záchranné služby
- Doc. MUDr. Eduard Valšík (Petr Štěpánek) – bývalý ředitel nemocnice, uznávaný pediatr
- Bc. Kristýna Tichá (Kristýna Janáčková) – bývalá sestra na plastické chirurgii
- Babeta Trefná-Hessová (Bára Štěpánová) – vrchní sestra na chirurgii
- Veronika Jirková (Adéla Gondíková) – bývalá vrchní sestra na chirurgii, později sekretářka ředitele
- Eliška Slavíková (Miluše Bittnerová) – bývalá vrchní sestra na chirurgii
- Mirka Grigová (Kristýna Kociánová) – sestra na chirurgii
- Gábina Šímová-Vajnerová (Sandra Nováková) – sestra na chirurgii
- Kateřina Vránová (Jana Stryková) – sestra na chirurgii
- Vendulka Čížková (Veronika Jeníková) – sestra na plastické chirurgii, později sestra na chirurgii
- Martina Tvrdíková-Všetečková (Kristýna Fuitová Nováková) – sestra na chirurgii
- Alena Veverková (Lenka Zahradnická) – sestra na chirurgii
- MUDr. Běla Valšíková (Zlata Adamovská) – lékařka soukromé pediatrické ordinace, později primářka pediatrie
- MUDr. Šimon Žáček (Saša Rašilov) – lékař soukromé pediatrické ordinace
- MUDr. Jan Pantoflíček (Ota Jirák) – lékař soukromé pediatrické ordinace
- Zuzana Pantoflíčková (Veronika Gajerová) – bývalá vrchní sestra na chirurgii
- Filip Vajner (Filip Tomsa) – sanitář
- Anička Fryntová (Anna Stropnická) – sanitářka
- MUDr. Andrea Blechová (Klára Cibulková) – chirurg a záchranářka (zemřela v dílu 821)
- MUDr. Tomáš Zajíc (Braňo Holiček) – mladý chirurg
- Jirka Linhart (Adam Kraus) – sanitář

#### Ostatní postavy
- Marta Tichá (Vlasta Žehrová) – matka Kristýny Tiché
- Marek Barna (Martin Holec) – syn Pavly Barnové
- Jakub Mázl (Ladislav Ondřej) – syn Čestmíra Mázla
- Max Suchý (Ben Cristovao) – syn Davida Suchého
- Věra Barnová (Jitka Smutná) – kuchařka
- Radomír Beneš (Martin Zahálka) – hejtman Ústeckého kraje
- Matyáš Frynta (Ladislav Hampl) – řezník, syn Dalibora Frynty
- Robert Jirka (Tomáš Polák) – syn Veroniky Jirkové
- Olga Pusenská (Vendulka Křížová) – učitelka
- Leopold Řeháček (Jan Vlasák) – bývalý vrchní U dvou růží
- Jindřich Valšík (Vlastimil Zavřel) – stavitel
- Ing. Jan Haken (Martin Trnavský) – stavitel, přítel Pavly Barnové (zemřel v dílu 86)
- Lucie Hrušková-Nováková-Vágnerová (Ivana Jirešová) – majitelka baru U Čerta
- Barbora Sojková (Marie Štěchová) – policistka
- Marcela Rosická (Tereza Pergnerová) – biologická matka malého Toníka Suchého
- Jolana Lepařová (Iva Hüttnerová) – chůva rodiny Suchých

### Hosté
- Václav Havel – kotelník[1]
- Libuše Havelková – pacientka Běhůnková[2]
- Ali Amiri – pacient[3]
- Martin Maxa – učitel tělocviku[4]
- Miloslav Ludvík – předseda ČLK doc. Frýdecký

#### Hosté, kteří hráli sami sebe
- Roman Šebrle – bývalý desetibojař
- Marta Jandová – zpěvačka
- Petra Kvitová – tenistka
- Lucie Borhyová – moderátorka
- Jan Pirk – kardiochirurg
- Tomáš Třeštík – umělecký fotograf
- Přemysl Forejt – šéfkuchař
- Iva Pazderková – herečka
- Petr Švancara - fotbalista

## Seznamy postavOrdinace v růžové zahradě

### 2005

#### Zaměstnanci nemocnice a ordinace
- MUDr. Aleš Čížek (Ladislav Potměšil) – gynekolog
- MUDr. Čestmír Mázl (Petr Rychlý) – primář gynekologie
- MUDr. Gita Petrová (Daniela Šinkorová) – lékařka soukromé gynekologické ordinace (zemřela v dílu 195)
- MUDr. Michal Šebek (Roman Zach) – lékař soukromé gynekologické ordinace, porodník
- MUDr. Adam Suk (Josef Pejchal) – mladý gynekolog
- Kamila Váchová (Linda Rybová) – sestra soukromé gynekologie
- Bobina Tomanová (Miriam Kantorková) – sestra na gynekologii
- Michaela Prouzová (Magdalena Zimová) – vrchní sestra na gynekologii
- Marie Johnsson (Michaela Dolinová) – sestra na gynekologii, majitelka vily v Růžové zahradě
- Vendulka Holovská (Veronika Jeníková) – sestra na gynekologii
- Mgr. Roman Kříž (Tomáš Krejčíř) – psycholog
- Kristýna Němečková (Kamila Šmejkalová) – sanitářka na gynekologii
- Markéta Foltýnová (Jitka Čvančarová) – sestra na gynekologii, dříve na chirurgii

#### Ostatní postavy
- Lucie Váchová (Ivana Jirešová) – barmanka
- Pavel Vácha (David Prachař) – opravář aut
- Ing. arch. Richard Petr (Aleš Procházka) – architekt
- Evelýna Šebková (Dana Syslová) – matka Michala Šebka
- Cyril Brázda (Pavel Nový) – partner Evelýny Šebkové
- Luboš Kosmata (Alexej Pyško) – bývalý šéf baru U Vidlí
- Dorka Poláková (Lucie Černíková) – barmanka
- Daniela Kobesová (Dana Verzichová) – rozvracečka vztahů, účetní autobazaru, později barmanka
- Martin Vácha (Oliver Cox) – syn Váchových
- Lenka Váchová (Barbora Petrová) – dcera Váchových
- Sylva Petrová (Veronika Nová) – dcera Gity Petrové
- Tereza Nováčková (Vanda Hybnerová) – pacientka a sestra doktora Michala Šebka
- Jan Nováček (Pavel Tesař) – manžel Terezy a kamarád doktora Šebka
- Jana Němečková (Ivana Andrlová) – pacientka a máma sanitářky Kristýny

### 2006

#### Zaměstnanci nemocnice a ordinace
- MUDr. Karel Bílý (Igor Chmela) – nový ředitel nemocnice
- MUDr. Tomáš Hruška (Jiří Langmajer) – gynekolog, později primář gynekologie
- MUDr. Aleš Čížek (Ladislav Potměšil) – gynekolog, porodník, děda Mikuláše, manžel Vendulky Čížkové
- MUDr. Čestmír Mázl (Petr Rychlý) – lékař soukromé gynekologické ordinace, primář gynekologie, gynekolog, porodník, životní láska Gity Petrové, táta Jakuba a Nadi Mázlových
- MUDr. Gita Petrová (Daniela Šinkorová) – lékařka soukromé gynekologické ordinace, gynekolog, porodník, životní láska Čestmíra Mázla, máma Sylvy Petrové
- MUDr. Michal Šebek (Roman Zach) – lékař soukromé gynekologické ordinace, gynekolog, porodník
- MUDr. Adam Suk (Josef Pejchal) – mladý gynekolog, porodník, přítel Gábiny Šímové
- MUDr. Vojta Kaňka (Michal Holán) – mladý gynekolog
- MUDr. Běla Páleníková (Zlata Adamovská) – lékařka soukromé pediatrické ordinace
- MUDr. Petr Pavlis (Jiří Štěpnička) – primář JIP a ARO
- MUDr. Jan Sehnal (Karel Greif) – chirurg
- Kamila Váchová (Linda Rybová) – sestra soukromé gynekologické ordinace, žena Pavla Váchy, máma Martina Váchy
- Bobina Tomanová (Miriam Kantorková) – sestra na gynekologii
- Michaela Prouzová (Magdalena Zimová) – vrchní sestra na gynekologii, později přítelkyně Karla Bílého
- Marie Johnson (Michaela Dolinová) – sestra na gynekologii, majitelka vily v Růžové zahradě
- Vendulka Čížková (Veronika Jeníková) – sestra v soukromé gynekologické ordinaci, později vrchní sestra na gynekologii
- Markéta Foltýnová-Vorlová (Jitka Čvančarová) – sestra na gynekologii, v soukromé gynekologické ordinaci a předtím na pediatrii
- Mgr. Roman Kříž (Tomáš Krejčíř) – psycholog
- Kristýna Němečková (Kamila Šmejkalová) – sanitářka na gynekologii

#### Ostatní postavy
- Jakub Mázl (Ladislav Ondřej) – syn doktora Čestmíra Mázla
- Lucie Váchová-Hrušková (Ivana Jirešová) – barmanka, sestra Gity Petrové
- Pavel Vácha (David Prachař) – automechanik
- Ing. arch. Richard Petr (Aleš Procházka) – architekt, táta Sylvy Petrové, bývalý manžel Gity Petrové
- Evelýna Šebková (Dana Syslová) – matka Michala Šebka
- Cyril Brázda (Pavel Nový) – partner Evelýny Šebkové
- Luboš Kosmata (Alexej Pyško) – bývalý šéf baru U Vidlí
- Dorka Poláková (Lucie Černíková) – barmanka
- Daniela Kobesová (Dana Verzichová) – rozvracečka vztahů, účetní autobazaru, později barmanka, vnučka babičky Kobesové
- Martin Vácha (Oliver Cox) – syn Kamily a Radka, nevlastní syn Pavla Váchy
- Lenka Váchová (Barbora Petrová) – dcera Pavla Váchy a Marie Johnson
- Sylva Petrová (Veronika Nová) – dcera Gity Petrové a Richarda Petra
- Marcela Mázlová (Alena Štréblová) – bývalá manželka Čestmíra Mázla, matka Jakuba a Nadi Mázlových (zemřela v 83. dílu)
- Jana Němečková (Ivana Andrlová) – pacientka a máma sanitářky Kristýny
- Tereza Nováčková (Vanda Hybnerová) – pacientka a sestry doktora Michala Šebka
- Jan Nováček (Pavel Tesař) – manžel Terezy a kamarád doktora Šebka
- kpt. Bc. Josef Rada (Svatopluk Schuller) – komisař kamenické policie
- Saša Jurigová (Marie Doležalová) – pacientka

### 2007

#### Zaměstnanci nemocnice a ordinace
- MUDr. Tomáš Hruška (Jiří Langmajer) – gynekolog, primář gynekologie, po návratu ředitel nemocnice, manžel Lucie Hruškové
- MUDr. Karel Bílý (Igor Chmela) – ředitel nemocnice, později na ministerstvu
- MUDr. Aleš Čížek (Ladislav Potměšil) – gynekolog, porodník, děda Mikuláše, manžel Vendulky Čížkové
- MUDr. Čestmír Mázl (Petr Rychlý) – lékař soukromé gynekologické ordinace, gynekolog, porodník, životní láska Gity Petrové, táta Jakuba a Nadi Mázlových
- MUDr. Gita Petrová (Daniela Šinkorová) – lékařka soukromé gynekologické ordinace, porodník, gynekolog, životní láska Čestmíra Mázla, máma Sylvy Petrové
- MUDr. Adam Suk (Josef Pejchal) – mladý gynekolog, porodník, přítel Gábiny Šímové
- MUDr. Vojta Kaňka (Michal Holán) – mladý gynekolog
- MUDr. Běla Páleníková (Zlata Adamovská) – lékařka soukromé pediatrické ordinace, později primářka pediatrie
- MUDr. Jaroslav Ženíšek (Zdeněk Žák) – lékař soukromé pediatrické ordinace
- MUDr. Jan Pantoflíček (Ota Jirák) – primář pediatrie
- MUDr. Marek Kroupa (David Suchařípa) – primář gynekologie, přítel Lucie
- MUDr. Petr Pavlis (Jiří Štěpnička) – primář ARO, anesteziolog, milenec Běly Páleníkové
- MUDr. Prokop Hrubý (Ondřej Sokol) – lékař soukromé pediatrické ordinace a dětský kardiolog, odešel na kardiologii do Motola
- MUDr. Martina Hermanová (Anna Polívková) – gynekoložka, spisovatelka
- MUDr. Libor Švarc (Luboš Šplíchal) – primář interny, internista
- doc. MUDr. Jiří Janota (Bohuslav Kalva) – primář chirurgie, chirurg
- MUDr. Vladimír Pusenský (Milan Bahúl) – chirurg, zástupce primáře chirurgie
- MUDr. Vladimír Honzl (Martin Sochor) – chirurg
- Bc. Tamara Kindlová (Helena Brabcová) – sestra pro alternativní porody na gynekologii
- Bobina Tomanová (Miriam Kantorková) – sestra na gynekologii
- Michaela Prouzová (Magdalena Zimová) – sestra soukromé gynekologické ordinace, sestra na gynekologii, bývalá vrchní sestra, později na mateřské
- Marie Johnson (Michaela Dolinová) – sestra soukromé gynekologické ordinace, majitelka vily v Růžové zahradě
- Vendulka Čížková (Veronika Jeníková) – sestra soukromé gynekologické ordinace, vrchní sestra na gynekologii
- Markéta Vorlová (Jitka Čvančarová) – sestra na gynekologii, předtím na pediatrii
- Zuzana Tichá (Veronika Gajerová) – sestra soukromé pediatrické ordinace
- Mirka Kovaříková (Kristýna Kociánová) – sestra soukromé gynekologické ordinace
- Lída Drdová (Magdalena Reifová) – sestra na gynekologii a předtím na chirurgii

#### Ostatní postavy
- Jakub Mázl (Ladislav Ondřej) – syn doktora Mázla
- Lucie Hrušková (Ivana Jirešová) – barmanka a šéfka
- Ing. arch. Richard Petr (Aleš Procházka) – architekt
- Evelýna Šebková (Dana Syslová) – matka Michala Šebka
- Cyril Brázda (Pavel Nový) – partner Evelýny Šebkové
- Luboš Kosmata (Alexej Pyško) – bývalý šéf baru U Vidlí
- Dorka Poláková (Lucie Černíková) – barmanka
- Lenka Váchová (Barbora Petrová) – dcera Váchových
- Sylva Petrová (Veronika Nová) – dcera Gity Petrové a Richarda Petra
- David Griga (Richard Trsťan) – barman, přítel Mirky Kovaříkové
- Tonda Kroupa (Martin Zdráhala) – syn Marka Kroupy a Taťány Kroupové
- Taťána Kroupová (Jana Malá) – bývalá manželka Marka Kroupy, rentgenoložka
- MUDr. Dalibor Frynta (Jan Šťastný) – hlavní kandidát na nového primáře chirurgie, plastický chirurg, přítel Sylvy Petrové
- Saša Jurigová (Marie Doležalová) – těhotná pacientka
- Jaroslav Pánek (Jakub Šlégr) – přítel Saši Jurigové
- Jaroslava Mázlová (Vlasta Peterková) – tetička Čestmíra Mázla

### 2008

#### Zaměstnanci nemocnice a ordinace
- MUDr. Tomáš Hruška (Jiří Langmajer) – gynekolog, bývalý primář gynekologie a chirurg, ředitel nemocnice
- doc. MUDr. Eduard Valšík (Petr Štěpánek) – nový ředitel nemocnice, uznávaný pediatr a chirurg, vrací se po dlouhé době z Francie
- MUDr. Aleš Čížek (Ladislav Potměšil) – gynekolog (zemřel v dílu 258)
- MUDr. Čestmír Mázl (Petr Rychlý) – lékař soukromé gynekologické ordinace, později primář gynekologie
- MUDr. Adam Suk (Josef Pejchal) – mladý gynekolog a chirurg, který se vrací
- MUDr. Běla Páleníková-Valšíková (Zlata Adamovská) – lékařka soukromé pediatrické ordinace, později primářka pediatrie
- MUDr. Jaroslav Ženíšek (Zdeněk Žák) – lékař soukromé pediatrické ordinace
- MUDr. Jan Pantoflíček (Ota Jirák) – primář pediatrie
- MUDr. Marek Kroupa (David Suchařípa) – primář gynekologie
- MUDr. Petr Pavlis (Jiří Štěpnička) – primář JIP a ARO
- MUDr. Martina Hermanová (Anna Polívková) – gynekoložka, spisovatelka
- MUDr. Dalibor Frynta (Jan Šťastný) – nový primář chirurgie (zemřel v dílu 361)
- MUDr. Pavla Barnová (Barbora Munzarová) – chiruržka
- MUDr. Magda Tárová (Markéta Plánková) – chiruržka, primářka plastické chirurgie
- MUDr. Vladimír Pusenský (Milan Bahúl) – chirurg, zástupce primáře chirurgie
- MUDr. Lukáš Beneš (Pavel Batěk) – chirurg, má atestaci i z pediatrie, lékař rychlé záchranné služby
- MUDr. Radim Novák (Petr Vágner) – lékař rychlé záchranné služby
- MUDr. Tereza Valšíková (Monika Zoubková) – mladá chiruržka
- MUDr. Oskar Všetečka (Martin Písařík) – mladý chirurg
- Eliška Slavíková (Miluše Bittnerová) – sestra na chirurgii, později vrchní sestra
- Veronika Jirková (Adéla Gondíková) – vrchní sestra na chirurgii
- Bobina Tomanová (Miriam Kantorková) – bufetářka
- Marie Johnsson-Petrová (Michaela Dolinová) – sestra na gynekologii, majitelka vily v Růžové zahradě
- Vendulka Čížková (Veronika Jeníková) – sestra na gynekologii, vrchní sestra na gynekologii
- Zuzana Tichá (Veronika Gajerová) – sestra soukromé pediatrické ordinace
- Mirka Kovaříková (Kristýna Kociánová) – sestra soukromé gynekologické ordinace
- Mgr. Roman Kříž (Tomáš Krejčíř) – psycholog
- MUDr. Dana Jančová (Petra Hobzová) – plastická chiruržka
- MUDr. Pavel Getz (Zdeněk Hruška) – plastický chirurg z Prahy
- Kryštof Dyk (Jakub Gottwald) – medik a sanitář na chirurgii
- Martina Tvrdíková (Kristýna Badinková Nováková) – sestra na chirurgii
- Alena Veverková (Lenka Zahradnická) – sestra na chirurgii
- Gabriela Šímová (Sandra Nováková) – sestra na chirurgii
- Lída Drdová (Magdalena Reifová) – sestra na gynekologii, později opět na chirurgii

#### Ostatní postavy
- Jakub Mázl (Ladislav Ondřej) – syn doktora Mázla
- Lucie Hrušková-Nováková (Ivana Jirešová) – majitelka baru, barmanka, sestra Gity Petrové
- Ing. arch. Richard Petr (Aleš Procházka) – architekt
- Dorka Poláková (Lucie Černíková) – barmanka
- Sylva Petrová (Veronika Nová) – dcera Gity Petrové
- MUDr. Karel Bílý (Igor Chmela) – na ministerstvu zdravotnictví
- David Griga (Richard Trsťan) – barman, přítel Mirky Kovaříkové
- Jindřich Valšík (Vlastimil Zavřel) – stavitel
- Marek Barna (Martin Holec) – syn Pavly Barnové
- Filip Vajner (Filip Tomsa) – student
- MUDr. Prokop Hrubý (Ondřej Sokol) – dětský kardiolog v motolské nemocnici
- Markéta Vorlová (Jitka Čvančarová) – přítelkyně doktora Hrubého
- Petr Šídlo (Jiří Laštovka) – manžel nemocné pacientky

### 2009

#### Zaměstnanci nemocnice a ordinace
- Doc. MUDr. Eduard Valšík (Petr Štěpánek) – ředitel nemocnice, uznávaný pediatr a chirurg
- MUDr. Zdena Tichá (Dana Morávková) – chiruržka a nová ředitelka nemocnice
- MUDr. Tomáš Hruška (Jiří Langmajer) – chirurg
- MUDr. Čestmír Mázl (Petr Rychlý) – primář gynekologie
- MUDr. Adam Suk (Josef Pejchal) – mladý gynekolog a chirurg
- MUDr. Běla Páleníková-Valšíková (Zlata Adamovská) – lékařka soukromé pediatrické ordinace, později primářka pediatrie
- MUDr. Jan Pantoflíček (Ota Jirák) – primář pediatrie
- MUDr. Dalibor Frynta (Jan Šťastný) – primář chirurgie
- MUDr. Pavla Barnová (Barbora Munzarová) – chiruržka
- MUDr. Magda Tárová-Mázlová (Markéta Plánková) – chiruržka, primářka plastické chirurgie
- MUDr. Vladimír Pusenský (Milan Bahúl) – chirurg, občas primář chirurgie a zástupce primáře
- MUDr. Petr Hanák (Radim Fiala) – chirurg, vojenský lékař s praxí v zahraničních misích
- MUDr. Lukáš Beneš (Pavel Batěk) – chirurg, má atestaci i z pediatrie, lékař rychlé záchranné služby
- MUDr. Radim Novák (Petr Vágner) – lékař rychlé záchranné služby (Manžel Lucie Hruškové)
- MUDr. Tereza Benešová (Monika Zoubková) – mladá chiruržka
- MUDr. Oskar Všetečka (Martin Písařík) – mladý chirurg
- MUDr. Monika Mandlová (Tereza Kostková) – chiruržka, plastická chiruržka
- Eliška Slavíková (Miluše Bittnerová) – sestra na chirurgii
- Marie Johansson-Petrová (Michaela Dolinová) – sestra na soukromé gynekologii, žena Richarda
- Vendulka Čížková (Veronika Jeníková) – vrchní sestra chirurgie
- Filip Vajner (Filip Tomsa) – sanitář
- Zuzana Tichá-Pantoflíčková (Veronika Gajerová) – sestra soukromé pediatrické ordinace
- Mirka Grigová (Kristýna Kociánová) – sestra soukromé gynekologické ordinace
- Kryštof Dyk (Jakub Gottwald) – medik a sanitář na chirurgii
- Martina Tvrdíková-Všetečková (Kristýna Badinková Nováková) – zdravotní sestra na chirurgii
- Alena Veverková (Lenka Zahradnická) – zdravotní sestra na chirurgii
- Bc. Kristýna Tichá-Hanáková (Krystýna Janáčkova) – zdravotní sestra
- Gábina Šímová (Sandra Nováková) – sestra na chirurgii
- Lída Drdová (Magdalena Reifová) – sestra na chirurgii
- MUDr. Pavel Getz (Zdeněk Hruška) – plastický chirurg, odešel zpátky do Prahy
- MUDr. Martin Karabec (Daniel Šváb) – psychiatr

#### Ostatní postavy
- Jakub Mázl (Ladislav Ondřej) – syn doktora Mázla
- Lucie Hrušková-Nováková (Ivana Jirešová) – majitelka baru, barmanka, sestra Gity Petrové
- Ing. arch. Richard Petr (Aleš Procházka) – architekt
- Dorka Poláková (Lucie Černíková) – barmanka
- Sylva Petrová (Veronika Nová) – dcera Gity Petrové a Richarda Petra
- David Griga (Richard Trsťan) – barman, přítel Mirky Kovaříkové
- Jindřich Valšík (Vlastimil Zavřel) – stavitel
- Marta Tichá (Vlasta Žehrová) – matka Kristýny Tiché
- Marek Barna (Martin Holec) – syn Pavly Barnové
- MUDr. Dana Jancová (Petra Hobzová) – plastická chiruržka
- MUDr. Prokop Hrubý (Ondřej Sokol) – lékař v Motole

### 2010

#### Zaměstnanci nemocnice a ordinace
- Ing. Viktor Hofman (Jan Kanyza) – ředitel nemocnice
- MUDr. Zdena Tichá (Dana Morávková) – bývalá ředitelka nemocnice, chiruržka
- Doc. MUDr. Eduard Valšík (Petr Štěpánek) – bývalý ředitel nemocnice, uznávaný pediatr a chirurg
- prim. MUDr. Dalibor Frynta (Jan Šťastný) – primář chirurgie, pak musel odstoupit z primariátu
- prim. MUDr. Čestmír Mázl (Petr Rychlý) – primář gynekologie
- MUDr. Petr Hanák (Radim Fiala) – chirurg, vojenský lékař s praxí v zahraničních misích, později primář urgentního příjmu
- MUDr. Pavla Barnová - Pusenská (Barbora Munzarová) – chiruržka
- MUDr. Vladimír Pusenský (Milan Bahul) – chirurg
- MUDr. Magda Mázlová (Markéta Plánková) – chiruržka, primářka plastické chirurgie
- MUDr. Monika Mandlová (Tereza Kostková) – zastupující primářka chirurgie, plastická chiruržka a chirurg
- MUDr. Tereza Benešová (Monika Zoubková) – chiruržka
- prim. MUDr. Libor Švarc (Luboš Šplíchal)– primář interny, internista, zastupující ředitel nemocnice po odvolání bývalé ředitelky MUDr. Tiché
- MUDr. Robert Šambera (Petr Konáš) – chirurg, zemřel  na následky těžké autonehody ve 194. díle
- MUDr. Lukáš Beneš (Pavel Batěk) – chirurg, má atestaci i z pediatrie, lékař rychlé záchranné služby
- MUDr. Oskar Všetečka (Martin Písařík) – chirurg
- MUDr. Adam Suk (Josef Pejchal) – gynekolog, později chirurg
- MUDr. Ota Kovář (Martin Stránský) – chirurg a traumatolog
- prim. MUDr. David Suchý (Jan Čenský) – nový primář chirurgie, chirurg z Prahy
- Eliška Slavíková (Miluše Bittnerová) – sestra na chirurgii
- MUDr. Lea Vágnerová (Michaela Kuklová) – chiruržka
- Mirka Kovaříková (Kristýna Kociánová) – sestra na chirurgii
- Gábina Šímová (Sandra Nováková) – sestra na chirurgii
- Bára Barešová (Nikol Kouklová) – sestra na chirurgii
- Vendulka Čížková (Veronika Jeníková) – vrchní sestra na chirurgii
- Babeta Trefná (Bára Štěpánová) – nová vrchní sestra na chirurgii
- Martina Tvrdíková-Všetečková (Kristýna Fuitová Nováková) – sestra na chirurgii
- Alena Veverková (Lenka Zahradnická) – sestra na chirurgii
- Veronika Jirková (Adéla Gondíková) – sekretářka ředitele
- MUDr. Běla Valšíková (Zlata Adamovská) – lékařka soukromé pediatrické ordinace, později primářka pediatrie
- MUDr. Jan Pantoflíček (Ota Jirák) – lékař soukromé pediatrické ordinace
- Zuzana Pantoflíčková (Veronika Gajerová) – sestra soukromé pediatrické ordinace
- Jakub Mázl (Ladislav Ondřej) – správa nemocnice

#### Ostatní postavy
- Jindřich Valšík (Vlastimil Zavřel) – stavitel
- Lucie Nováková , dříve Hrušková (Ivana Jirešová) – majitelka baru
- Ing. Radek Kárský (Pavel Kolban) – hejtman
- Mikuláš „Miky“ Mázl (Šimon Šedivý) – syn Magdy a Čestmíra Mázlů a bratr Jakuba Mázla
- MUDr. Pavel Getz (Zdeněk Hruška) – plastický chirurg
- Ing. Milan Švarc (Pavel Nečas) – hejtman

### 2011

#### Zaměstnanci nemocnice a ordinace
- Ing. Viktor Hofman (Jan Kanyza) – ředitel nemocnice
- MUDr. David Suchý (Jan Čenský) – primář chirurgie, chirurg
- MUDr. Zdena Suchá (Dana Morávková) – chiruržka
- Doc. MUDr. Eduard Valšík (Petr Štěpánek) – bývalý ředitel nemocnice, uznávaný pediatr a chirurg
- MUDr. Dalibor Frynta (Jan Šťastný) – chirurg
- MUDr. Čestmír Mázl (Petr Rychlý) – primář gynekologie
- MUDr. Petr Hanák (Radim Fiala) – chirurg, vojenský lékař s praxí v zahraničních misích, bývalý primář urgentního příjmu
- MUDr. Lukáš Beneš (Pavel Batěk) – chirurg, má atestaci i z pediatrie, lékař rychlé záchranné služby
- MUDr. Lea Vágnerová (Michaela Kuklová) – chiruržka a primářka urgentního příjmu
- MUDr. Darek Vágner (Michal Novotný) – chirurg
- MUDr. Magda Mázlová (Markéta Plánková) – chiruržka, primářka plastické chirurgie
- MUDr. Monika Mandlová (Tereza Kostková) – bývalá primářka plastické chirurgie
- MUDr. Erika Jánská (Anna Kulovaná) – plastická chiruržka
- MUDr. Adam Suk (Josef Pejchal) – gynekolog, později chirurg
- MUDr. Ota Kovář (Martin Stránský) – chirurg
- MUDr. Bohdan Švarc (Martin Zounar) – chirurg
- Eliška Slavíková (Miluše Bittnerová) – sestra na chirurgii
- Alena Veverková (Lenka Zahradnická) – sestra na chirurgii
- Mirka Kovaříková (Kristýna Kociánová) – sestra na chirurgii
- Gábina Šímová (Sandra Nováková) – sestra na chirurgii
- Kateřina Vránová (Jana Stryková) – sestra na chirurgii
- Babeta Trefná (Bára Štěpánová) – vrchní sestra na chirurgii
- Veronika Jirková (Adéla Gondíková) – sekretářka ředitele
- MUDr. Běla Valšíková (Zlata Adamovská) – lékařka soukromé pediatrické ordinace, později primářka pediatrie
- MUDr. Jan Pantoflíček (Ota Jirák) – lékař soukromé pediatrické ordinace
- MUDr. Šimon Žáček (Saša Rašilov) – lékař soukromé pediatrické ordinace
- Zuzana Pantoflíčková (Veronika Gajerová) – sestra soukromé pediatrické ordinace
- Jakub Mázl (Ladislav Ondřej) – správa nemocnice

#### Ostatní postavy
- Jindřich Valšík (Vlastimil Zavřel) – stavitel
- Lucie Nováková, dříve Hrušková  (Ivana Jirešová) – majitelka baru (bývalá žena Radima Nováka)
- Ing. Milan Švarc (Pavel Nečas) – hejtman, bratr Bohdana
- Jolana Lepařová (Iva Hüttnerová) – chůva rodiny Suchých
- Toník Suchý (Lukáš Hrabák) – adoptovaný syn Zdeny a Davida Suchých
- Martin Jánský (Vladimír Kratina) – údržbář
- Mikuláš „Miky“ Mázl (Šimon Šedivý) – syn Magdy a Čestmíra Mázlů a bratr Jakuba Mázla
- doc. MUDr. Hana Jánská (Markéta Tannerová) – plastický chirurg
- MUDr. Marek Kroupa (David Suchařípa) – uznávaný gynekolog, vlastní kliniku v Praze a bývalý primář gynekologie v Kamenici

### 2012

#### Zaměstnanci nemocnice a ordinace
- Ing. Viktor Hofman (Jan Kanyza) – ředitel nemocnice
- MUDr. David Suchý (Jan Čenský) – primář chirurgie, chirurg
- MUDr. Zdena Suchá (Dana Morávková) – chiruržka
- MUDr. Jáchym Kalina (Lukáš Hejlík) – chirurg
- MUDr. Dalibor Frynta (Jan Šťastný) – chirurg (zemřel v díle 361)
- MUDr. Čestmír Mázl (Petr Rychlý) – primář gynekologie
- MUDr. Petr Hanák (Radim Fiala) – chirurg, vojenský lékař s praxí v zahraničních misích
- MUDr. Lukáš Beneš (Pavel Batěk) – chirurg, má atestaci i z pediatrie, lékař rychlé záchranné služby
- MUDr. Lea Vágnerová (Michaela Kuklová) – chiruržka
- MUDr. Darek Vágner (Michal Novotný) – chirurg
- MUDr. Magda Mázlová (Markéta Plánková) – chiruržka, primářka plastické chirurgie
- MUDr. Erika Jánská (Anna Kulovaná) – plastická chiruržka
- MUDr. Ota Kovář (Martin Stránský) – chirurg
- MUDr. Bohdan Švarc (Martin Zounar) – chirurg
- Eliška Slavíková (Miluše Bittnerová) – sestra na chirurgii
- Mirka Kovaříková (Kristýna Kociánová) – sestra na chirurgii
- Gábina Vajnerová ,dříve Šímová (Sandra Nováková) – sestra na chirurgii
- Kateřina Vránová (Jana Stryková) – sestra na chirurgii
- Tien Nguyen (Ha Thanh Špetlíková) – sestra na chirurgii
- Babeta Trefná (Bára Štěpánová) – vrchní sestra na chirurgii
- Alena Veverková(Lenka Zahradnická) – sestra na chirurgii
- Blanka Žáčková (Kateřina Lojdová) – sestra na chirurgii
- doc. MUDr. Hana Jánská (Markéta Tannerová) – plastický chirurg
- Veronika Jirková (Adéla Gondíková) – sekretářka ředitele
- MUDr. Běla Valšíková (Zlata Adamovská) – lékařka soukromé pediatrické ordinace, později primářka pediatrie
- MUDr. Jan Pantoflíček (Ota Jirák) – lékař soukromé pediatrické ordinace
- MUDr. Šimon Žáček (Saša Rašilov) – lékař soukromé pediatrické ordinace
- Zuzana Pantoflíčková (Veronika Gajerová) – sestra soukromé pediatrické ordinace
- Jakub Mázl (Ladislav Ondřej) – správa nemocnice
- Filip Vajner ( Filip Tomsa ) - sanitář

#### Ostatní postavy
- Jindřich Valšík (Vlastimil Zavřel) – stavitel
- Lucie Nováková, dříve Hrušková (Ivana Jirešová) – majitelka baru
- Gita Nováková (Hrušková) (Kateřina Kalendová) – dcera Lucie Novákové  a jejího bývalého manžela Tomáše Hrušky
- Ing. Milan Švarc (Pavel Nečas) – hejtman, bratr Bohdana
- Jolana Lepařová (Iva Hüttnerová) – chůva rodiny Suchých
- Antonín (Tonda) Suchý (Lukáš Hrabák) – adoptovaný syn Zdeny a Davida Suchých
- Hanička Suchá (Eliška Obrová) – dcera Zdeny a Davida Suchých
- Martin Jánský (Vladimír Kratina) – údržbář
- Mikuláš „Miky“ Mázl (Šimon Šedivý) – syn Magdy a Čestmíra Mázlů a bratr Jakuba Mázla
- Jakub Konrád (Ondřej Rychlý) – syn doktora Mázla
- Angelina Kodatová (Petra Pudová) – expřítelkyně Jakuba Mázla
- Markéta Vítková (Vanda Chaloupková) – tanečnice
- Michaela Kovaříková (Františka Stropnická) – tanečnice
- kpt. Barbora Sojková (Marie Štěchová) – komisařka
- Viktor Hofman ml. (Jan Antonín Duchoslav) – syn ředitele nemocnice Viktora Hofmana
- Bc. Tamara Kindlová (Helena Brabcová) – porodní sestra
- Sabina Hradecká (Tereza Vítů) – dcera Heleny Hradecké
- Vojtěch Hradecký (Antonín Mašek) - Syn Heleny Hradecké
- Klára Hofmanová (Sofie Filippi) – dcera Viktora Hofmana ml.
- (Filip Cíl) – feťák
- pan Volner (Martin Učík) – pacient
- Marta Tichá (Vlasta Žehrová) – nevlastní matka Zdeny Suché
- Marcela Rosická (Tereza Pergnerová) – feťačka a matka Tondy Rosického
- Alena Veverková (Lenka Zahradnická) –
- Vratislav Zlatohlávek (Ivan Vodochodský) – pacient
- Max Suchý (Ben Cristovao) – syn doktora Suchého a tanečník
- MUDr. Pavel Getz (Zdeněk Hruška) – plastický chirurg
- Leona Hrubá (Alena Procházková) – matka Prokopa Hrubého a Filipa Vajnera
- Alois Trefný (Milan Slepička) – otec Babety Trefné
- Zita Smiřická (Inka Šecová) – důchodkyně
- MUDr. Červenka (Michal Milbauer) – lékař ZSK
- Maty Povýšil (Jan Cina) – mladík a barman
- pan Král (Jindřich Kriegel) – hospodský
- Chou Nguyen (Thi Minh Nguyen) – teta zdravotní sestry Tien Nguyen
- Emil Klein (Zdeněk Dolanský) –
- pan Nguyen (Kim Son Nguyen) – otec zdravotní sestry Tien Nguyen
- MUDr. Vladimír Pusenský (Milan Bahúl) –
- MUDr. Radim Novák (Petr Vágner) – bývalý manžel Lucie Novákové, dříve Hruškové
- Zdeněk Jirků (Zdeněk Mahdal) – kamarád doktorky Ley Vágnerové
- Anna Fryntová (Anna Stropnická) – dcera doktora Dalibora Frynty
- Barborka (Vladimíra Havlíčková) – dětská pacientka
- Břéťa Miller (Radovan Snítil) – filmový a seriálový producent
- Radek Sýkora (Igor Orozovič) –
- MUDr. Lukáš Beneš (Pavel Batěk) –
- Linda Kalinová (Kateřina Pechová) – nová přítelkyně Jakuba Mázla
- Václav Kadleček (Jarmil Škvrna) –
- kpt. Petr Janák (Vojtěch Efler) – Komisař Kamenické policie
- Müller (Vojtech Záveský) – skinhead *1
- Gustav Kalina (Petr Oliva) – otec Jáchyma a Lindy Kalinových
- Miroslav Slánský (Jakub Štěpán) – skinhead *2
- paní Vaďurová (Daniela Bartáková) – pacientka
- Anna Svozilová (Zdena Procházková) – pacientka, bývalá slavná tanečnice „Áňa Sváňa“
- Irena Čapková (Soňa Dvořáková) – pacientka
- MUDr. Leopold Včela (Tomáš Kořének) –

### 2013

#### Zaměstnanci nemocnice a ordinace
- MUDr. Magda Mázlová (Markéta Plánková) – plastický chirurg, dočasně ředitelka, zemřela 5. 12. 2013 na následky těžké nemoci (díl 456)
- Ing. Viktor Hofman (Jan Kanyza) – ředitel nemocnice
- MUDr. David Suchý (Jan Čenský) – primář chirurgie
- MUDr. Čestmír Mázl (Petr Rychlý) – primář gynekologie
- MUDr. Petr Hanák (Radim Fiala) – chirurg, vojenský lékař s praxí v zahraničních misích a člen záchranné služby
- MUDr. Zdena Suchá (Dana Morávková) – chirurg
- MUDr. Darek Vágner (Michal Novotný) – chirurg, člen záchranné služby
- MUDr. Bohdan Švarc (Martin Zounar) – chirurg, dočasně ředitel nemocnice
- MUDr. Erika Jánská (Anna Kulovaná) – plastická chiruržka
- MUDr. Ota Kovář (Martin Stránský) – chirurg (odešel do Počátek)
- MUDr. Jáchym Kalina (Lukáš Hejlík) – chirurg, plastický chirurg a člen záchranné služby
- MUDr. Richard Varga (Maroš Kramár) – chirurg, odešel zpátky na Slovensko
- Veronika Jirková (Adéla Gondíková) – sekretářka
- Babeta Trefná (Bára Štěpánová) – vrchní sestra na chirurgii
- Mirka Kovaříková (Kristýna Kociánová) – sestra na chirurgii
- Gábina Šímová (Sandra Nováková) – sestra na chirurgii
- Kateřina Vránová (Jana Stryková) – sestra na chirurgii
- Tien Nguyen (Ha Thanh Špetlíková) – sestra na chirurgii
- MUDr. Běla Valšíková (Zlata Adamovská) – lékařka soukromé pediatrické ordinace, později primářka pediatrie
- MUDr. Šimon Žáček (Saša Rašilov) – lékař soukromé pediatrické ordinace
- MUDr. Jan Pantoflíček (Ota Jirák) – lékař soukromé pediatrické ordinace
- Zuzana Pantoflíčková (Veronika Gajerová) – dočasná vrchní sestra chirurgie
- Helena Hradecká (Andrea Černá) – sestra soukromé pediatrické ordinace
- Jakub Mázl (Ladislav Ondřej) – správa nemocnice
- Mgr. Roman Kříž (Tomáš Krejčíř) – psycholog

#### Ostatní postavy
- Marta Tichá (Vlasta Žehrová) – matka Kristýny Tiché
- Toník Suchý (Lukáš Hrabák) – adoptovaný syn Zdeny a Davida Suchých
- Hanička Suchá (Eliška Obrová)– dcera Zdeny a Davida Suchých
- Jindřich Valšík (Vlastimil Zavřel) – stavitel
- Lucie Vágnerová, dříve Hrušková, Nováková (Ivana Jirešová) – majitelka baru
- Renata Svárová (Irena Máchová) - milenka primáře Suchého, barmanka u Čerta
- Lea Vágnerová (Michaela Kuklová) – sestra Darka Vágnera, psychicky nemocná kvůli úmrtí své dcery, později zavřená na psychiatrii (spáchala sebevraždu v díle 512)
- Barbora Sojková (Marie Štěchová) – policistka
- Jolana Lepařová (Iva Hüttnerová) – chůva rodiny Suchých
- Simona Šímová (Pavla Drtinová) – sestra Gábiny Šímové
- Květa Kulatá (Martina Hudečková) – kamarádka doktora Pantoflíčka
- MUDr. Jan Červenka (Michal Milbauer) – lékař ZSK
- Martin Jánský (Vladimír Kratina) – partner Běly Valšíkové
- Doc. MUDr. Eduard Valšík (Petr Štěpánek) – druhý manžel Běly Valšíkové
- Ota Páleník (Marcel Vašinka) – první manžel Běly Valšíkové
- Hynek Páleník (Petr Štěpán) – syn Oty Páleníka a Běly Valšíkové
- Gustav Kalina (Petr Oliva) – otec Jáchyma Kaliny a Lindy Kalinové
- Linda Kalinová (Kateřina Pechová) – dcera Gustava Kaliny a sestra Jáchyma Kaliny
- Magdička Mázlová (Anna Bella Schejbalová) – dcera Jakuba a Lindy
- Albert Hess (Jiří Štědroň) – přítel Babety Trefné
- Gita Vágnerová (Kateřina Kalendová) – dcera Lucie Vágnerové a jejího bývalého manžela Tomáše Hrušky
- Ing. Milan Švarc (Pavel Nečas) – hejtman, bratr Bohdana
- Mikuláš „Miky“ Mázl (Šimon Šedivý) – syn Magdy a Čestmíra Mázlů a bratr Jakuba Mázla
- MUDr. Dana Jančová (Petra Hobzová) – plastická chiruržka
- doc. MUDr. Hana Jánská (Markéta Tannerová) – plastický chirurg, matka Eriky Jánské
- Jarmila Hradecká, tetička z Ameriky ( Jitka Sedláčková)

### 2014

#### Zaměstnanci nemocnice a ordinace
- Ing. Viktor Hofman (Jan Kanyza) – ředitel nemocnice
- MUDr. David Suchý (Jan Čenský) – primář chirurgie
- MUDr. Čestmír Mázl (Petr Rychlý) – primář gynekologie
- MUDr. Petr Hanák (Radim Fiala) – chirurg, vojenský lékař s praxí v zahraničních misích a lékař záchranné služby
- MUDr. Zdena Suchá (Dana Morávková) – chirurgyně
- MUDr. Darek Vágner (Michal Novotný) – chirurg, lékař záchranné služby
- MUDr. Bohdan Švarc (Martin Zounar) – chirurg
- MUDr. Andrea Blechová (Klára Cibulková) – chirurgyně, na několik měsíců odešla z Kamenice, manželka MUDr. Hanáka, později zemřela v díle 820
- MUDr. Tomáš Zajíc (Braňo Holiček) – mladý chirurg
- MUDr. Jáchym Kalina (Lukáš Hejlík) – chirurg, plastický chirurg a lékař záchranné služby
- Veronika Jirková (Adéla Gondíková) – sekretářka, odešla dělat manažerku nějaké firmy
- Babeta Trefná-Hessová (Bára Štěpánová) – vrchní sestra na chirurgii
- Mirka Kovaříková (Kristýna Kociánová) – sestra na chirurgii, odešla pracovat k malým dětem
- Gábina Šímová (Sandra Nováková) – sestra na chirurgii
- Kateřina Vránová (Jana Stryková) – sestra na chirurgii
- Tien Nguyen (Ha Thanh Špetlíková) – sestra na chirurgii
- MUDr. Běla Valšíková (Zlata Adamovská) – lékařka soukromé pediatrické ordinace, později primářka pediatrie
- MUDr. Šimon Žáček (Saša Rašilov) – lékař soukromé pediatrické ordinace, odešel
- MUDr. Jan Pantoflíček (Ota Jirák) – lékař soukromé pediatrické ordinace
- MUDr. Marie Pokorná (Dana Batulková) – lékařka soukromé pediatrické ordinace, která trpí žloutenkou
- Zuzana Pantoflíčková (Veronika Gajerová) – vrchní sestra chirurgie, musela odejít z Kamenice
- Helena Hradecká (Andrea Černá) – sestra soukromé pediatrické ordinace
- Jakub Mázl (Ladislav Ondřej) – syn primáře Mázla
- Simona Šímová (Pavla Drtinová) – uklízečka, sestra Gábiny Šímové, bývalá partnerka Bohdana Švarce
- Jirka Linhart (Adam Kraus) – uklízeč, kamarád MUDr. Tomáše Zajíce
- Pavel Strnad (Filip Čáp) – bývalý záchranářský hlavní dispečer, pravý otec Toníka
- Mgr. Roman Kříž (Tomáš Krejčíř) – psycholog
- MUDr. Martin Karabec (Daniel Šváb) – psychiatr

#### Ostatní postavy
- Toník Suchý (Lukáš Hrabák) – adoptovaný syn Zdeny a Davida Suchých
- Hanička Suchá (Eliška Obrová) – dcera Zdeny a Davida Suchých
- Jindřich Valšík (Vlastimil Zavřel) – stavitel
- Lucie Vágnerová, dříve Nováková, Hrušková (Ivana Jirešová) – majitelka baru
- Barbora Sojková (Marie Štěchová) – policistka
- Jolana Lepařová (Iva Hüttnerová) – chůva rodiny Suchých
- Gustav Kalina (Petr Oliva) – otec Jáchyma Kaliny a Lindy Kalinové
- Linda Kalinová (Kateřina Pechová) – dcera Gustava Kaliny a sestra Jáchyma Kaliny
- Mikuláš „Miky“ Mázl (Šimon Šedivý) – syn Magdy a Čestmíra Mázlů a bratr Jakuba Mázla
- Magdička Mázlová (Anna Bella) – dcera Jakuba a Lindy
- Albert Hess (Jiří Štědroň) – manžel Babety Trefné
- Gita Nováková (Kateřina Kalendová) – dcera Lucie Novákové a jejího bývalého manžela Tomáše Hrušky
- Ing. Milan Švarc (Pavel Nečas) – hejtman, bratr Bohdana
- Radek Pokorný (Karel Heřmánek ml.) – dospělý syn doktorky Marie Pokorné
- Vašík Pokorný (Daniel Rchichev) – mladší dítě lékařky Marie Pokorné
- Eliška Pokorná (Karina Rchichev) – mladší dítě lékařky Marie Pokorné
- MUDr. Jan Červenka (Michal Milbauer) – lékař ZSK
- Dana Ráčková (Agnes Branna) – chůva Mázlových č. 1, dvojče Jany
- Jana Ráčková (Teresa Branna) – bývalá milenka Čestmíra Mázla, chůva Mázlových č. 2, dvojče Dany
- Helga Otradovská (Martina Randová) – závistivá sestřenice vrchní sestry Babety, od epizody 536 je sekretářka ředitele nemocnice
- prof. MUDr. Svatopluk Suchý (Jiří Klem) – bývalý doktor a otec doktora Davida Suchého

### 2015

#### Zaměstnanci nemocnice a ordinace
- MUDr. Štěpán Hejduk (Pavel Kikinčuk) – nový ředitel a spolumajitel nemocnice, chirurg
- prim. MUDr. David Suchý (Jan Čenský) – primář chirurgie (do dílu 549, od dílu 612), chirurg
- prim. MUDr. Zdena Suchá (Dana Morávková) – primářka chirurgie (od dílu 551 do dílu 610), chiruržka, po díle 611 odchází na Slovensko
- prim. MUDr. Čestmír Mázl (Petr Rychlý) – primář gynekologie
- MUDr. Petr Hanák (Radim Fiala) – chirurg, vojenský lékař s praxí v zahraničních misích a člen záchranné služby
- MUDr. Darek Vágner (Michal Novotný) – chirurg, člen záchranné služby
- MUDr. Bohdan Švarc (Martin Zounar) – chirurg
- MUDr. Tomáš Zajíc (Braňo Holiček) – mladý chirurg, v září byl dočasný ředitel nemocnice
- MUDr. Jáchym Kalina (Lukáš Hejlík) – chirurg, plastický chirurg a člen záchranné služby
- MUDr. Andrea Hanáková (Klára Cibulková) – chiruržka a záchranářka, která se vrací kvůli doktorovi Hanákovi
- MUDr. René Seifert (Daniel Bambas) – syn ředitele a bratr Stely Seifertové, chirurg
- MUDr. Barbora Nývltová (Barbora Jánová) – mladá lékařka na chirurgii, dostala výpověď, ale vrátí se s přítelem René Seifertem
- Babeta Trefná-Hessová (Bára Štěpánová) – vrchní sestra na chirurgii
- Kateřina Vránová (Jana Stryková) – sestra na chirurgii, později sestra soukromé pediatrické ordinace
- Tien Nguyen (Ha Thanh Špetlíková) – sestra na chirurgii
- Stela Seifertová-Zajícová (Kamila Kikinčuková) – sestra na chirurgii
- Lada Hrůzová (Hana Kusnjerová) – sestra na chirurgii
- Monika Moravcová (Zuzana Velichová) – sestra na chirurgii
- prim. MUDr. Běla Valšíková (Zlata Adamovská) – lékařka soukromé pediatrické ordinace, primářka pediatrie
- MUDr. Jan Pantoflíček (Ota Jirák) – lékař soukromé pediatrické ordinace, odešel do důchodu
- MUDr. Radek Pokorný (Karel Heřmánek ml.) – nový mladý lékař soukromé pediatrické ordinace, dospělý syn doktorky Marie Pokorné, odešel ze soukromé pediatrické ordinace v díle 618
- Helena Hradecká (Andrea Černá) – sestra soukromé pediatrické ordinace, odešla
- Simona Šímová (Pavla Drtinová) – uklízečka, sestra Gábiny Šímové
- Jirka Linhart (Adam Kraus) – správa nemocnice, bývalý kamarád MUDr. Tomáše Zajíce, od Tomáše dostal výpověď
- Pavel Strnad (Filip Čáp) – nový záchranářský dispečer, pravý otec Toníka, šéf ZS, zemře v díle 566 na následky autonehody
- Standa Patočka (Jakub Šlégr) – hlavní dispečer záchranné služby Kamenice
- Mgr. Roman Kříž (Tomáš Krejčíř) – psycholog
- MUDr. Dana Jancová (Petra Hobzová) – plastická chiruržka
- MUDr. Martin Karabec (Daniel Šváb) – psychiatr
- Helga Otradovská-Švarcová (Martina Randová) – závistivá sestřenice vrchní sestry Babety, sekretářka od epizody 536

#### Ostatní postavy
- MUDr. Karel Seifert (Jan Kačer) – bývalý doktor, tchán Štěpána Hejduka a majitel nemocnice
- Jakub Mázl (Ladislav Ondřej) – mladý otec a syn primáře Mázla
- Toník Suchý (Lukáš Hrabák) – adoptovaný syn Zdeny a Davida Suchých
- Hanička Suchá (Eliška Obrová) – dcera Zdeny a Davida Suchých
- Jindřich Valšík (Vlastimil Zavřel) – stavitel
- Lucie Nováková (Ivana Jirešová) – majitelka baru
- Jolana Lepařová (Iva Hüttnerová) – chůva rodiny Suchých
- Mikuláš „Miky“ Mázl (Šimon Šedivý) – syn Magdy a Čestmíra Mázlů a bratr Jakuba Mázla
- Magdička Mázlová (Anna Bella) – dcera Jakuba a Lindy
- Albert Hess (Jiří Štědroň) – manžel Babety Trefné
- Gita Nováková (Kateřina Kalendová) – dcera Lucie Novákové a jejího bývalého manžela Tomáše Hrušky
- Ing. Milan Švarc (Pavel Nečas) – hejtman, bratr Bohdana
- Radek Pokorný (Karel Heřmánek ml.) – dospělý syn doktorky Marie Pokorné
- Vašík Pokorný (Daniel Rchichev) – mladší dítě lékařky Marie Pokorné
- Eliška Pokorná (Karina Rchichev) – mladší dítě lékařky Marie Pokorné
- MUDr. Jan Červenka (Michal Milbauer) – lékař ZSK
- Dana Ráčková (Agnes Branna) – chůva Mázlů č. 1
- Jana Ráčková (Teresa Branna) – bývalá milenka Čestmíra Mázla, chůva Mázlů č. 2
- Ing. Viktor Hofman (Jan Kanyza) – bývalý ředitel a majitel nemocnice, který odchází do důchodu, blízký přítel Běly
- Gábina Vajnerová (Sandra Nováková) – bývalá sestra na chirurgii, která odchází pryč z Kamenice
- MUDr. Marie Pokorná (Dana Batulková) – bývalá lékařka soukromé pediatrické ordinace, která trpí žloutenkou, na kterou zemře v díle 546
- Cyril Koliha (Pavel Soukup) – bezdomovec, který zachrání a seznámí se s doktorem Hanákem
- Věštkyně Melissa (Renata Rychlá) – kartářka, věštkyně a médium
- Martin Jánský (Vladimír Kratina) – přítel doktorky Běly Valšíkové, který se vrací ze Španělska
- Renata Svárová (Irena Máchová) – barmanka, vrací se kvůli primáři Mázlovi
- kpt. Petr Janák (Vojtěch Efler) – komisař kamenické policie, případy Rudovský, Hanák atd…
- Linda Kalinová (Kateřina Pechová) – sestra Jáchyma Kaliny, matka Magdičky Mázlové
- Gustav Kalina (Petr Oliva) – otec Jáchyma a Lindy, bývalý voják
- Sociální pracovnice Neumanová (Jindra Janoušková) – nepříjemná úřednice, vrací se kvůli Hanákovi a dětem Pokorným
- Ivan Rudovský (Miroslav Dvořák) – převezen do nemocnice, končí v díle 549
- Hospodský (Ladislav Spilka) – hospodský, dříve zaměstnával Simonu, teď Janu Ráčkovou
- Anna Seifertová (Petra Špindlerová) – manželka Štěpána Hejduka
- prof. MUDr. Svatopluk Suchý (Jiří Klem) – bývalý doktor a otec doktora Davida Suchého
- MUDr. Richard Varga (Maroš Kramár) – bývalý doktor v Kamenici, odešel zpátky na Slovensko, přišel se podívat do Kamenice a začne se pronikat do rodiny Suchých v díle 612
- pan Skružný (Vašek Vašák ) –
- MUDr. Jaroslav Ženíšek (Zdeněk Žák ) – lékař, bývalý milenec Běly Valšíkové, po 10 letech se vrátil
- Štěpánka Pešková (Jana Altmannová) – babička doktorky Nývltové

### Jaro 2016

#### Zaměstnanci nemocnice a ordinace
- MUDr. Karel Seifert (Jan Kačer) – tchán Štěpána Hejduka, děda Reného Seiferta, od 660. dílu nový ředitel nemocnice
- MUDr. René Seifert (Daniel Bambas) – chirurg, syn ředitele Hejduka, bratr Stely a přítel Báry Nývltové, půlmajitel nemocnice a bývalý ředitel nemocnice. V 660. díle odjel do Prahy s Bárou Nývltovou, která s ním čeká dítě
- MUDr. Štěpán Hejduk (Pavel Kikinčuk) – kdysi ředitel nemocnice, poté co byl zbaven postu ředitele, převzal jej po něm René. René pak odešel s Bárou Nývltovou do Prahy, a tak se chopil vedení nemocnice pan Seifert
- prim. MUDr. David Suchý (Jan Čenský) – primář chirurgie (od dílu 612 do 633), odjel na půlroku na stáž do Ugandy do Afriky
- prim. MUDr. Ota Kovář (Martin Stránský) – chirurg a traumatolog, vrátil se z Počátek v 621. dílu, od 633. dílu nový primář chirurgie místo Suchého
- MUDr. Tomáš Zajíc (Braňo Holiček) – chirurg, intrikán a kariérista, později po smrti Stely se rozhodl, že odejde z nemocnice a začne někde jinde
- MUDr. Petr Hanák (Radim Fiala) – chirurg, vojenský lékař s praxí v zahraničních misích a člen záchranné služby
- MUDr. Andrea Hanáková (Klára Cibulková) – chiruržka a záchranářka, žena Petra Hanáka
- MUDr. Darek Vágner (Michal Novotný) – chirurg, člen záchranné služby
- MUDr. Bohdan Švarc (Martin Zounar) – chirurg
- MUDr. Barbora Nývltová (Barbora Jánová) – chiruržka, přítelkyně Reného Seiferta, je s ním těhotná, v 660. díle spolu odjeli do Prahy
- MUDr. Jáchym Kalina (Lukáš Hejlík) – chirurg, je na dlouhodobé pracovní neschopence, ale v díle 648 se vrátil, společně s ním nastoupila nová lékařka Marika
- MUDr. Marika Lukáčová (Andrea Kerestešová) – chiruržka, nová lékařka, v 648. díle nastoupila společně s Jáchymem Kalinou, který se po dlouhé době vrátil
- MUDr. Čestmír Mázl (Petr Rychlý) – primář gynekologie
- MUDr. Aisha Nakabungo Kingi (Eliška Mesfin Boušková) – gynekoložka, přijela na půlroku na stáž z Ugandy z Afriky
- MUDr. Marek Hanzlík (Jacob Erftemeijer) – mladý neatestovaný gynekolog, odešel do Prahy
- Babeta Hessová (Bára Štěpánová) – vrchní sestra na chirurgii
- Tien Nguyen (Ha Thanh Špetlíková) – sestra na chirurgii
- Stela Seifertová (Kamila Kikinčuková) – sestra na chirurgii, půl majitelka nemocnice, zemře v díle 655
- Lada Hrůzová (Hana Kusnjerová) – sestra na chirurgii
- Monika Moravcová (Zuzana Velichová) – sestra na chirurgii
- Kateřina Vránová (Jana Stryková) – bývalá sestra pediatrické ordinace, ale odešla, vrátila se do nemocnice na recepci na pár měsíců, čeká dítě s Jirkou Linhartem, na mateřské
- Zdeněk Zeman (Ondřej Kavan) – nový záchranář, znásilnil Simonu Šímovou a další ženy, pokusil se zabít a znásilnit Andreu, unesl ji, v 663. díle byl zatčen
- Jirka Linhart (Adam Kraus) – kamarád Tomáše Zajíce, bývalý zaměstnanec nemocnice
- Helga Švarcová (Martina Randová) – pracuje v bufetu v Nemocnici Kamenice, manželka Bohdana Švarce
- prim. MUDr. Běla Valšíková (Zlata Adamovská) – lékařka a primářka soukromé pediatrické ordinace,  primářka pediatrie v nemocnici
- MUDr. Jaroslav Ženíšek (Zdeněk Žák) – lékař soukromé pediatrické ordinace, po 10 letech se vrací
- Aloisie Kolomazníková (Jana Boušková) – sestra soukromé pediatrické ordinace

#### Ostatní postavy
- Jakub Mázl (Ladislav Ondřej) – mladý otec a syn primáře Mázla
- Ing. Jindřich Valšík (Vlastimil Zavřel) – bývalý stavitel
- Lucie Nováková(Ivana Jirešová) – majitelka baru
- Mikuláš Mázl (Šimon Šedivý) – syn Magdy a Čestmíra Mázlů a bratr Jakuba Mázla
- Magda Mázlová (Anna Bella) – dcera Jakuba a Lindy
- Albert Hess (Jiří Štědroň) – manžel Babety Trefné
- Gita Nováková (Kateřina Kalendová) – dcera Lucie Novákové
- Bětuška Vágnerová – dcera Lucie a Darka Vágnerových
- Ing. Milan Švarc (Pavel Nečas) – hejtman, bratr Bohdana
- Vašík Pokorný (Daniel Rchichev) – mladší dítě lékařky Marie Pokorné
- Eliška Pokorná (Karina Rchichev) – mladší dítě lékařky Marie Pokorné
- kpt. Janák (Vojtěch Efler) – komisař kamenické policie, řeší případ znásilnění Simony Šímové atd.
- Simona Šímová (Pavla Drtinová) – bývalá uklízečka, sestra Gábiny, Hanákova skoro švagrová, byla znásilněna, od té doby má psychické problémy, vyhledala odbornou pomoc a odjela do Německa za svojí sestrou Gábinou
- Gustav Kalina (Petr Oliva) – otec Jáchyma a Lindy, bývalý voják
- Anna Seifertová (Petra Špindlerová) – manželka Štěpána Hejduka, matka Stely
- Martin Zajíc – syn Tomáše a Stely Zajícovi
- MUDr. Jan Pantoflíček (Ota Jirák) – bývalý lékař soukromé pediatrické ordinace, odešel do důchodu, kamarád Běly
- MUDr. Radek Pokorný (Karel Heřmánek ml.) – pracuje na zdravotní pojišťovně, dospělý syn doktorky Marie Pokorné
- Helena Hradecká (Andrea Černá) – bývalá sestra soukromé pediatrické ordinace
- Ing. Viktor Hofman (Jan Kanyza) – kamarád a později manžel Běly Valšíkové, zemřel ve Švýcarsku v roce 2020
- Štěpánka Pešková (Jana Altmannová) – babička doktorky Nývltové
- MUDr. Dalibor Frynta (Jan Šťastný) – ve speciální epizodě, 622. díl
- Jana Ráčková (Teresa Branna) – bývalá milenka Čestmíra Mázla
- MUDr. Zdena Suchá (Dana Morávková) – bývalá manželka Davida Suchého, žije na Slovensku i s dětmi a kamarádem Rišem, později s Andrejem Martynčákem
- Toník Suchý (Lukáš Hrabák) – adoptovaný syn Zdeny a Davida Suchých
- Hanička Suchá (Eliška Obrová) – dcera Zdeny a Davida Suchých
- Jolana Lepařová (Iva Hüttnerová) – původně chůva u Suchých, bude se starat o těhotnou Kateřinu
- JUDr. Naďa Růžičková (Lucie Zedníčková) – právnička
- Viktor Hofman ml. (Jan Antonín Duchoslav) – syn Viktora Hofmana st.
- Klárka Hofmanová (Sofie Filippi) – vnučka Viktora Hofmana st. a dcera Viktora Hofmana ml.
- Miluše / Milena Neumannová (Jindra Janoušková) – místostarostka v Kamenici, dříve sociální pracovnice nebo také ředitelka internátu. Dříve se představila jako Miluše (73. díl). V díle číslo 661 se představuje jako Milena, zřejmě chybou tvůrců.
- kpt. Barbora Sojková (Marie Štěchová) – policistka cizinecké policie, objevila se po 4 letech
- Jan Červenka (Michal Milbauer) – lékař RZ
- Marie Javůrková alias „Čmáňa“ (Alice Šnirychová) – bývalá bezdomovkyně
- doc. MUDr. Hana Jánská (Markéta Tannerová) – majitelka plastické kliniky v Praze, externě spolupracuje s Nemocnicí Kamenice
- Libor Sláma (Vilém Udatný) – podnikatel, manžel Aishy
- Viktorie Slámová – dcera doktorky Aishy a Libora
- Veronika Kovářová – dcera Kateřiny Vránové a Jiřího Linharta
- MUDr. Alena Rytířová (Michaela Badinková) – chiruržka, traumatoložka, mikrochiruržka, přijela kvůli své matce z Brna

### Podzim 2016

#### Zaměstnanci nemocnice a ordinace
- MUDr. Karel Seifert (Jan Kačer) – tchán Štěpána Hejduka, děda Reného Seiferta, od 660. dílu nový ředitel nemocnice
- prim. MUDr. Ota Kovář (Martin Stránský) – primář chirurgie (do dílu 691), chirurg a traumatolog
- MUDr. David Suchý (Jan Čenský) – chirurg
- MUDr. Petr Hanák (Radim Fiala) – chirurg, vojenský lékař s praxí v zahraničních misích a člen záchranné služby, zástupce primáře
- MUDr. Andrea Hanáková (Klára Cibulková) – chiruržka a záchranářka, žena Petra Hanáka
- MUDr. Darek Vágner (Michal Novotný) – chirurg, člen záchranné služby
- MUDr. Bohdan Švarc (Martin Zounar) – chirurg
- MUDr. Marika Lukáčová (Andrea Kerestešová) – chiruržka
- MUDr. Alena Rytířová (Michaela Badinková) – chiruržka, traumatoložka, mikrochiruržka, nová lékařka v nemocnici, přijela kvůli své matce
- MUDr. Adam Svoboda (Libor Stach) – nový mladý chirurg
- prim. doc. MUDr. Leoš Mára (Robert Jašków) – nový chirurg, zástupce primáře, nový primář chirurgie (od dílu 692)
- MUDr. Lukáš Procházka – anesteziolog, líbila se mu doktorka Rytířová
- prim. MUDr. Čestmír Mázl (Petr Rychlý) – primář gynekologie
- Babeta Hessová (Bára Štěpánová) – vrchní sestra na chirurgii
- Tien Nguyen (Ha Thanh Špetlíková) – sestra na chirurgii
- Lada Hrůzová (Hana Kusnjerová) – sestra na chirurgii
- Monika Moravcová (Zuzana Velichová) – sestra na chirurgii
- Vilém Brouček (Roman Štabrňák) – zdravotní bratr
- Helga Švarcová (Martina Randová) – uklízečka
- Standa Patočka (Jakub Šlégr) – hlavní dispečer záchranné služby Kamenice
- Mgr. Jarmila Kočková, Ph.D. (Jana Paulová) – matka doktorky Aleny Rytířové a psycholožka
- prim. MUDr. Běla Valšíková (Zlata Adamovská) – lékařka a primářka soukromé pediatrické ordinace
- MUDr. Jaroslav Ženíšek (Zdeněk Žák) – lékař soukromé pediatrické ordinace
- Aloisie Kolomazníková (Jana Boušková) – sestra soukromé pediatrické ordinace

#### Ostatní postavy
- Jakub Mázl (Ladislav Ondřej) – mladý otec a syn primáře Mázla
- Ing. Jindřich Valšík (Vlastimil Zavřel) – bývalý stavitel
- Lucie Vágnerová (Ivana Jirešová) – majitelka baru
- Mikuláš Mázl (Šimon Šedivý) – syn Magdy a Čestmíra Mázlů a bratr Jakuba Mázla
- Magda Mázlová (Anna Bella) – dcera Jakuba a Lindy
- Gita Hrušková (Kateřina Kalendová) – dcera Lucie Vágnerové
- Alžběta „Běta“ Vágnerová – dcera Lucie Vágnerové a Darka Vágnera
- Veronika Kovářová – dcera Kateřiny Vránové a Jiřího Linharta
- Ing. Milan Švarc (Pavel Nečas) – hejtman, bratr Bohdana
- Vašík Pokorný (Daniel Rchichev) – mladší dítě lékařky Marie Pokorné
- Eliška Pokorná (Karina Rchichev) – mladší dítě lékařky Marie Pokorné
- MUDr. Jan Červenka (Michal Milbauer) – lékař ZSK
- kpt. Bc. Petr Janák (Vojtěch Efler) – komisař kamenické policie
- MUDr. Zdena Suchá (Dana Morávková) – chiruržka, vrátila se z Košic s novým přítelem Andrejem
- Antonín „Toník“ Suchý (Lukáš Hrabák) – adoptovaný syn Zdeny a Davida Suchých
- Hana „Hanička“ Suchá (Eliška Obrová) – dcera Zdeny a Davida Suchých
- Jolana Lepařová (Iva Hüttnerová) – chůva u Suchých a Kovářových
- JUDr. Naďa Růžičková (Lucie Zedníčková) – právnička a přítelkyně MUDr. Suchého
- Kateřina Vránová (Jana Stryková) – bývalá sestra na chirurgii, na mateřské
- Andrej Martynčák (Ján Jackuliak) – přítel Zdeny Suché a slovenský hokejista
- Romana Babáková (Valérie Zawadská) – řidička kamionu a šéfka speditérské firmy
- Ema Rytířová (Simona Lewandowská) – dcera doktorky Aleny Rytířové
- Lenka Ženíšková (Anna Schmidtmajerová) – dcera doktora Ženíška, kamarádka Běly Valšíkové (zemřela v díle 697)
- Regina Lukáčová (Jana Oľhová) – alkoholička a matka doktorky Lukáčové
- Nikola „Nicky“ Pachlová (Tereza Rumlová) – přítelkyně Adama Svobody a nová ajťačka v nemocnici
- MUDr. Emil Debnár (Marián Kleis) – hokejový sportovní lékař
- Marek Lebeda (Tomáš Pavelka) – pacient na chirurgii, který se soudí s nemocnicí
- JUDr. Vladimír Boháč (Josef Kubáník) – právník Lebedy
- MUDr. Richard Varga (Maroš Kramár) – bývalý doktor v Kamenici, odešel zpátky na Slovensko, později pracuje v Praze, nový osobní doktor hokejisty Martynčáka
- Sisi (Eva Čížkovská) – bývalá pornoherečka a milenka doktora Švarce
- Jarin Foldýn (Zdeněk Podhůrský) – drogový dealer a kamarád doktora Máry
- Nora Jílková (Kateřina Velebová) – milenka doktora Mázla
- Vít Kocourek (Jiří Racek) – kamarád Lucky Vágnerové

### Jaro 2017

#### Zaměstnanci nemocnice a ordinace
- Prof. Doc. MUDr. Eduard Valšík (Petr Štěpánek) – od 719. dílu ředitel nemocnice, lékař soukromé pediatrické ordinace, bratr Jindřicha Valšíka, bývalý manžel Běly, uznávaný pediatr, po 6 letech se vrátil do Kamenice
- MUDr. Karel Seifert (Jan Kačer ) – od 660. dílu ředitel nemocnice, do 719. dílu
- prim. MUDr. Ota Kovář (Martin Stránský) – primář chirurgie (od dílu 713), chirurg a traumatolog
- MUDr. Petr Hanák (Radim Fiala) – chirurg, vojenský lékař s praxí v zahraničních misích a člen záchranné služby
- MUDr. David Suchý (Jan Čenský) – zástupce primáře, chirurg
- MUDr. Darek Vágner (Michal Novotný) – chirurg, člen záchranné služby
- MUDr. Bohdan Švarc (Martin Zounar) – chirurg
- MUDr. Andrea Hanáková (Klára Cibulková) – chiruržka a záchranářka, žena Petra Hanáka
- MUDr. Marika Lukáčová (Andrea Kerestešová) – chiruržka
- MUDr. Alena Rytířová (Michaela Badinková) – chiruržka, traumatoložka, mikrochiruržka
- MUDr. Adam Svoboda (Libor Stach) – mladý chirurg
- prim. Doc. MUDr. Leoš Mára (Robert Jašków) – primář chirurgie (do dílu 712, 718), chirurg, dostal výpověď, ale vrátí se zpět a odejde
- prim. MUDr. Čestmír Mázl (Petr Rychlý) – primář gynekologie
- MUDr. Karel Meduna – gynekolog
- Babeta Hessová (Bára Štěpánová) – vrchní sestra na chirurgii
- Vilém Brouček (Roman Štabrňák) – zdravotní bratr
- Tien Nguyen (Ha Thanh Špetlíková) – sestra na chirurgii
- Lada Hrůzová (Hana Kusnjerová) – sestra na chirurgii
- Věra Hraná – sestra na chirurgii
- Standa Patočka (Jakub Šlégr) – dispečer záchranné služby Kamenice
- Šárka Šedivá (Štěpánka Fingerhutová) – nová mladá sestra na chirurgii, zemřeli jí rodiče, upnutá na doktora Hanáka
- Ema Rytířová (Simona Lewandowská) – nová mladá sestra na gynekologii, dcera doktorky Aleny Rytířové a Karla Rytíře, přítelkyně Jakuba Mázla
- Květa Hrzánová (Klára Oltová) – sestra na chirurgii
- MUDr. Otakar Dosoudil (Otakar Dosoudil) – anesteziolog na chirurgii
- Helga Švarcová (Martina Randová) – uklízečka
- Mgr. Jarmila Kočková, Ph.D. (Jana Paulová) – matka doktorky Aleny Rytířové a psycholožka
- Michal Jaroš (Milan Ligač) – záchranář na záchrance
- prim. MUDr. Běla Valšíková (Zlata Adamovská) – lékařka a primářka soukromé pediatrické ordinace
- MUDr. Jaroslav Ženíšek (Zdeněk Žák) – lékař soukromé pediatrické ordinace, nedokázal se vyrovnat se smrtí své dcery Lenky a v 703. díle odešel
- MUDr. Brigita „Bibi“ Mrázková (Marika Šoposká) – nová lékařka soukromé pediatrické ordinace, náhrada za Ženíška, snoubenka Eduarda Valšíka,
- Aloisie Kolomazníková (Jana Boušková) – sestra soukromé pediatrické ordinace

#### Ostatní postavy
- Ing. Jindřich Valšík (Vlastimil Zavřel) – bývalý stavitel, švagr Běly
- Jakub Mázl (Ladislav Ondřej) – mladý otec, syn primáře Mázla a student medicíny
- pplk. Gustav Kalina (Petr Oliva) – otec Jáchyma a Jakubovy bývalé přítelkyně Lindy, tchán Jakuba, dědeček Magdičky, bývalý voják
- Mikuláš Mázl (Šimon Šedivý) – syn Magdy a Čestmíra Mázlů a bratr Jakuba Mázla
- Magdička Mázlová (Anna Bella) – dcera Jakuba Mázla a jeho bývalé přítelkyně Lindy Kalinové
- Lucie Vágnerová (Ivana Jirešová) – majitelka baru, švagrová Čestmíra Mázla, manželka Darka Vágnera
- Gita Vágnerová (Kateřina Kalendová) – dcera Lucie Vágnerové a jejího bývalého manžela Tomáše Hrušky
- Alžběta Vágnerová – dcera Lucie Vágnerové a Darka Vágnera
- Veronika Kovářová – dcera Kateřiny Vránové a Jiřího Linharta
- Ing. Milan Švarc (Pavel Nečas) – hejtman, bratr Bohdana
- Vašík Pokorný (Daniel Rchichev) – adoptivní syn Běly Valšíkové
- Eliška Pokorná (Karina Rchichev) – adoptivní dcera Běly Valšíkové
- MUDr. Jan Červenka (Michal Milbauer) – lékař ZSK
- JUDr. Naďa Růžičková (Lucie Zedníčková) – právnička
- Kateřina Vránová (Jana Stryková) – bývalá sestra na chirurgii, na mateřské, přítelkyně Oty Kováře
- Romana Babáková (Valérie Zawadská) – kamioňačka a šéfka speditérské firmy, manželka Bohdana Švarce, zemřela v dílu 717
- Nikola (Nicky) Pachlová (Tereza Rumlová) – přítelkyně Adama Svobody a ajťačka
- Vít Kocourek (Jiří Racek) – kamarád Lucky Vágnerové
- JUDr. Jaroslav Zálešák (Jaroslav Matějka) – právník doktora Máry
- MUDr. Štěpán Hejduk (Pavel Kikinčuk) – bývalý ředitel nemocnice
- MUDr. Karel Rytíř (Miroslav Etzler) – internista v Brně, bývalý manžel doktorky Rytířové
- Ilona Šedivá (Sabina Králová) – nevlastní matka Šárky Šedivé a pacientka
- Anna Svozilová (Zdena Procházková) – pacientka, bývalá slavná tanečnice „Áňa Sváňa“
- Albert Hess (Jiří Štědroň) – operní režisér, manžel Babety
- Ivan Vrána – otec Kateřiny Vránové
- Filípek Hanák (Richard Slonek) – syn doktora Hanáka
- kpt. Petr Janák (Vojtěch Efler) – komisař kamenické policie
- Jaroslav (Jarin) Foldýn (Zdeněk Podhůrský) – dealer drog a kamarád doktora Máry
- Denis Adler (Petr Vondráček) – majitel golfového klubu a trenér golfu
- Jolana Lepařová (Iva Hüttnerová) – chůva
- Jirka Linhart (Adam Kraus) – přítel Kateřiny Vránové a otec jejího dítěte
- JUDr. Zahrádka (Hanuš Bor ) – právník Švarcových
- Petra Řandová – kamarádka Kateřiny Vránové
- Aleš Řanda – manžel Petry Řandové
- Markéta Tůmová – pacientka na chirurgii

### Podzim 2017

#### Zaměstnanci nemocnice a ordinace
- Charlotte Moreau (Chantal Poullain) – francouzská zástupkyně majitele nemocnice, z Francie
- Prof. doc. MUDr. Eduard Valšík (Petr Štěpánek) – ředitel nemocnice, lékař soukromé pediatrické ordinace a chirurg
- prim. MUDr. Ota Kovář (Martin Stránský) – primář chirurgie, chirurg a traumatolog
- MUDr. Petr Hanák (Radim Fiala) – chirurg a šéf záchranné služby
- MUDr. David Suchý (Jan Čenský) – zástupce primáře, chirurg
- MUDr. Darek Vágner (Michal Novotný) – chirurg
- MUDr. Bohdan Švarc (Martin Zounar) – chirurg
- MUDr. Marika Lukáčová (Andrea Kerestešová) – chiruržka, v díle 761 dává výpověď v Kamenici a odchází na stáž do Plzně
- MUDr. Alena Rytířová (Michaela Badinková) – chiruržka, traumatoložka, mikrochiruržka
- MUDr. Adam Svoboda (Libor Stach) – chirurg, od dílu 760 je ve vazbě
- MUDr. Zdena Suchá (Dana Morávková) – chiruržka, vrátila se z USA
- MUDr. Tereza Benešová (Monika Zoubková) – chiruržka, vrátila se po 7 letech do Kamenice, dcera Eduarda Valšíka.
- prim. MUDr. Čestmír Mázl (Petr Rychlý) – primář gynekologie
- MUDr. Karel Rytíř (Miroslav Etzler) – internista, bývalý manžel doktorky Rytířové, odešel z Brna a nastoupil v Kamenici
- Květa Hrzánová (Klára Oltová) – vrchní sestra na chirurgii od dílu 755
- Babeta Hessová (Bára Štěpánová) – vrchní sestra na chirurgii do dílu 754
- Tien Nguyen (Ha Thanh Špetlíková) – sestra na chirurgii
- Lada Hrůzová (Hana Kusnjerová) – sestra na chirurgii
- Ema Rytířová (Simona Lewandowská) – sestra na gynekologii a dcera doktorky Aleny Rytířové, přítelkyně Jakuba Mázla
- Vilém Brouček (Roman Štabrňák) – zdravotní bratr na chirurgii, v díle 775 dostal výpověď, ale v 777. díle se vrátil
- Radka Loudová (Anna Slováčková) – sestra na chirurgii
- Marie Studníčková – rázná vrchní sestra na stomatologickém oddělení
- MUDr. Marek Husák – zástupce primáře na pediatrii a pediatr
- prim. MUDr. Karel Vomáčka – primář oddělení alergologie a klinické imunologie
- MUDr. Otakar Dosoudil (Otakar Dosoudil) – anesteziolog na chirurgii
- MUDr. Brigita Mrázková (Marika Šoposká) – doktorka záchranné služby Kamenice
- MUDr. Marek Doležal (Štěpán Benoni) – doktor záchranné služby Kamenice
- Standa Patočka (Jakub Šlégr) – hlavní dispečer záchranné služby Kamenice
- Mgr. Jarmila Kočková, Ph.D. (Jana Paulová) – psycholožka
- Mgr. Roman Kříž (Tomáš Krejčíř) – psycholog
- prim. MUDr. Běla Valšíková (Zlata Adamovská) – lékařka na pediatrii v růžovce
- Aloisie Kolomazníková (Jana Boušková) – sestra soukromé pediatrické ordinace

#### Ostatní postavy
- Ing. Jindřich Valšík (Vlastimil Zavřel) – bývalý stavitel, švagr Běly
- Jakub Mázl (Ladislav Ondřej) – mladý otec, syn primáře Mázla a student medicíny
- Mikuláš Mázl (Šimon Šedivý) – syn Magdy a Čestmíra Mázlů a bratr Jakuba Mázla
- Magdička Mázlová (Anna Bella) – dcera Jakuba Mázla a jeho bývalé přítelkyně Lindy Kalinové
- Lucie Vágnerová (Ivana Jirešová) – majitelka baru, švagrová Čestmíra Mázla, manželka Darka Vágnera
- Ing. Milan Švarc (Pavel Nečas) – hejtman, bratr Bohdana
- Vašík Pokorný (Daniel Rchichev) – adoptivní syn Běly Valšíkové
- Eliška Pokorná (Karina Rchichev) – adoptivní dcera Běly Valšíkové
- MUDr. Jan Červenka (Michal Milbauer) – lékař ZSK
- JUDr. Naďa Růžičková (Lucie Zedníčková) – právnička
- Nicky (Tereza Rumlová) – přítelkyně Adama Svobody a ajťačka
- Helga Švarcová (Martina Randová) – bývalá uklízečka, manželka Bohdana Švarce
- Svatopluk „Sváťa“ Kuneš (Petr Vršek ) – pěstoun Huga Čechmánka, alkoholik
- Hugo Čechmánek-Švarc (Matyáš Svoboda) – syn doktora Švarce
- Toník Suchý (Lukáš Hrabák) – adoptovaný syn Zdeny a Davida Suchých
- Hanička Suchá (Eliška Obrová) – dcera Zdeny a Davida Suchých
- Jonáš Hrzán (Milan Peroutka) – medik, student medicíny a syn Květy Hrzánové
- Františka Hrzánová (Viktorie Rybová) – žákyně základní školy a dcera Květy Hrzánové
- Andrej Martynčák (Ján Jackuliak) – přítel Zdeny Suché a bývalý slovenský hokejista, v 778. díle byl zatčen za domácí násilí
- Milena Neumannová (Jindra Janoušková) – bývalá místostarostka Kamenice nebo také bývalá ředitelka internátu v Hradci, nyní opět pracovnice odboru péče o dítě
- kpt. Petr Janák (Vojtěch Efler) – komisař kamenické policie
- doc. MUDr. Ctibor Svoboda (Petr Motloch) – otec doktora Adama Svobody a uznávaný chirurg z Prahy
- kpt. Josef Rada (Svatopluk Schuller) – komisař kamenické policie
- Vladimír Snítil – pacient, který zemřel, když ho Marika srazila autem, Adam za to šel do vězení
- Mgr. Anna Lásková (Marta Ondráčková) – pracovnice odboru péče o dítě
- Radek Beneš (Martin Zahálka) – hejtman, bývalý manžel Terezy Benešové
- MUDr. Inna Lysenko Doležalová (Zuzana Stavná) – doktorka z Ukrajiny, manželka doktora Marka Doležala
- JUDr. Jiří Zahrádka (Hanuš Bor ) – právník rodiny Švarcových

### Jaro 2018

#### Zaměstnanci nemocnice a ordinace
- Charlotte Moreau (Chantal Poullain) – francouzská zástupkyně majitele nemocnice
- prof. Doc. MUDr. Eduard Valšík (Petr Štěpánek) – ředitel nemocnice, lékař soukromé pediatrické ordinace, pediatr a chirurg
- prim. MUDr. Ota Kovář (Martin Stránský) – primář chirurgie (do dílu 823), chirurg a traumatolog
- MUDr. Petr Hanák (Radim Fiala) – chirurg a šéf záchranné služby, záchranář
- MUDr. David Suchý (Jan Čenský) – zástupce primáře, chirurg
- MUDr. Darek Vágner (Michal Novotný) – chirurg
- MUDr. Bohdan Švarc (Martin Zounar) – chirurg
- MUDr. Alena Rytířová (Michaela Badinková) – chirurg, traumatolog, mikrochirurg, přítelkyně Čestmíra Mázla
- MUDr. Zdena Suchá (Dana Morávková) – chirurg, cévní chirurg, žena Davida Suchého
- MUDr. Tereza Benešová (Monika Zoubková) – chirurg, dcera Eduarda Valšíka
- MUDr. Andrea Hanáková (Klára Cibulková) – chirurg, žena Petra Hanáka, měla nemoc jménem spinocerebelární ataxie, zemřela v 820. díle
- MUDr. Vojtěch Kratochvíl (Ivan Lupták) – nový mladý chirurg
- Doc. MUDr. Leoš Mára (Robert Jašków) – chirurg, vrátil ze z protidrogové léčebny, od dílu 824 dočasný primář chirurgie
- prim. MUDr. Čestmír Mázl (Petr Rychlý) – primář gynekologie, gynekolog
- MUDr. Iva Vavroušková (Iva Lecká) – gynekoložka
- prim. MUDr. Karel Rytíř (Miroslav Etzler) – internista, bývalý manžel doktorky Rytířové, odešel z Brna, nový primář interny
- Květa Hrzánová (Klára Oltová) – vrchní sestra na chirurgii
- Babeta Hessová (Bára Štěpánová) – sestra na chirurgii
- Tien Nguyen (Ha Thanh Špetlíková) – sestra na chirurgii
- Lada Hrůzová (Hana Kusnjerová) – sestra na chirurgii
- Radka Loudová (Anna Slováčková) – sestra na chirurgii
- Vilém Brouček (Roman Štabrňák) – zdravotní bratr na chirurgii
- Jonáš Hrzán (Milan Peroutka) – nový sanitář, medik, student medicíny a syn Květy Hrzánové
- Ema Rytířová (Simona Lewandowská) – sestra na gynekologii a dcera doktorky Aleny Rytířové, přítelkyně Jakuba Mázla, v díle 806 odešla z Kamenice
- MUDr. Ota Dosoudil (Otakar Dosoudil) – anesteziolog na chirurgii
- MUDr. Brigita Kratochvíl Mrázková (Marika Šoposká) – doktorka záchranné služby Kamenice, manželka Vojtěcha Kratochvíla
- MUDr. Marek Doležal (Štěpán Benoni) – doktor záchranné služby Kamenice, vrátil se z Ukrajiny
- Standa Patočka (Jakub Šlégr) – hlavní dispečer záchranné služby Kamenice, přítel Lady Hrůzové
- Mgr. Jarmila Kočková, Ph.D. (Jana Paulová) – psycholožka
- Helga Švarcová (Martina Randová) – pracuje v bufetu v Nemocnici Kamenice, manželka Bohdana Švarce
- prim. MUDr. Běla Valšíková (Zlata Adamovská) – lékařka na pediatrii, později primářka dětského oddělení Nemocnice Kamenice
- Aloisie Kolomazníková (Jana Boušková) – sestra soukromé pediatrické ordinace

#### Ostatní postavy
- Ing. Jindřich Valšík (Vlastimil Zavřel) – bývalý stavitel, švagr Běly
- Jakub Mázl (Ladislav Ondřej) – mladý otec, syn primáře Mázla a student medicíny
- Mikuláš Mázl (Šimon Šedivý) – syn Magdy a Čestmíra Mázlů a bratr Jakuba Mázla
- Magdička Mázlová (Anna Bella)– dcera Jakuba Mázla a jeho bývalé přítelkyně Lindy Kalinové
- Lucie Vágnerová (Ivana Jirešová) – majitelka baru, švagrová Čestmíra Mázla, manželka Darka Vágnera
- Ing. Milan Švarc (Pavel Nečas) – hejtman, bratr Bohdana
- Vašík Pokorný (Daniel Rchichev) – adoptivní dítě Běly Valšíkové
- Eliška Pokorná (Karina Rchichev) – adoptivní dítě Běly Valšíkové
- MUDr. Jan Červenka (Michal Milbauer) – lékař ZSK
- JUDr. Naďa Růžičková (Lucie Zedníčková) – právnička
- JUDr. Jaroslav Zálešák (Jaroslav Matějka) – právník doktora Máry
- Hugo Švarc (Matyáš Svoboda) – syn doktora Švarce
- Toník Suchý (Lukáš Hrabák) – adoptovaný syn Zdeny a Davida Suchých
- Hanička Suchá (Eliška Obrová) – dcera Zdeny a Davida Suchých
- Františka Hrzánová (Viktorie Rybová) – žákyně základní školy a dcera Květy Hrzánové
- kpt. Bc. Petr Janák (Vojtěch Efler) – komisař kamenické policie
- kpt. Bc. Josef Rada (Svatopluk Schuller) – komisař kamenické policie
- Ing. Radek Beneš (Martin Zahálka) – hejtman, bývalý manžel Terezy Benešové
- Ondřej Hrzán – švagr Hrzánové a bratr Šimona Hrzána
- JUDr. Vladimír Boháč (Josef Kubáník) – právník Hrzánové
- Jana Jiráňová – pacientka na chirurgii
- Martin Jiráň – syn Jiránové, má Aspergerův syndrom
- MUDr. Inna Lysenko Doležalová (Zuzana Stavná) – doktorka z Ukrajiny, manželka doktora Marka Doležala, nová záchranářka
- MUDr. Vladana Synková (Ivana Andrlová) – kontroverzní gynekoložka MUDr. Rytířové
- MUDr. Martin Brabec – kamarád doktorky Andrey Hanákové
- Vavřinec Kolečko (Marek Holý ) – pracuje v komunitním centru Mraveniště
- Rozárka Kolečková (Ida Chloubová) – dcera Vavřince Kolečka, kamarádka Huga Švarce
- Denisa Vlachová (Berenika Kohoutová) – milenka zesnulého manžela vrchní sestry Květy Hrzánové
- Anežka Vlachová – dcera Denisy Vlachové a nevlastní sestra Jonáše a Františky Hrzánových
- Mariana (Mariánka) Vlachová – dcera Denisy Vlachové a nevlastní sestra Jonáše a Františky Hrzánových
- Martina Kaiserová (Sandra Černodrinská a Viola Černodrinská) – vyučená kadeřnice a submisivní žena násilníka
- Pavel Prchal (Petr Buchta) – manžel Martiny Prchalové, násilník s fyzickými útoky
- Patera "vyděrač" (Ondřej Biravský) – požaduje peníze od Pavla Prchala, který mu dluží
- Hynek Fojtík (Pavel Dytrt) – feťák
- Dita Fojtíková (Helena Dytrtová) – matka feťáka
- Ing. Radek Kárský (Pavel Kolban) – radní Kamenice, bývalý hejtman
- pplk. Gustav Kalina (Petr Oliva) – otec Jáchyma a Jakubovy bývalé přítelkyně Lindy, tchán Jakuba, dědeček Magdičky, bývalý voják
- Benjamin Rytíř – nečekaný syn doktorů Karla Rytíře a Aleny Mázlové (exmanželé)
- teta Lída (Jana Jiskrová) –  teta MUDr. Kratochvíla z Liberce #1
- teta Jarka (Věra Nerušilová) – teta MUDr. Kratochvíla z Liberce #2
- por. Bc. Dita Válová – kandidát na komisaře kamenické policie

### Podzim 2018

#### Zaměstnanci nemocnice a ordinace
- Charlotte Moreau (Chantal Poullain) – generální ředitelka nemocnice a francouzská zástupkyně majitele nemocnice
- prof. doc. MUDr. Eduard Valšík (Petr Štěpánek) – ředitel nemocnice do dílu 853, od 859 zpět ředitel nemocnice, uznávaný pediatr, chirurg a těžce nemocný se srdcem
- doc. MUDr. Leoš Mára (Robert Jašków) – chirurg, bývalý dočasný primář chirurgie, od dílu 855 do 859 zastupující ředitel nemocnice
- prim. MUDr. Jan Sekora (Jan Hájek) – nový primář chirurgie, chirurg
- MUDr. Petr Hanák (Radim Fiala) – chirurg a šéf záchranné služby, záchranář
- MUDr. David Suchý (Jan Čenský) – zástupce primáře, chirurg
- MUDr. Darek Vágner (Michal Novotný) – chirurg
- MUDr. Bohdan Švarc (Martin Zounar) – chirurg
- MUDr. Zdena Suchá (Dana Morávková) – chirurg, žena Davida Suchého
- MUDr. Tereza Benešová (Monika Zoubková) – chirurg
- MUDr. Vojtěch Kratochvíl (Ivan Lupták) – mladý chirurg
- MUDr. Marika Lukáčová (Andrea Kerestešová) – chirurg, vrací se z Plzně
- prim. MUDr. Čestmír Mázl (Petr Rychlý) – primář gynekologie, gynekolog, manžel doktorky Rytířové
- prim. MUDr. Karel Rytíř (Miroslav Etzler) – primář interny, internista, bývalý manžel doktorky Rytířové
- prim. MUDr. Běla Valšíková (Zlata Adamovská) – primářka dětského oddělení Nemocnice Kamenice, lékařka na pediatrii v růžovce
- Květa Hrzánová (Klára Oltová) – vrchní sestra na chirurgii
- Babeta Hessová (Bára Štěpánová) – zástupce vrchní sestry, sestra na chirurgii
- Tien Nguyen (Ha Thanh Špetlíková) – sestra na chirurgii
- Radka Loudová (Anna Slováčková) – sestra na chirurgii
- Vilém Brouček (Roman Štabrňák) – zdravotní bratr na chirurgii
- Jonáš Hrzán (Milan Peroutka) – sanitář na chirurgii, medik, student medicíny a syn Květy Hrzánové
- MUDr. Ota Dosoudil (Otakar Dosoudil) – anesteziolog na chirurgii
- Alexandra (Saša) Koutecká (Pavlína Němcová) – laborantka
- MUDr. Brigita Mrázková Kratochvíl (Marika Šoposká) – doktorka záchranné služby Kamenice
- MUDr. Marek Doležal (Štěpán Benoni) – doktor záchranné služby Kamenice
- MUDr. Inna Lysenko Doležalová (Zuzana Stavná) – doktorka záchranné služby Kamenice, exmanželka doktora Marka Doležala a pochází z Ukrajiny
- Standa Patočka (Jakub Šlégr) – hlavní dispečer záchranné služby Kamenice, přítel Lady Hrůzové
- Denisa Vlachová (Berenika Kohoutová) – dispečerka záchranné služby Kamenice, přítelkyně Jonáše Hrzána
- Mgr. Jarmila Kočková, Ph.D. (Jana Paulová) – psycholožka
- Mgr. Roman Kříž (Tomáš Krejčíř) – psycholog
- Helga Švarcová (Martina Randová) – pracuje v bufetu v Nemocnici Kamenice, manželka Bohdana Švarce
- MUDr. Ota Kovář (Martin Stránský) – lékař pediatrie v růžovce (bývalý primář chirurgie, chirurg a traumatolog)
- Aloisie Kolomazníková-Valšíková (Jana Boušková) – sestra pediatrické ordinace v růžovce

#### Ostatní postavy
- Ing. Jindřich Valšík (Vlastimil Zavřel) – bývalý stavitel, švagr Běly
- Jakub Mázl (Ladislav Ondřej) – mladý otec, syn primáře Mázla a student medicíny
- Mikuláš Mázl (Šimon Šedivý) – syn Magdy a Čestmíra Mázlů a bratr Jakuba Mázla
- Magdička Mázlová (Anna Bella) – dcera Jakuba Mázla a jeho bývalé přítelkyně Lindy Kalinové
- Lucie Vágnerová (Ivana Jirešová) – majitelka baru, švagrová Čestmíra Mázla, manželka Darka Vágnera
- Ing. Milan Švarc (Pavel Nečas) – hejtman, bratr Bohdana
- Vašík Pokorný (Daniel Rchichev) – adoptivní dítě Běly Valšíkové
- Eliška Pokorná (Karina Rchichev) – adoptivní dítě Běly Valšíkové
- MUDr. Jan Červenka (Michal Milbauer) – lékař ZSK
- JUDr. Naďa Růžičková (Lucie Zedníčková) – právnička
- Hugo Švarc (Matyáš Svoboda) – syn doktora Švarce
- Františka Hrzánová (Viktorie Rybová) – žákyně základní školy a dcera Květy Hrzánové
- kpt. Petr Janák (Vojtěch Efler) – komisař kamenické policie
- kpt. Rada (Svatopluk Schuller) – komisař kamenické policie
- Anežka Vlachová – dcera Denisy Vlachové, sestra Mariany a nevlastní sestra Jonáše a Františky Hrzánových
- Mariana Vlachová – dcera Denisy Vlachové, sestra Anežky a nevlastní sestra Jonáše a Františky Hrzánových
- MUDr. Alena Mázlová (Michaela Badinková) – chirurg, momentálně na mateřské dovolené
- Benjamin Rytíř – nečekaný syn doktorů Karla Rytíře a Aleny Mázlové (exmanželé)
- Hana Kašperská (Sára Venclovská ) – zraněná motorkářka, později partnerka MUDr. Sekory
- MUDr. Adam Svoboda (Libor Stach) – mladý chirurg, momentálně ve vězení kvůli Marice
- doc. MUDr. Ctibor Svoboda (Petr Motloch) – otec doktora Adama Svobody a uznávaný chirurg z Prahy
- Pavel Prchal (Petr Buchta) – momentálně ve vězení za zabití doktorky Andrey Hanákové, za vyhrožování a drogy
- mjr. Zíka (Radim Madeja) – kontaktoval MUDr. Innu Lysenko kvůli známostem s nebezpečnými žoldáky
- Viktor Zbytek (Ondřej Kokorský) – nebezpečný žoldák, který jde po doktorce Inně Lysenko
- právník (Jan Adámek) – právník Viktora Zbytka
- Patrik Šlauf (Milan Holenda) – drogový dealer, zatáhl do problémů Jonáše Hrzána, v díle 858 zatčen
- Dan Šedivý (Daniel Novák) – kumpán Šlaufa, bývalý kamarád Jonáše Hrzána, kterého zmanipuloval ke krádeži léků v nemocnici
- Mgr. Anna Lásková (Marta Ondráčková) – pracovnice odboru péče o dítě
- Radmila Machalická (Petra Jungmanová) – pacientka
- teta Lída (Jana Jiskrová) –  teta MUDr. Kratochvíla z Liberce #1
- teta Jarka (Věra Nerušilová) –  teta MUDr. Kratochvíla z Liberce #2

### Jaro 2019

#### Zaměstnanci nemocnice a ordinace
- Charlotte Moreau (Chantal Poullain) – generální ředitelka nemocnice a francouzská zástupkyně majitele, chce zničit kamenickou nemocnici, v díle 903 byla vyhozena kvůli problémům
- prof. doc. MUDr. Eduard Valšík (Petr Štěpánek) – ředitel nemocnice, uznávaný pediatr, chirurg, vážně nemocný ze srdcem
- prim. doc. MUDr. Leoš Mára (Robert Jašków) – primář chirurgie a urgentního příjmu do dílu 899, do dílu 899, od dílu 903 opět primář, chtěl zničit kamenickou nemocnici, ale později ji zachránil
- doc. MUDr. Ctibor Svoboda (Petr Motloch) – nový primář chirurgie a urgentního příjmu od dílu 900 do 903, otec doktora Adama Svobody a uznávaný chirurg z Prahy, byl vyhozen kvůli problémům
- MUDr. Petr Hanák (Radim Fiala) – chirurg a šéf záchranné služby, záchranář
- MUDr. David Suchý (Jan Čenský) – bývalý zástupce primáře, chirurg
- MUDr. Darek Vágner (Michal Novotný) – chirurg, v díle 878 dostal od primáře Máry výpověď, nyní pracuje v baru U Čerta s Lucií
- MUDr. Bohdan Švarc (Martin Zounar) – chirurg
- MUDr. Vojtěch Kratochvíl (Ivan Lupták) – mladý chirurg
- MUDr. Marika Lukáčová (Andrea Kerestešová) – chirurg, přítelkyně doktora Sekory
- MUDr. Alena Mázlová (Michaela Badinková) – chirurg, traumatolog a mikrochirurg,  vrátila se z mateřské dovolené
- MUDr. Jan Sekora (Jan Hájek) – bývalý primář chirurgie, chirurg, který se vrátil po nehodě na motorce, byl v kómatu, přítel doktorky Lukáčové
- MUDr. Adam Svoboda (Libor Stach) – chirurg, po návratu z vězení šel do Prahy, z které se vrací zpět do Kamenice, v díle 903 byl obviněn a vyhozen, že chtěl zabít kluka, bral drogy, v díle 905 spáchal sebevraždu
- MUDr. Zdena Suchá (Dana Morávková) – chirurg a cévní chirurg
- prim. MUDr. Čestmír Mázl (Petr Rychlý) – primář gynekologie, gynekolog, manžel doktorky Rytířové
- prim. MUDr. Karel Rytíř (Miroslav Etzler) – primář interny, internista, bývalý manžel doktorky Rytířové
- prim. MUDr. Běla Valšíková (Zlata Adamovská) – primářka dětského oddělení Nemocnice Kamenice, lékařka na pediatrii v růžovce
- Květa Hrzánová (Klára Oltová) – vrchní sestra na chirurgii
- Babeta Hessová (Bára Štěpánová) – zástupce vrchní sestry, sestra na chirurgii
- Tien Nguyen (Ha Thanh Špetlíková) – sestra na chirurgii
- Radka Loudová (Anna Slováčková) – sestra na chirurgii
- Vilém Brouček (Roman Štabrňák) – zdravotní bratr na chirurgii
- Lada Hrůzová (Hana Kusnjerová) – sestra na chirurgii
- Soňa Šťastná – sestra na chirurgii
- MUDr. Brigita Mrázková (Marika Šoposká) – doktorka záchranné služby Kamenice, v díle 879 dává výpověď kvůli Markovi a odlétá do Kanady
- MUDr. Marek Doležal (Štěpán Benoni) – doktor záchranné služby Kamenice
- Stanislav (Standa) Patočka (Jakub Šlégr) – hlavní dispečer záchranné služby Kamenice, přítel Lady Hrůzové
- Mgr. Jarmila Kočková, Ph.D. (Jana Paulová) – psycholožka
- Helga Švarcová (Martina Randová) – pracuje v bufetu v Nemocnici Kamenice, manželka Bohdana Švarce, vydává se falešně za psycholožku Mgr. Helgu Weissovou
- MUDr. Ota Kovář (Martin Stránský) – lékař pediatrie v růžovce (bývalý primář chirurgie, chirurg a traumatolog)
- Aloisie Valšíková Kolomazníková (Jana Boušková) – sestra pediatrické ordinace v růžovce a manželka Jindřicha Valšíka

#### Ostatní postavy
- Ing. Jindřich Valšík (Vlastimil Zavřel) – bývalý stavitel, švagr Běly
- Jakub Mázl (Ladislav Ondřej) – mladý otec, syn primáře Mázla a student medicíny
- Mikuláš Mázl (Šimon Šedivý) – syn Magdy a Čestmíra Mázlových a bratr Jakuba Mázla
- Magdička Mázlová (Anna Bella) – dcera Jakuba Mázla a jeho bývalé přítelkyně Lindy Kalinové
- Benjamin Rytíř – nečekaný syn doktorů Karla Rytíře a Aleny Mázlové (exmanželé)
- Naďa Mázlová (Petra Bučková) – dcera primáře Mázla, sestra Jakuba Mázla, vrátila se z Ameriky do Kamenice, exmodelka, momentálně boxuje a odjede s Rytířem do Francie
- Lucie Vágnerová (Ivana Jirešová) – majitelka baru, švagrová Čestmíra Mázla, manželka Darka Vágnera
- Ing. Milan Švarc (Pavel Nečas) – hejtman, bratr Bohdana
- MUDr. Jan Červenka (Michal Milbauer) – lékař ZSK
- MUDr. Bořivoj Klečka – lékař ZSK
- JUDr. Naďa Růžičková (Lucie Zedníčková) – právnička
- JUDr. Jaroslav Zálešák (Jaroslav Matějka) – právník doktora Máry a docenta Svobody
- Antonín (Tonda) Suchý (Tomáš Petrák) – adoptovaný syn Zdeny a Davida Suchých
- Hanička Suchá (Eliška Obrová) – dcera Zdeny a Davida Suchých
- Hugo Švarc (Matyáš Svoboda) – syn doktora Švarce
- Jonáš Hrzán (Milan Peroutka) – bývalý sanitář na chirurgii, medik, student medicíny a syn Květy Hrzánové, expřítel Denisy Vlachové, bratr Františky Hrzánové a nevlastní bratr dvojčat Anežky a Marie (Mariánky) Vlachových
- Františka Hrzánová (Viktorie Rybová) – žákyně základní školy a dcera Květy Hrzánové
- kpt. Petr Janák (Vojtěch Efler) – komisař kamenické policie
- kpt. Josef Rada (Svatopluk Schuller) – komisař kamenické policie
- Adam Zinek (Radek Bár) – pacient psycholožky 'Mgr. Kočkové', za kterou se vydává Helga Švarcová
- Nová (Eliška Nezvalová) – pacientka psycholožky 'Mgr. Kočkové', za kterou se vydává Helga Švarcová
- Němeček (Jakub Stich) – pacient psycholožky 'Mgr. Kočkové', za kterou se vydává Helga Švarcová
- Andrej Martynčák (Ján Jackuliak) – expřítel Zdeny Suché a bývalý slavný slovenský hokejista, vrátil se z vězení do Kamenice
- Radovan Jošt (Roman Luknár) – pacient po vážné autonehodě, po které zůstal na invalidním vozíku
- MUDr. Tomáš Zajíc (Braňo Holiček) – vrátil se se synem nakrátko do Kamenice, chirurg
- Martínek Zajíc-Seifert – syn Tomáše Zajíce a Stely Seifertové
- Albert Hess (Jiří Štědroň) – operní režisér a manžel Babety Hessové
- Hynek Fojtík (Pavel Dytrt) – bývalý narkoman, doktor Ota Kovář ho zachránil podvodem s transplantací
- Linda Nývltová (Linda Nývltová) – slovenská modelka
- Erika Šafářová (Marta Dancingerová) – mladá boxerka
- trenér boxu Malša (Roman Kracík) – trenér Eriky Šafářové
- boxer Roman (Aleš Putík) – kamarád Eriky Šafářové
- Alex (Matouš Rajmont) – boxer, dělá nelegální boxerské zápasy, kterých se účastní i Marek Doležal
- Vokrouhlický (Hynek Chmelař) – bývalý školník ve školce, obviněný manželkou, že zneužíval děti
- Jiří Kocábek (Robert Kroupar) – otec jednoho ze spolužáků Haničky Suché, vyděrač
- MUDr. Marek Kroupa (David Suchařípa) – uznávaný gynekolog, vlastní kliniku v Praze a bývalý primář gynekologie v Kamenici
- Jáchym Jošt (Šimon Bilina) – syn podnikatele Radovana Jošta a hudebník
- Renata Joštová (Natalie Golovchenko) – těhotná manželka Jáchyma Jošta
- Guru Šíma (Jan Vlas) – guru, který manipuloval Heluš Švarcovou
- Hana Kašperská (Sára Venclovská) – bývalá pacientka a bývalá přítelkyně doktora Sekory, učitelka v mateřské školce
- Ivana Kašperská (Kateřina Fixová) – maminka motorkářky Hany Kašperské
- Jiří Novák (Vratislav Hadraba) – kamarád doktora Sekory, motorkář
- Luigi (Sagvan Tofi) – bývalý italský manažer a partner Nadi Mázlové, je napůl Ital a napůl Čech
- Tereza Benešová (Monika Zoubková) – bývalá doktorka, která jde do vězení na 2 a půl roku
- Radmila Machalická (Petra Jungmanová) – psychicky labilní únoskyně Haničky Suché
- Jarin Foldýn (Zdeněk Podhůrský) – drogový dealer, kamarád doktora Máry
- Dita Zahradníčková – pacientka na chirurgii s trombózou
- doc. MUDr. Hana Jánská (Markéta Tannerová) – majitelka kliniky plastické chirurgie v Praze, externě spolupracuje s Nemocnicí Kamenice
- JUDr. Zahrádka (Hanuš Bor) – právník rodiny Švarcových
- Tobiáš Beran – mladý pacient s vzácným onemocněním, stará se o něj Sekora a Marika. Adam Svoboda ho předávkoval léky.
- Dita Beranová – maminka Tobiáše Berana
- Darina Márová (Mahulena Bočanová) – bývalá manželka Leoše Máry

### Podzim 2019

#### Zaměstnanci nemocnice a ordinace
- prof. doc. MUDr. Eduard Valšík (Petr Štěpánek) – ředitel nemocnice, uznávaný pediatr, chirurg
- prim. doc. MUDr. Leoš Mára (Robert Jašków) – primář chirurgie a urgentního příjmu
- MUDr. Jan Sekora (Jan Hájek) – zástupce primáře chirurgie a urgentního příjmu, chirurg, přítel doktorky Lukáčové
- MUDr. Petr Hanák (Radim Fiala) – chirurg a záchranář, zástupce šéfky na zachránce
- MUDr. Bohdan Švarc (Martin Zounar) – chirurg, manžel Helgy Švarcové, biologický otec Huga Švarce
- MUDr. Vojtěch Kratochvíl (Ivan Lupták) – mladý chirurg, nejspíš budoucí partner Táni Márové
- MUDr. Marika Lukáčová (Andrea Kerestešová) – chirurg, přítelkyně doktora Sekory, musela z nemocnice odejít
- MUDr. Alena Mázlová (Michaela Badinková) – chirurg, traumatolog a mikrochirurg, žena Čestmíra Mázla
- MUDr. Zdena Suchá (Dana Morávková) – chirurg a cévní chirurg, žena Davida Suchého
- MUDr. David Suchý (Jan Čenský) – chirurg, manžel Zdeny Suché
- MUDr. Darek Vágner (Michal Novotný) – chirurg, manžel Lucky
- MUDr. Táňa Márová (Markéta Děrgelová) – nová doktorka na chirurgii, manželka Patrika Máry, snacha primáře Máry
- prim. MUDr. Čestmír Mázl (Petr Rychlý) – primář gynekologie, gynekolog, manžel doktorky Aleny Mázlové, od dílů 921 odjel na tři měsíce na stáž do Holandska
- MUDr. Martin Brabec (Pavel Řezníček) – nový gynekolog, kamarád primáře Mázla
- Jakub Mázl (Ladislav Ondřej) – mladý otec, syn primáře Mázla, student medicíny a medik na gynekologii
- prim. MUDr. Běla Valšíková (Zlata Adamovská) – primářka dětského oddělení Nemocnice Kamenice, lékařka na pediatrii v růžovce
- Květa Broučková (Klára Oltová) – vrchní sestra na chirurgii, žena Viléma Broučka
- Alžběta Hessová (Bára Štěpánová) – zástupce vrchní sestry, sestra na chirurgii
- Radka Loudová (Anna Slováčková) – sestra na chirurgii
- Vilém Brouček (Roman Štabrňák) – zdravotní bratr na chirurgii, manžel Květy
- Kristýna Medková (Klára Tomanová) – sestra na chirurgii a gynekologii
- Klára Stejskalová (Agáta Červinková) – sestra na dětském oddělení
- Ludvík Hečko (Zdeněk Godla) – nový sanitář, nevlastní bratr doktora Bohdana Švarce a hejtmana Milana Švarce
- MUDr. Zita Drábová (Jana Holcová) – nová šéfka na záchranné službě Kamenice
- MUDr. Marek Doležal (Štěpán Benoni) – doktor záchranné služby Kamenice
- MUDr. Ota Kovář (Martin Stránský) – nový zdravotník na záchranné službě Kamenice (bývalý primář chirurgie, bývalý pediatr v Růžovce)
- Šimon Malý (Šimon Pliska) – zdravotník na záchranné službě Kamenice
- Stanislav (Standa) Patočka (Jakub Šlégr) – hlavní dispečer záchranné služby Kamenice, přítel Lady Hrůzové
- Denisa Vlachová (Berenika Kohoutová) – dispečerka záchranné služby Kamenice, bývalá přítelkyně Jonáše Hrzána
- Mgr. Jarmila Kočková, Ph.D. (Jana Paulová) – psycholožka, matka Aleny Mázlové, babička Emy Rytířové
- MUDr. Roman Kříž (Tomáš Krejčíř) – psychiatr
- Helga Švarcová (Martina Randová) – pracuje v bufetu v Nemocnici Kamenice, manželka Bohdana Švarce, adoptivní matka Huga

#### Ostatní postavy
- Tien Nguyen (Ha Thanh Špetlíková) – sestra na chirurgii, aktuálně se vrátila z Vietnamu a svědčí proti JUDr. Zálešákovi
- MUDr. Adam Svoboda (Libor Stach) – zemřel v díle 906, objevoval se ve snech a vzpomínkách Mariky Lukáčové
- Erika Šafářová (Marta Dancingerová) – mladá boxerka, přítelkyně Marka Doležala, matka Tobiáše,
- Lucie Vágnerová (Ivana Jirešová) – majitelka baru, švagrová Čestmíra Mázla, manželka Darka Vágnera
- Ing. Milan Švarc (Pavel Nečas) – hejtman, bratr Bohdana Švarce a nevlastní bratr Ludvy Hečka
- Mikuláš Mázl (Šimon Šedivý) – syn Magdy a Čestmíra Mázlových a bratr Jakuba Mázla
- Magdička Mázlová (Anna Bella) – dcera Jakuba Mázla a jeho bývalé přítelkyně Lindy Kalinové
- Benjamin Rytíř – nečekaný syn doktorů Karla Rytíře a Aleny Mázlové (exmanželé)
- Hugo Švarc (Matyáš Svoboda) – syn doktora Švarce
- kpt. Bc. Petr Janák (Vojtěch Efler) – komisař kamenické policie
- kpt. Bc. Josef Rada (Svatopluk Schuller) – komisař kamenické policie
- MUDr. Jan Červenka (Michal Milbauer) – lékař ZSK
- JUDr. Naďa Růžičková (Lucie Zedníčková) – právnička
- JUDr. Jaroslav Zálešák (Jaroslav Matějka) – právník, který srazil autem zdravotní sestru Tien
- Lada Hrůzová (Hana Kusnjerová) – bývalá sestra na chirurgii, nyní na mateřské dovolené a kamarádka Eriky
- Libuše Hečková (Lenka Termerová) – matka Milana Švarce, doktora Bohdana Švarce a Ludvíka Hečka
- Tomáš Rédl (Jan Komínek) – pacient s potížemi s dýcháním, na vozíku
- Rédl (Jakub Slach) – otec Tomáše Rédla
- Rédlová (Martina Krátká) – manželka Rédla a matka Tomáše Rédla
- MUDr. Adam Suk (Josef Pejchal) – gynekolog a chirurg, kamarád primáře Mázla, který přijel do Kamenice po letech pomoct s jedním případem
- JUDr. Daniela Stárková (Simona Krainová) – právnička, matka Josefíny Stárkové
- Josefína Stárková (Kateřina Marie Fialová) – dcera JUDr. Stárkové, křivě obvinila Martina Brabce ze znásilnění
- Martina Kaiserová (Sandra Černodrinská) – submisivní žena násilníka
- Miluše / Milena Neumannová (Jindra Janoušková) – místostarostka v Kamenici, dříve sociální pracovnice nebo také ředitelka internátu. Dříve se představila jako Miluše (73. díl). V díle číslo 661 se představuje jako Milena, zřejmě chybou tvůrců
- MUDr. Patrik Mára (Patrik Děrgel) – velmi zkušený chirurg, vrátil se z Ameriky, syn primáře Máry, manžel Táni Márové
- JUDr. Zahrádka (Hanuš Bor) – právník rodiny Švarcových
- Saša Lenderová (Táňa Hlostová) – kamarádka Eriky Šafářové a zdravotní sestra na pediatrii a dětském oddělení v Hradci
- teta Lída (Jana Jiskrová) – teta MUDr. Kratochvíla z Liberce #1
- teta Jarka (Věra Nerušilová) – teta MUDr. Kratochvíla z Liberce #2
- strýc Ervín – strýc doktora Kratochvíla z Liberce
- Hynek Fojtík (Pavel Dytrt) – narkoman, doktor Ota Kovář kvůli němu přišel o lékařskou licenci
- Rybářová (Lucie Roznětínská) – těhotná pacientka doktora Brabce na gynekologii, má onkologické onemocnění
- Rybář – pacient doktorky Mázlové na chirurgii a manžel Rybářové
- Dita Kráčmerová (Jana Ondrušková) – vlastní malou farmu nedaleko Kamenice a čeká miminko
- Jiří Kráčmera (David Beneš) – vlastní s manželkou Ditou malou farmu nedaleko Kamenice, pomůže doktorovi Mázlovi s oblekem Santy Clause

### Jaro 2020

#### Zaměstnanci nemocnice a ordinace
- prof. doc. MUDr. Eduard Valšík (Petr Štěpánek) – ředitel nemocnice Kamenice, pediatr a chirurg, manžel Běly Valšíkové
- prim. doc. MUDr. Leoš Mára (Robert Jašków) – primář chirurgie, traumatologie a urgentního příjmu, chirurg
- MUDr. David Suchý (Jan Čenský) – zástupce primáře chirurgie, urgentního příjmu a traumatologie, chirurg
- MUDr. Bohdan Švarc (Martin Zounar) – chirurg
- MUDr. Vojtěch Kratochvíl (Ivan Lupták) – mladý chirurg
- MUDr. Alena Mázlová (Michaela Badinková) – chirurg, traumatolog a mikrochirurg, žena Čestmíra Mázla
- MUDr. Zdena Suchá (Dana Morávková) – chirurg a cévní chirurg, žena Davida Suchého
- MUDr. Darek Vágner (Michal Novotný) – chirurg, manžel Lucky
- prim. MUDr. Čestmír Mázl (Petr Rychlý) – primář gynekologie, gynekolog, manžel doktorky Aleny Mázlové
- MUDr. Martin Brabec (Pavel Řezníček) – gynekolog, kamarád primáře Mázla
- Jakub Mázl (Ladislav Ondřej) – mladý otec, syn primáře Mázla, student medicíny a medik na gynekologii a chirurgii
- Květa Broučková (Klára Oltová) – vrchní sestra na chirurgii, žena Viléma Broučka
- Alžběta Hessová (Bára Štěpánová) – zástupce vrchní sestry, sestra na chirurgii
- Radka Loudová (Anna Slováčková) – sestra na chirurgii
- Vilém Brouček (Roman Štabrňák) – zdravotní bratr na chirurgii, manžel Květy
- Tien Nguyen (Ha Thanh Špetlíková) – sestra na chirurgii, vrátila se z Vietnamu
- Ludvík Hečko (Zdeněk Godla) – sanitář na chirurgii, nevlastní bratr doktora Bohdana Švarce a hejtmana Milana Švarce
- prim. MUDr. Běla Valšíková (Zlata Adamovská) – primářka pediatrie, dětského oddělení a dětský urgentní příjem Nemocnice Kamenice, pediatr a manželka ředitele nemocnice Eduarda Valšíka
- MUDr. Patrik Mára (Patrik Děrgel) – nový pediatr a chirurg, velmi zkušený chirurg, vrátil se z USA, syn primáře Máry, manžel Táni
- MUDr. Táňa Márová (Markéta Děrgelová) – chirurg a pediatr, manželka Patrika Máry, snacha primáře Máry
- Aloisie Valšíková (Jana Boušková) – nová vrchní sestra dětského urgentního příjmu a manželka Jindřicha Valšíka
- Klára Stejskalová (Agáta Červinková) – zdravotní sestra dětského urgentního příjmu a přítelkyně Marka Doležala
- Saša Lenderová (Táňa Hlostová) – kamarádka Eriky Šafářová a zdravotní sestra na pediatrii a dětském oddělení v Hradci, později v Kamenici kvůli Erice
- MUDr. Zita Drábová (Jana Holcová) – vedoucí záchranné služby v Kamenici, přítelkyně Petra Hanáka
- MUDr. Petr Hanák (Radim Fiala) – záchranář a chirurg, zástupce šéfky na záchrance, přítel Zity Drábové
- MUDr. Ota Kovář (Martin Stránský) – zdravotník na záchranné službě Kamenice (bývalý primář chirurgie a chirurg, bývalý pediatr v Růžovce)
- MUDr. Marek Doležal (Štěpán Benoni) – doktor záchranné služby Kamenice
- MUDr. Jiří Matějka – doktor záchranné služby Kamenice
- Šimon Malý (Šimon Pliska) – zdravotník na záchranné službě Kamenice
- Libor Sova – řidič na záchranné službě Kamenice
- Erika Šafářová (Marta Dancingerová) – řidička záchranné služby Kamenice, mladá boxerka, bývalá partnerka Marka Doležala, matka Tobiáše, soudí se s Markem o syna, nová přítelkyně Saši Lenderové
- Stanislav (Standa) Patočka (Jakub Šlégr) – hlavní dispečer záchranné služby Kamenice, přítel Lady Hrůzové
- Mgr. Jarmila Kočková, Ph.D. (Jana Paulová) – psycholožka, matka Aleny Mázlové, babička Emy Rytířové
- MUDr. Mgr. Roman Kříž (Tomáš Krejčíř) – psychiatr
- Helga (Heluš) Švarcová (Martina Randová) – bufetářka v Nemocnici Kamenice

#### Ostatní postavy
- Ing. Jindřich Valšík (Vlastimil Zavřel) – bývalý stavitel, švagr Běly
- Lucie Vágnerová (Ivana Jirešová) – majitelka baru, švagrová Čestmíra Mázla, manželka Darka Vágnera
- Gita Hrušková-Vágnerová (Kateřina Kalendová) – dcera Lucie Vágnerové a jejího bývalého manžela Tomáše Hrušky
- Běta Vágnerová – dcera Lucie Vágnerové a Darka Vágnera
- Ing. Milan Švarc (Pavel Nečas) – hejtman, bratr Bohdana a nevlastní bratr Ludvíka Horvátha
- Hugo Švarc (Matyáš Svoboda) – syn doktora Švarce
- Mikuláš Mázl (Šimon Šedivý) – syn Magdy a Čestmíra Mázlových a bratr Jakuba Mázla
- Magdička Mázlová (Anna Bella) – dcera Jakuba Mázla a jeho bývalé přítelkyně Lindy Kalinové
- Benjamin Rytíř – nečekaný syn doktorů Karla Rytíře a Aleny Mázlové (exmanželé)
- Filip Hanák (Adam Vojtek) – syn doktora Hanáka
- kpt. Bc. Petr Janák (Vojtěch Efler) – komisař kamenické policie
- kpt. Bc. Josef Rada (Svatopluk Schuller) – komisař kamenické policie
- MUDr. Jan Červenka (Michal Milbauer) – lékař ZSK
- JUDr. Naďa Růžičková (Lucie Zedníčková) – právnička
- Lada Hrůzová (Hana Kusnjerová) – bývalá sestra na chirurgii, nyní na mateřské dovolené a kamarádka Eriky
- Libuše Hečková (Lenka Termerová) – matka Milana Švarce, doktora Bohdana Švarce a Ludvíka Hečka
- Mgr. Miluše / Milena Neumannová (Jindra Janoušková) – místostarostka v Kamenici, sociální pracovnice, dříve ředitelka internátu. Dříve se představila jako Miluše (73. díl). V díle číslo 661 se představuje jako Milena, zřejmě chybou tvůrců
- Dita Kráčmerová (Jana Ondrušková) – vlastní s manželem Jiřím farmu nedaleko Kamenice a nová pacientka doktora Mázla
- Jiří Kráčmera (David Beneš) – vlastní s manželkou Ditou malou farmu nedaleko Kamenice
- MUDr. Darina Márová (Mahulena Bočanová) – bývalá žena doktora Máry, máma doktora Patrika Máry a tchyně doktorky Táni Márové
- Jitka/Petra Olšovská (Eliška Ochmanová) – pacientka s roztroušenou sklerózou
- Jan Černý (Samuel Bogner) – student maturitního ročníku, přítel Olšovské
- Vladimír Olšovský (Jindřich Nováček) – manžel pacientky s roztroušenou sklerózou, je jí nevěrný
- Karel Brandejs (Vlastimil Čaněk) – starý onkologicky nemocný pacient
- Jana Brandejsová (Martina Delišová) – dcera pana Brandejse
- Tomáš Rédl (Jan Komínek) – pacient s potížemi s dýcháním, na vozíku
- Rédl (Jakub Slach) – otec Tomáše Rédla
- Rédlová (Martina Krátká) – manželka Rédla a matka Tomáše Rédla
- MUDr. Dita Holíková (Markéta Coufalová) – nová pediatrička v ordinaci v Růžovce
- prim. MUDr. Pavel Hiemer (Tomáš Sagher) – primář chirurgie a chirurg v Hradecké nemocnici, známý doc. Máry, má syna Honzu v nemocnici v Kamenici, který je onkologicky nemocný s kolenem
- Jan Hiemer (Matěj Havelka) – syn primáře chirurgie v Hradecké nemocnici, onkologický pacient s kolenem, chce aby ho operovali v Kamenické nemocnici syn doc. Máry doktor Patrik Mára a jeho manželka Táňa Márová
- Dorka Poláková (Lucie Černíková) – bývalá barmanka a kamarádka Lucie a Darka, která se vrací zpět z Hradce do Kamenice
- Rybářová (Lucie Roznětínská) – těhotná pacientka doktora Brabce a Mázla na gynekologii, je onkologicky nemocná
- Rybář – manžel Rybářové
- Karla Svátková (Klára Apolenářová) – bývalá zdravotní sestra a matka Verunky, trpí Münchhausenovým syndromem v zastoupení
- Veronika Svátková (Anežka Přikrylová)  –  pacientka Běly Valšíkové, má pouze alergii na laktózu
- Mgr. Ladislava Záhorská (Libuše Švormová) – bývalá učitelka na gymnáziu, teď pacientka na chirurgii
- Vladimír Bursík – pacient po autonehodě, v díle 968 zemře
- Sylva Bursíková (Marta Maťová) – manželka Vladimíra Bursíka a matka Lukáše Bursíka
- Lukáš Bursík (Vojtěch Vovesný) – syn Bursíka, šikanuje Filipa Hanáka
- Alex Votruba (Adrian Gabaj) – spolužák Lukáše Bursíka, šikanuje Filipa Hanáka
- JUDr. Zahrádka (Hanuš Bor) – právník
- Josefína Stárková (Kateřina Marie Fialová) – dcera JUDr. Daniely Stárkové, křivě obvinila Martina Brabce ze znásilnění

### Podzim 2020

#### Zaměstnanci nemocnice a ordinace
- MUDr. Patrik Mára (Patrik Děrgel) –  ředitel nemocnice od srpna 2020, velmi zkušený chirurg a pediatr, syn primáře Máry, manžel Táni, nejmladší ředitel nemocnice v ČR
- MUDr. Darina Márová (Mahulena Bočanová) – nová finanční ředitelka nemocnice, zástupce ředitele a konsorcia nemocnice, exmanželka Máry a matka Patrika Máry
- prof. MUDr. Eduard Valšík (Petr Štěpánek) – pediatr a chirurg, bývalý ředitel nemocnice do konce července 2020 a momentálně doktor na urgentu pediatrie v nemocnici Kamenice
- prim. doc. MUDr. Leoš Mára (Robert Jašków) – primář chirurgie, traumatologie a urgentního příjmu, chirurg
- MUDr. David Suchý (Jan Čenský) – zástupce primáře chirurgie, urgentního příjmu a traumatologie, chirurg
- MUDr. Vojtěch Kratochvíl (Ivan Lupták) – mladý chirurg
- MUDr. Alena Mázlová (Michaela Badinková) – chirurg, traumatolog a mikrochirurg, žena Čestmíra Mázla
- MUDr. Zdena Suchá (Dana Morávková) – chirurg a cévní chirurg, žena Davida Suchého
- MUDr. Darek Vágner (Michal Novotný) – chirurg, manžel Lucky
- Jakub Mázl (Ladislav Ondřej) – praktikant na chirurgii, asistent lékaře, student medicíny a medik
- MUDr. Beata Tóthová/Rozália Silvánová (Katarína Šafaříková) – nový chirurg, přišla ze Slovenska, utíká před Štefanem, vydává se za svoji sestru, je původně jen zdravotní sestra
- prim. MUDr. Martin Brabec (Pavel Řezníček) – nový primář gynekologie od dílu 993, gynekolog, kamarád primáře Mázla, od 986. do 992. dílu mimo službu
- MUDr. Jana Dubecká – primářka gynekologie od dílu 988 až 992, gynekolog
- MUDr. Čestmír Mázl (Petr Rychlý) – primář gynekologie do dílu 987, gynekolog, manžel doktorky Aleny Mázlové, od dílu 985 je hlavní podezřelý z pokusu o vraždu doktora Brabce, momentálně ve vazbě a v nemocnici má neplacenou dovolenou
- Květa Broučková (Klára Oltová) – vrchní sestra na chirurgii, žena Viléma Broučka
- Alžběta „Babeta“ Hessová (Bára Štěpánová) – zástupce vrchní sestry, sestra na chirurgii
- Radka Loudová (Anna Slováčková) – sestra na chirurgii
- Vilém Brouček (Roman Štabrňák) – zdravotní bratr na chirurgii, manžel Květy
- Tien Nguyen (Ha Thanh Špetlíková) – sestra na chirurgii
- Lada Hrůzová (Hana Kusnjerová) – sestra na chirurgii, v září 2020 se vrátila zpět na chirurgii, se Standou Patočkou mají dceru
- Ludvík Hečko (Zdeněk Godla) – sanitář na chirurgii, nevlastní bratr doktora Bohdana Švarce a hejtmana Milana Švarce
- prim. MUDr. Běla Valšíková (Zlata Adamovská) – primářka dětského oddělení a dětského urgentního příjmu Nemocnice Kamenice, pediatr a manželka Eduarda Valšíka
- MUDr. Táňa Márová (Markéta Děrgelová) – chirurg a pediatr na dětském urgentu, manželka Patrika Máry, snacha primáře Máry
- MUDr. Brigita „Bibi“ Mrázková (Marika Šoposká) – vrátí se z Kanady, doktorka na dětském urgentním příjmu, pediatr
- Aloisie Valšíková (Jana Boušková) – vrchní sestra dětského urgentního příjmu a manželka Jindřicha Valšíka
- Klára Stejskalová (Agáta Červinková) – zdravotní sestra dětského urgentního příjmu, dostala výpověď
- Saša Lenderová (Táňa Hlostová) – zdravotní sestra dětského urgentního příjmu a přítelkyně Eriky Šafářové
- MUDr. Zita Hanáková (Jana Holcová) – vedoucí záchranné služby v Kamenici, manželka Petra Hanáka
- MUDr. Petr Hanák (Radim Fiala) – záchranář a chirurg, zástupce šéfky na záchrance, manžel  Zity Drábové
- MUDr. Ota Kovář (Martin Stránský) – zdravotník na záchranné službě Kamenice (bývalý primář chirurgie a chirurg, bývalý pediatr v Růžovce)
- MUDr. Marek Doležal (Štěpán Benoni) – doktor záchranné služby Kamenice
- MUDr. Bohdan Švarc (Martin Zounar) – nový lékař na záchranné službě Kamenice, původně chirurg, dostal od primáře Máry vyhazov
- Šimon Malý (Šimon Pliska) – zdravotník na záchranné službě Kamenice
- Erika Šafářová (Marta Dancingerová) – řidička záchranné služby Kamenice, mladá boxerka, bývalá partnerka Marka Doležala, matka Tobiáše, přítelkyně Saši Lenderové
- Stanislav „Standa“ Patočka (Jakub Šlégr) – hlavní dispečer záchranné služby Kamenice, přítel Lady Hrůzové
- Mgr. Jarmila Kočková, Ph.D. (Jana Paulová) – psycholožka, matka Aleny Mázlové, babička Emy Rytířové
- Helga „Heluš“ Švarcová (Martina Randová) – bufetářka v Nemocnici Kamenice, manželka Bohdana Švarce. Adoptivní matka Huga.

#### Ostatní postavy
- Lucie Vágnerová (Ivana Jirešová) – majitelka baru, švagrová Čestmíra Mázla, manželka Darka Vágnera
- Ing. Jindřich Valšík (Vlastimil Zavřel) – bývalý stavitel, švagr Běly Valšíkové
- Gita Hrušková-Vágnerová (Kateřina Kalendová) – dcera Lucie Vágnerové a jejího bývalého manžela Tomáše Hrušky
- Běta Vágnerová – dcera Lucie Vágnerové a Darka Vágnera
- Hugo Švarc (Matyáš Svoboda) – syn doktora Švarce, nevlastní syn Heluš Švarcové.
- Libuše Hečková (Lenka Termerová) – matka Milana Švarce, doktora Bohdana Švarce a Ludvíka Hečka
- Františka Hrzánová (Viktorie Rybová) – žákyně základní školy a dcera Květy Hrzánové
- Mikuláš Mázl (Šimon Šedivý) – syn Magdy a Čestmíra Mázlových a bratr Jakuba Mázla
- Magdička Mázlová (Anna Bella) – dcera Jakuba Mázla a jeho bývalé přítelkyně Lindy Kalinové
- Benjamin Rytíř – nečekaný syn doktorů Karla Rytíře a Aleny Mázlové (exmanželé)
- Filip Hanák (Adam Vojtek) – syn doktora Hanáka
- Alex Votruba (Adrian Gabaj) – šikanuje Filipa Hanáka
- Lukáš Bursík (Vojtěch Vovesný) – šikanuje Filipa Hanáka
- kpt. Bc. Petr Janák (Vojtěch Efler) – komisař kamenické policie
- kpt. Bc. Josef Rada (Svatopluk Schuller) – komisař kamenické policie
- MUDr. Jan Červenka (Michal Milbauer) – lékař ZSK, odešel kvůli pracovnímu zranění
- JUDr. Naďa Růžičková (Lucie Zedníčková) – právnička
- Ing. Milan Švarc (Pavel Nečas) – bývalý hejtman, bratr Bohdana a nevlastní bratr Ludvíka Hečky, odešel z Kamenice ke kolotočářům
- Tomáš Rédl (Jan Komínek) – pacient s potížemi s dýcháním, na vozíku
- Josef Rédl (Jakub Slach) – otec Tomáše Rédla
- Dana Rédlová (Martina Krátká) – manželka Rédla a matka Tomáše Rédla
- Dorka Poláková (Lucie Černíková) – bývalá barmanka a kamarádka Lucie a Darka
- doc. MUDr. Martin Karabec (Daniel Šváb) – člen konsorcia
- Lucie Borhyová (sama sebe) – účastnice Rodinné výměny, vymění si s Heluš Švarcovou manžela
- Adam (Jan Kopečný) – přítel Lucie Borhyové
- JUDr. Jiří Zahrádka (Hanuš Bor) – právník rodiny Švarcových a Eriky Šafářové
- prof. MUDr. Jan Pirk, DrSc. (sám sebe) – kardiochirurg z IKEMu
- Josefína Stárková (Kateřina Marie Fialová) – dcera JUDr. Stárkové, křivě obvinila Martina Brabce ze znásilnění
- Petra Olšovská (Eliška Ochmanová) – těhotná pacientka s roztroušenou sklerózou
- Jan Černý (Samuel Bogner) – student maturitního ročníku, přítel Olšovské
- rodiče Jana Černého (Lukáš Jurek a Eva Hromníková)
- Karolína Šímová (Vendula Fialová) – milenka doktora Martina Brabce, sestra Petry Olšovské
- Aleš Foukal (Tomáš Beneš) – pacient, otrávený výpary z různých deodorantů
- Jana Brandejsová (Martina Delišová) – dcera pana Brandejse
- Júlie Tóthová (Michaela Pecháčková) – dcera Beaty Tóthové, nadšená zpěvačka, 14 let
- Hana Šilerová (Lenka Vychodilová) – onkologická pacientka na chirurgii, Patrik Mára jí dvakrát odložil operaci, spáchala sebevraždu
- Jiří Šiler (Václav Helšus) – manžel paní Šilerové, postřelil na urgentu Táňu Márovou
- JUDr. Vladislav Štefan (Vojtěch Lavička) – právník rodiny Švarcových
- rodiče Šimona Hojera (Jan Julínek a Barbara Chybová) – rodiče chlapce, kterého zmlátil Lukáš Bursík, jejich starší syn pak zbil Lukáše
- Sylva Bursíková (Marta Maťová) – matka Lukáše Bursíka
- Mgr. Ladislava Záhorská (Libuše Švormová) – bývalá učitelka na gymnáziu, pacientka na chirurgii
- Mgr. Miluše / Milena Neumannová (Jindra Janoušková) – místostarostka v Kamenici, sociální pracovnice, dříve ředitelka internátu. Dříve se představila jako Miluše (73. díl). V díle číslo 661 se představuje jako Milena, zřejmě chybou tvůrců
- Vašík Pokorný (Daniel Rchichev) – adoptivní syn Běly Valšíkové, studuje na gymnáziu v Hradci
- Eliška Pokorná (Karina Rchichev) – adoptivní dcera Běly Valšíkové, studuje na medicíně v Hradci
- Mgr. Anna Lásková (Marta Ondráčková) – sociální pracovnice, pomáhá Sylvě Bursíkové
- Jan Hiemer (Matěj Havelka) – syn primáře chirurgie v hradecké nemocnici, pacient Patrika Máry po srážce autem
- Vlaďka Holubová – narkomanka, bývalá pacientka kamenické gynekologie, porodila v Praze dvojčata
- Soňa Lukešová (Lenka Schreiberová) – sestra Vlaďky Holubové, stará se o dvojčata své drogově závislé sestry Vlaďky
- Štefan Tóth (Jan Bidlas) – přijel ze Slovenska, manžel doktorky Beaty a otec Julie, vyděrač
- Veronika Svátková (Anežka Přikrylová) – dětská pacientka
- Josef Svátek – otec Veroniky Svátkové
- Karla Svátková – maminka Veroniky Svátkové
- Daniel Vejtasa (Radim Kalvoda) – bratranec Ludvíka Hečka, kolotočář, cukrovkář
- Ladislav Vejtasa (Josef Humpolec) – bratranec Ludvíka Hečka
- Alex Šofr (Matouš Rajmont) – boxer, dělá nelegální boxerské zápasy
- Radim Morávek – pacient na chirurgii
- Dana Polášková
- Jaromír Polášek

### Jaro 2021

#### Zaměstnanci nemocnice a ordinace
- prof. doc. MUDr. Eduard Valšík (Petr Štěpánek) – ředitel nemocnice opět od dílu 1014, pediatr a chirurg, šéflékař dětského urgentu
- MUDr. Darina Márová (Mahulena Bočanová) – finanční ředitelka nemocnice, zástupce ředitele a konsorcia nemocnice, exmanželka Leoše Máry a matka Patrika Máry, nemá ráda Táňu Márovou (svou bývalou snachu)
- prim. doc. MUDr. Leoš Mára (Robert Jašków) – primář chirurgie opět od dílu 1009, chirurg, otec Patrika Máry, zamiloval se do Táni Márové (své bývalé snachy)
- MUDr. David Suchý (Jan Čenský) – bývalý primář chirurgie, zástupce primáře a chirurg, manžel Zdeny Suché
- MUDr. Vojtěch Kratochvíl (Ivan Lupták) – chirurg, zamiloval se do Beaty/Rozálie
- MUDr. Zdena Suchá (Dana Morávková) – chirurg a cévní chirurg, manželka Davida Suchého
- MUDr. Darek Vágner (Michal Novotný) – chirurg, manžel Lucky, od dílu 1013 čeká ve vazbě na soud za pokus o vraždu Martina Brabce a vraždu Dory Polákové
- MUDr. Bohdan Švarc (Martin Zounar) – chirurg a lékař na záchranné službě Kamenice, později se vrátil na chirurgii, manžel Heluš Švarcové
- MUDr. Patrik Mára (Patrik Děrgel) – bývalý ředitel nemocnice, velmi zkušený chirurg a pediatr, syn primáře Leoše Máry, bývalý manžel Táni Márové, doktor na dětském urgentu, zamiloval se do Bibi Mrázkové
- MUDr. Táňa Márová (Markéta Děrgelová) – chirurg a pediatr na dětském urgentu, později se vrátila na chirurgii, bývalá manželka Patrika Máry, bývalá snacha primáře Máry, do kterého se zamilovala
- prim. MUDr. Martin Brabec (Pavel Řezníček) – v díle 985 se stal obětí pokusu o vraždu, primář gynekologie od dílu 993
- Květa Broučková (Klára Oltová) – vrchní sestra na chirurgii, manželka Viléma Broučka
- Vilém Brouček (Roman Štabrňák) – zdravotní bratr na chirurgii, manžel Květy, nový zástupce vrchní sestry
- Radka Loudová (Anna Slováčková) – sestra na chirurgii, přítelkyně Rosti Krále
- Tien Nguyen (Ha Thanh Špetlíková) – sestra na chirurgii
- Lada Hrůzová (Hana Kusnjerová) – sestra na chirurgii, manželka Standy Patočky
- Ludvík Hečko (Zdeněk Godla) – sanitář na chirurgii, nevlastní bratr doktora Bohdana Švarce a hejtmana Milana Švarce
- Štefan Tóth (Jan Bidlas) – manžel doktorky Beaty, otec Júlie a vyděrač, nový sanitář na chirurgii, v díle 1009 zemřel na následky zranění při autonehodě
- prim. MUDr. Běla Valšíková (Zlata Adamovská) – primářka dětského oddělení a dětského urgentního příjmu Nemocnice Kamenice, pediatr a manželka Eduarda Valšíka
- MUDr. Brigita „Bibi“ Mrázková (Marika Šoposká) – doktorka na dětském urgentním příjmu, pediatr
- MUDr. Daniel Zach (Robert Urban) – nový doktor za Táňu Márovou na dětském urgentním příjmu, chirurg a pediatr, bývalý spolužák Patrika Máry, také se zamiloval do Bibi Mrázkové
- Alžběta „Babeta“ Hessová (Bára Štěpánová) – nová vrchní sestra dětského urgentního příjmu, bývalá zástupkyně vrchní sestry na chirurgii
- Aloisie Valšíková (Jana Boušková) – bývalá vrchní sestra dětského urgentního příjmu a manželka Jindřicha Valšíka, odešla do důchodu
- Saša Lenderová (Táňa Hlostová) – zdravotní sestra dětského urgentního příjmu, přítelkyně Eriky Šafářové
- MUDr. Zita Hanáková (Jana Holcová) – vedoucí záchranné služby v Kamenici, manželka Petra Hanáka
- MUDr. Petr Hanák (Radim Fiala) – záchranář a chirurg, zástupce šéfky na záchrance, manžel Zity Hanákové
- MUDr. Ota Kovář (Martin Stránský) – zdravotník na záchranné službě Kamenice, bývalý primář chirurgie a chirurg, bývalý pediatr v Růžovce
- MUDr. Marek Doležal (Štěpán Benoni) – lékař na záchranné službě Kamenice
- Šimon Malý (Šimon Pliska) – zdravotník na záchranné službě Kamenice
- Erika Šafářová (Marta Dancingerová) – řidička záchranné služby Kamenice, mladá boxerka, bývalá partnerka Marka Doležala, matka Tobiáše, přítelkyně Saši Lenderové
- Stanislav „Standa“ Patočka (Jakub Šlégr) – hlavní dispečer záchranné služby Kamenice, manžel Lady Hrůzové
- Mgr. Jarmila Kočková, Ph.D. (Jana Paulová) – psycholožka, matka Aleny Mázlové
- Helga „Heluš“ Švarcová (Martina Randová) – bufetářka v Nemocnici Kamenice, manželka Bohdana Švarce a nevlastní matka Huga Švarce

#### Ostatní postavy
- MUDr. Čestmír Mázl (Petr Rychlý) – gynekolog, manžel doktorky Aleny Mázlové, v díle 1011 odsouzen na 3 roky za pokus o vraždu Martina Brabce, od dílu 1013 opět na svobodě, odjel na stáž do Holandska
- MUDr. Alena Mázlová (Michaela Badinková) – chirurg, traumatolog a mikrochirurg, manželka Čestmíra Mázla, odjela na stáž do Holandska
- Lucie Vágnerová (Ivana Jirešová) – manželka Darka Vágnera, bývalá majitelka baru u Čerta, bar prodala, a odjela s Mázlovými do Holandska
- Gita Hrušková-Vágnerová (Kateřina Kalendová) – dcera Lucie Vágnerové a jejího bývalého manžela Tomáše Hrušky
- Běta Vágnerová – dcera Lucie Vágnerové a Darka Vágnera
- Dora Poláková (Lucie Černíková) – bývalá barmanka a kamarádka Lucie a Darka, zavražděna doktorem Darkem Vágnerem v díle 1012
- Barborka Poláková – měsíční dcera Dory Polákové
- Šárka Němečková (Simona Matásková) – bývalá barmanka v baru u Čerta
- Ing. Jindřich Valšík (Vlastimil Zavřel) – bývalý stavitel, švagr Běly Valšíkové, manžel Aloisie Valšíkové
- Hugo Švarc (Matyáš Svoboda) – syn doktora Švarce, nevlastní syn Heluš Švarcové
- Libuše Hečková (Lenka Termerová) – matka Milana Švarce, doktora Bohdana Švarce a Ludvíka Hečka
- Františka Hrzánová (Viktorie Rybová) – žákyně základní školy a dcera Květy Broučkové, nevlastní dcera Viléma Broučka
- Mikuláš Mázl (Šimon Šedivý) – syn Magdy a Čestmíra Mázlových a bratr Jakuba Mázla
- Magdička Mázlová (Anna Bella) – dcera Jakuba Mázla a jeho bývalé přítelkyně Lindy Kalinové
- Benjamin Rytíř – nečekaný syn doktorů Karla Rytíře a Aleny Mázlové (exmanželé)
- Filip Hanák (Adam Vojtek) – syn doktora Hanáka a Gábiny Šímové
- Tobiáš Doležal – syn Marka Doležala a Eriky Šafářové
- Júlia Tóthová (Michaela Pecháčková) – dcera Beaty Tóthové a Štefana Tótha, nadšená zpěvačka, 16 let
- kpt. Bc. Petr Janák (Vojtěch Efler) – komisař kamenické policie
- kpt. Bc. Josef Rada (Svatopluk Schuller) – komisař kamenické policie
- Radim Morávek – pacient na chirurgii
- Lucie Borhyová (sama sebe) – moderátorka televizních zpráv
- Tomáš Třeštík (sám sebe) – profesionální fotograf
- JUDr. Jiří Zahrádka (Hanuš Bor) – právník rodiny Švarcových, Eriky Šafářové a Čestmíra Mázla
- Roman Peterka – lichvář, půjčil peníze Darkovi Vágnerovi
- Jiří Šiller (Václav Helšus) – manžel paní Šillerové, postřelil na urgentu Táňu Márovou, ve vězení
- Klára Stejskalová (Agáta Kryštůfková) – bývalá zdravotní sestra dětského urgentního příjmu, nyní pracuje v pizzerii
- Mgr. Ladislava Záhorská (Libuše Švormová) – bývalá učitelka na gymnáziu, pacientka na chirurgii
- MUDr. Jan Červenka (Michal Milbauer) – lékař ZSK, vrátil se zpět
- MUDr. Marika Lukáčová (Andrea Růžičková) – chirurg, přítelkyně doktora Sekory, přijela kvůli pacientce Rédlové, pracuje na Slovensku v Bratislavě, kde se poté vrací
- MUDr. Jan Sekora (Jan Hájek) – chirurg, bývalý primář chirurgie, přítel doktorky Mariky Lukáčové, přijel s ní do Kamenice kvůli pacientce Rédlové, později se s ní vrací do Bratislavy, kde stejně jako ona pracuje na chirurgii
- Igor Hranáč – kamarád Štefana Tótha a kriminálník, který zemřel
- Sylva Bursíková (Marta Maťová) – matka Lukáše Bursíka
- Lukáš Bursík (Vojtěch Vovesný) – syn Sylvy Bursíkové
- Alex Šofr (Matouš Rajmont) – boxer, dělá nelegální boxerské zápasy
- doc. MUDr. Martin Karabec (Daniel Šváb) – člen konsorcia
- JUDr. Naďa Růžičková (Lucie Zedníčková) – právnička
- Rostislav Král (Václav Jílek) – slavný fotbalista, bývalý pacient na chirurgii, přítel Radky Loudové
- Mirek Štvrťák (Petr Čtvrtníček) – fotbalový agent, Rosťův fotbalový manažer, pacient na chirurgii
- Tibor Foldýn  (Pavel Kříž) – drogový boss a známý Leoše Máry , unesl Tánu a vydíral Leoše, v díle 1025 je chtěl oba zastřelit, Leoš ho zabil nůžkami v sebeobraně
- Jaroslav Foldýn/Josef Majer  (Jaroslav Čechák) – feťák a bratr Tibora Foldýna
- Jana Valentová – účastnice dopravní nehody, pacientka na chirurgii, drogová mula
- Anna Valentová – maminka Jany Valentové
- MUDr. Vladimír Zach (Luboš Veselý) – otec Dana a internista z Prahy
- Danuše Zachová – maminka Dana
- Vašík Pokorný (Daniel Rchichev) – adoptivní syn Běly Valšíkové, studuje na gymnáziu v Hradci
- Eliška Pokorná (Karina Rchichev) – adoptivní dcera Běly Valšíkové, studuje na medicíně v Hradci
- Zuzka Richterová (Denisa Pfauserová) – pacientka na chirurgii
- Kamil Malík (Přemysl Pálek) – dodavatel do baru u Čerta
- Nina Králová (Kateřina Klausová) – sestra Rosti Krále
- Aneta Králová (Andrea Kalousová) – sestra Rosti Krále
- Jakub Mázl (Ladislav Ondřej) – praktikant na chirurgii, asistent lékaře, student medicíny a medik
- MUDr. Beata Tóthová/Rozália Silvánová (Katarína Šafaříková) – původně jen zdravotní sestra, vydávala se za svoji zemřelou sestru – lékařku, za což dostala hodinovou výpověď

### Podzim 2021
- Děj v seriálu se odehrává od května do září 2022

#### Zaměstnanci nemocnice a ordinace
- MUDr. Darina Márová (Mahulena Bočanová) – generální a finanční ředitelka nemocnice, exmanželka Leoše Máry a matka Patrika Máry
- prof. doc. MUDr. Eduard Valšík (Petr Štěpánek) – ředitel nemocnice opět od dílu 1014, pediatr a chirurg, šéflékař dětského urgentu
- prim. doc. MUDr. Leoš Mára (Robert Jašków) – primář chirurgie opět od dílu 1009, chirurg, otec Patrika Máry
- MUDr. David Suchý (Jan Čenský) – bývalý primář chirurgie, zástupce primáře a chirurg, manžel Zdeny Suché
- MUDr. Zdena Suchá (Dana Morávková) – chirurg a cévní chirurg, manželka Davida Suchého
- MUDr. Vojtěch Kratochvíl (Ivan Lupták) – mladý chirurg, chodí s Radkou Loudovou
- MUDr. Bohdan Švarc (Martin Zounar) – chirurg a lékař na záchranné službě Kamenice, později se vrátil na chirurgii, manžel Heluš Švarcové
- MUDr. Petr Hanák (Radim Fiala) – záchranář a chirurg, šéf na záchrance, manžel Zity Hanákové
- MUDr. Patrik Mára (Patrik Děrgel) – bývalý ředitel nemocnice, velmi zkušený chirurg a pediatr, syn primáře Leoše Máry, bývalý manžel Táni Márové, manžel Bibi Márové
- kpt. MUDr. Sandra Hájková (Sarah Haváčová) – nezkušená lékařka na chirurgii a policistka v utajení
- MUDr. Alena Mázlová (Michaela Badinková) – chirurg, traumatolog a mikrochirurg, manželka Čestmíra Mázla
- MUDr. Michal Renner (Juraj Bača) – nový velmi zkušený chirurg a kardiochirurg
- MUDr. Táňa Márová (Markéta Děrgelová) – chirurg a pediatr, vrací se do Kamenice
- prim. MUDr. Čestmír Mázl (Petr Rychlý) – opět primář gynekologie, gynekolog, manžel doktorky Aleny Mázlové a otec čtyř dětí
- MUDr. Martin Brabec (Pavel Řezníček) – gynekolog a bývalý primář
- MUDr. Jana Dubecká – gynekolog
- Radka Loudová (Anna Slováčková) – nová vrchní sestra na chirurgii, přítelkyně Vojty
- Tien Nguyen (Ha Thanh Špetlíková) – sestra na chirurgii
- Lada Hrůzová (Hana Kusnjerová) – sestra na chirurgii, manželka Standy Patočky
- prim. MUDr. Běla Valšíková (Zlata Adamovská) – primářka dětského oddělení a dětského urgentního příjmu Nemocnice Kamenice, pediatr a manželka Eduarda Valšíka
- MUDr. Brigita „Bibi“ Márová (Marika Šoposká) – zástupkyně primářky, doktorka na dětském urgentním příjmu, pediatr a manželka Patrika Máry, musela odletět do USA
- MUDr. Daniel Zach (Robert Urban) – doktor na dětském urgentním příjmu, chirurg a pediatr, bývalý spolužák Patrika Máry, chodí s Klárou a dělá podrazy a naschvály
- Alžběta „Babeta“ Hessová (Bára Štěpánová) – vrchní sestra dětského urgentního příjmu, bývalá zástupkyně vrchní sestry na chirurgii
- Klára Stejskalová (Agáta Červinková) – zdravotní sestra dětského urgentního příjmu, miluje Dana
- Kristýna Medková (Klára Tomanová) – sestra na pediatrii
- MUDr. Ota Kovář (Martin Stránský) – zdravotník na záchranné službě Kamenice, bývalý primář chirurgie a chirurg, bývalý pediatr v Růžovce

#### Ostatní postavy
- MUDr. Robert Hanzl/Robert Nový (Daniel Tůma) – lékař pražské nemocnice, mafián ho unesl a hodil do Vltavy
- MUDr. Zita Hanáková (Jana Holcová) – vedoucí záchranné služby v Kamenici, manželka Petra Hanáka, má roční dítě s Hanákem, teď na mateřské dovolené
- kpt. Mgr. Libor Komárek (Martin Kraus) – vrchní komisař pražské kriminálky, přítel Sandry
- mjr. Mgr. Rudolf Dlouhý (Jiří Štrébl) – vrchní komisař pražské kriminálky, šéf oddělení pražské kriminálky, známý Leoše Máry
- npor. Bc. Boris Moucha – komisař pražské kriminálky, technik policejní přes kamery
- Darek Vágner (Michal Novotný) – bývalý chirurg a manžel Lucky, ve vězení za pokus o vraždu Martina Brabce a vraždu Dory Polákové
- Lucie Vágnerová (Ivana Jirešová) – manželka Darka Vágnera, majitelka baru u Čerta, bar pronajala a odjela s Mázlovými do Holandska, nyní se vrací
- Gita Hrušková-Vágnerová (Kateřina Kalendová) – dcera Lucie Vágnerové a jejího bývalého manžela Tomáše Hrušky
- Běta Vágnerová – dcera Lucie Vágnerové a Darka Vágnera
- Monika Sládková (Pavla Dostálová) – nová barmanka U Čerta, zamilovala se do doktora Brabce
- Mikuláš Mázl (Jakub Jenčík) – syn Magdy a Čestmíra Mázlových a bratr Jakuba Mázla
- Magdička Mázlová (Sára Slaninová) – dcera Jakuba Mázla a jeho bývalé přítelkyně Lindy Kalinové
- Benjamin Rytíř (Matyáš Feszanicz) – nečekaný syn doktorů Karla Rytíře a Aleny Mázlové (exmanželé)
- Filip Hanák (Adam Vojtek) – syn doktora Hanáka a Gábiny Šímové
- Andy Hanáková – dcera doktora Hanáka a Zity Hanákové
- MUDr. Karel Válek – chce koupit Kamenickou nemocnici
- Regina Malinová (Petra Nesvačilová) – bývalá snoubenka Roberta Hanzla
- Anna Hanzlová (Jitka Sedláčková) – matka Roberta Hanzla
- MUDr. Vladimír Zach (Luboš Veselý) – otec Dana Zacha a primář interny v Hradci
- Eva Zachová – matka Dana Zacha
- Ing. Jiří Burian  (Josef Hervert) – ředitel pražské nemocnice, chce zabít doktora Roberta Hanzla, v díle 1041 zatčen za podvody a pokus o vraždu
- doc. MUDr. Martin Karabec (Daniel Šváb) – lékař, momentálně dělá podvody, v díle 1041 postřelen a zatčen v nemocnici při pokusu o útěk

### Jaro 2022

#### Zaměstnanci nemocnice a ordinace
- MUDr. Darina Márová (Mahulena Bočanová) – generální a finanční ředitelka nemocnice, exmanželka Leoše Máry a matka Patrika Máry
- prof. doc. MUDr. Eduard Valšík (Petr Štěpánek) – ředitel nemocnice opět od dílu 1014, pediatr a chirurg, šéflékař dětského urgentu, kde pracuje i jako pediatr
- prim. doc. MUDr. Leoš Mára (Robert Jašków) – primář chirurgie opět od dílu 1009, chirurg, otec Patrika Máry
- MUDr. David Suchý (Jan Čenský) – bývalý primář chirurgie, zástupce primáře a chirurg, manžel Zdeny Suché
- MUDr. Zdena Suchá (Dana Morávková) – chirurg a cévní chirurg, druhý zástupce primáře, manželka Davida Suchého
- MUDr. Vojtěch Kratochvíl (Ivan Lupták) – mladý chirurg, chodí s Radkou Loudovou
- MUDr. Bohdan Švarc (Martin Zounar) – chirurg, exmanžel Helgy Švarcové, která se s ním rozešla a odešla s Hugem a Milanem
- MUDr. Patrik Mára (Patrik Děrgel) – bývalý ředitel nemocnice, velmi zkušený chirurg a pediatr, syn primáře Leoše Máry, bývalý manžel Táni Márové, manžel Bibi Márové
- MUDr. Alena Mázlová (Michaela Badinková) – chirurg, traumatolog a mikrochirurg, vdova po Čestmíru Mázlovi
- MUDr. Jáchym Kalina (Lukáš Hejlík) – chirurg, plastický chirurg a traumatolog, školí mediky, vrací se z Prahy s manželkou Evou
- kpt. MUDr. Sandra Hájková (Sarah Haváčová) – nezkušená lékařka na chirurgii a bývalá policistka, přítelkyně Roberta, odchází spolu do jiné nemocnice
- Ondřej Berkovec (Jiří Böhm) – medik na chirurgii, zamiloval se do Aleny Mázlové, nejlepší kamarád Jakuba Mázla
- Bianka (Bohunka) Kaštánková (Rosalie Malinská) – medik na chirurgii, do 18 let se jmenovala Bohunka, bývalá modelka, její rodiče jsou z Moravy
- Dominika Vaňková (Tereza Těžká) – medik na chirurgii
- prim. MUDr. Martin Brabec (Pavel Řezníček) – gynekolog a bývalý primář, zastupující primář od dílu 1046, přítel Lucie
- prim. MUDr. Čestmír Mázl (Petr Rychlý) – primář gynekologie, gynekolog, manžel doktorky Aleny Mázlové a otec čtyř dětí, v díle 1045 zemře na konferenci v Mexiku po útoku drogového kartelu
- MUDr. Jakub Mázl (Ladislav Ondřej) – mladý lékař, gynekolog a syn Mázla
- Bc. Eva Kalinová (Patricie Pagáčová) – nová vrchní sestra na chirurgii, manželka Jáchyma Kaliny
- Bc. Vilém Brouček (Roman Štabrňák) – zdravotní bratr na chirurgii, vrací se z Německa bez Květy, která se s ním rozešla
- Tien Nguyen, DiS. (Ha Thanh Špetlíková) – sestra na chirurgii
- Lada Hrůzová, DiS. (Hana Kusnjerová) – sestra na chirurgii a manželka Standy Patočky
- Bc. Radka Loudová-Kratochvílová (Anna Slováčková) – zdravotní sestra na chirurgii, musela odejít z dětského urgentního příjmu, předtím vrchní sestra chirurgie, manželka Vojty
- Ludvík Hečko (Zdeněk Godla) – sanitář na chirurgii a nevlastní bratr Švarce
- prim. MUDr. Běla Valšíková (Zlata Adamovská) – primářka dětského oddělení a dětského urgentního příjmu Nemocnice Kamenice, pediatr a manželka Eduarda Valšíka
- MUDr. Daniel Zach (Robert Urban) – doktor na dětském urgentním příjmu, chirurg a pediatr, bývalý spolužák Patrika Máry, chodí s Klárou, dělá podrazy a naschvály
- MUDr. Michal Renner (Juraj Bača) – zkušený chirurg, kardiochirurg, nově na pediatrii, v epizodě 1050 znásilnil sestřičku Radku, v díle 1068 zemře na následky zranění způsobených pádem ze střechy
- MUDr. Táňa Márová (Markéta Děrgelová) – chirurg a pediatr, expřítelkyně Michala, teď chodí s Leošem, zastupuje opět Bibi Márovou
- Bc. Alžběta „Babeta“ Hessová (Bára Štěpánová) – vrchní sestra dětského urgentního příjmu, bývalá zástupkyně vrchní sestry na chirurgii
- Klára Zachová, DiS. (Agáta Červinková) – zdravotní sestra dětského urgentního příjmu, miluje Dana
- MUDr. Robert Hanzl (Daniel Tůma) – internista, přítel Sandry, odchází ze Sandrou do jiné nemocnice
- MUDr. Petr Hanák (Radim Fiala) – lékař na záchrance a na chirurgii, zastupující šéf záchranky, manžel Zity Hanákové
- MUDr. Ota Kovář (Martin Stránský) – lékař na záchranné službě Kamenice, bývalý primář chirurgie a chirurg, bývalý pediatr v Růžovce
- MUDr. Marek Doležal (Štěpán Benoni) – lékař na záchrance, má syna Tobiáše s Erikou
- Šimon Malý, DiS. (Šimon Pliska) – zdravotník na záchranné službě Kamenice
- Bc. Stanislav „Standa“ Patočka (Jakub Šlégr) – hlavní dispečer záchranné služby Kamenice, přítel Lady Hrůzové
- Mgr. Jarmila Kočková, Ph.D. (Jana Paulová) – psycholožka, matka Aleny Mázlové, babička Emy Rytířové

#### Ostatní postavy
- Dr. Paula Kratochvil (Ester Geislerová) – manželka Vojty Kratochvíla, čecho-americká lékařka, dermatoložka
- Lucie Vágnerová (Ivana Jirešová) – exmanželka Darka Vágnera, majitelka baru u Čerta, chodí s doktorem Brabcem
- Gita Hrušková-Vágnerová (Kateřina Kalendová) – dcera Lucie Vágnerové a jejího bývalého manžela Tomáše Hrušky
- Běta Vágnerová – dcera Lucie Vágnerové a Darka Vágnera
- Darek Vágner (Michal Novotný) – bývalý chirurg a manžel Lucky, za pokus o vraždu Martina Brabce a vraždu Dory Polákové dostal v díle 1042 u soudu 20 let, při převozu od soudu do vězení spolykal prášky, byl převezen do nemocnice Kamenice, kde ukradl policistovi pistoli, od dílu 1043 na útěku, v díle 1045 opět zatčen a ve vězení na doživotí
- Monika Sládková (Pavla Dostálová) – barmanka U Čerta
- Mikuláš Mázl (Jakub Jenčík) – syn Magdy a Čestmíra Mázlových a bratr Jakuba Mázla
- Magdička Mázlová (Sára Slaninová) – dcera Jakuba Mázla a jeho bývalé přítelkyně Lindy Kalinové
- Benjamin Rytíř (Matyáš Feszanicz) – nečekaný syn doktorů Karla Rytíře a Aleny Mázlové (exmanželé)
- MUDr. Jakub Mázl (Ladislav Ondřej) – mladý lékař a syn Mázla, který odchází do Hradce
- MUDr. Zita Hanáková (Jana Holcová) – vedoucí záchranné služby v Kamenici, lékařka, manželka Petra Hanáka, má roční dítě s Hanákem
- Filip Hanák (Adam Vojtek) – syn doktora Hanáka a Gábiny Šímové
- Verunka Hanáková – dcera doktora Hanáka a Zity Hanákové
- Christiana Jones (Lumíra Přichystalová) – snoubenka doktorky Pauly Kratochvílové z Ameriky
- Mgr. Květa Broučková (Klára Oltová) – bývalá vrchní sestra na chirurgii, manželka Viléma Broučka, pracuje jako zdravotní sestra v Německu
- Františka Hrzánová (Viktorie Rybová) – dcera Květy Broučkové a nevlastní dcera Vilíka
- Rostislav Král (Václav Jílek) – slavný fotbalista, bývalý pacient na chirurgii, expřítel Radky Loudové, kamarád Radky
- kpt. Bc. Josef Rada (Svatopluk Schuller) – vrchní komisař kamenické policie, šéf oddělení
- Dita Slavíčková – maminka syna na pediatrii
- Marcel Teich (Oldřich Bělka) - spolužák a kamarád Ondry a Tomáše z medicíny z Prahy, lezou po stěnách
- Tomáš Bezděk (Martin Hlubocký) – spolužák a kamarád Ondry Marcela z medicíny z Prahy, lezou po stěnách
- JUDr. Lukáš Majer – kamarád Michala Rennera a právník Michala
- por. Mgr. Soňa Šachlová  (Veronika Bellová) – nová komisařka kamenické policie, vyšetřovala znásilnění Radky Kratochvílové, z případu byla odvolána, od dílu 1069 vyšetřuje smrt Michala Rennera, v díle 1071 na vlastní žádost odchází do Hradce
- doc. MUDr. Ivana Berkovcová (Jitka Asterová) – uroložka z Prahy, maminka medika Ondry Berkovce
- Gabriela Didiová  – sestra z Nemocnice Hradec
- MUDr. Marika Lukáčová (Andrea Růžičková) – bývalá lékařka v Kamenice, Hanák jí volal
- MUDr. Jan Červenka (Michal Milbauer) – lékař ZSK, vrátil se zpět

### Léto-Podzim 2022

#### Zaměstnanci nemocnice a ordinace
- MUDr. Darina Márová (Mahulena Bočanová) – generální a finanční ředitelka nemocnice, exmanželka Leoše Máry a matka Patrika Máry
- prof. doc. MUDr. Eduard Valšík (Petr Štěpánek) – ředitel nemocnice opět od dílu 1014, pediatr a chirurg, šéflékař dětského urgentu, kde pracuje i jako pediatr
- prim. doc. MUDr. Leoš Mára (Robert Jašków) – primář chirurgie opět od dílu 1009, chirurg, otec Patrika Máry
- MUDr. David Suchý (Jan Čenský) – bývalý primář chirurgie, zástupce primáře a chirurg, manžel Zdeny Suché
- MUDr. Zdena Suchá (Dana Morávková) – chirurg a cévní chirurg, druhý zástupce primáře, manželka Davida Suchého
- MUDr. Vojtěch Kratochvíl (Ivan Lupták) – mladý chirurg, chodí s Radkou Loudovou
- MUDr. Bohdan Švarc (Martin Zounar) – chirurg, exmanžel Helgy Švarcové, která se s ním rozešla a odešla s Hugem a Milanem
- MUDr. Patrik Mára (Patrik Děrgel) – bývalý ředitel nemocnice, velmi zkušený chirurg a pediatr, syn primáře Leoše Máry, bývalý manžel Táni Márové, manžel Bibi Márové
- MUDr. Alena Mázlová (Michaela Badinková) – chirurg, traumatolog a mikrochirurg, zaskakuje Táňu na pediatrii
- MUDr. Jáchym Kalina (Lukáš Hejlík) – chirurg, plastický chirurg a traumatolog, školí mediky, ex manžel Evy
- Ondřej Berkovec (Jiří Böhm) – medik na chirurgii, zamiloval se do Aleny Mázlové, nejlepší kamarád Jakuba Mázla
- Bianka (Bohunka) Kaštánková (Rosalie Malinská) – medik na chirurgii, do 18 let se jmenovala Bohunka, bývalá modelka, její rodiče jsou z Moravy
- Dominika Vaňková (Tereza Těžká) – medik na chirurgii
- prim. MUDr. Martin Brabec (Pavel Řezníček) – gynekolog a bývalý primář, zastupující primář od dílu 1046, přítel Lucie
- MUDr. Jakub Mázl (Ladislav Ondřej) – mladý lékař, gynekolog a syn Mázla
- MUDr. Čestmír Mázl (Petr Rychlý) – gynekolog, manžel doktorky Aleny Mázlové a otec čtyř dětí, v díle 1045 podle policie zastřelen v Mexiku a prohlášen za mrtvého, v díle 1080 se vrací
- Bc. Eva Kalinová (Patricie Pagáčová) – vrchní sestra na chirurgii, ex manželka Jáchyma Kaliny, teď chodí z Vilíkem
- Bc. Vilém Brouček (Roman Štabrňák) – zdravotní bratr na chirurgii, chodí z Evou
- Tien Nguyen, DiS. (Ha Thanh Špetlíková) – sestra na chirurgii
- Lada Hrůzová, DiS. (Hana Kusnjerová) – sestra na chirurgii a manželka Standy Patočky
- Ludvík Hečko (Zdeněk Godla) – sanitář na chirurgii a nevlastní bratr Švarce
- prim. MUDr. Běla Valšíková (Zlata Adamovská) – primářka dětského oddělení a dětského urgentního příjmu Nemocnice Kamenice, pediatr a manželka Eduarda Valšíka
- MUDr. Daniel Zach (Robert Urban) – doktor na dětském urgentním příjmu, chirurg a pediatr, bývalý spolužák Patrika Máry, chodí s Klárou, dělá podrazy a naschvály
- MUDr. Táňa Márová (Markéta Děrgelová) – chirurg a pediatr, expřítelkyně Michala, teď chodí s Leošem, zastupuje opět Bibi Márovou
- Bc. Alžběta „Babeta“ Hessová (Bára Štěpánová) – vrchní sestra dětského urgentního příjmu, bývalá zástupkyně vrchní sestry na chirurgii
- Bc. Radka Kratochvílová (Anna Slováčková) – zdravotní sestra na chirurgii dětském urgentu
- MUDr. Zita Hanáková (Jana Holcová) – vedoucí záchranné služby v Kamenici, lékařka, manželka Petra Hanáka, má roční dítě s Hanákem
- MUDr. Petr Hanák (Radim Fiala) – lékař na záchrance a na chirurgii, zastupující šéf záchranky, manžel Zity Hanákové
- MUDr. Ota Kovář (Martin Stránský) – lékař na záchranné službě Kamenice, bývalý primář chirurgie a chirurg, bývalý pediatr v Růžovce
- MUDr. Marek Doležal (Štěpán Benoni) – lékař na záchrance, má syna Tobiáše s Erikou
- Šimon Malý, DiS. (Šimon Pliska) – zdravotník na záchranné službě Kamenice
- Bc. Stanislav „Standa“ Patočka (Jakub Šlégr) – hlavní dispečer záchranné služby Kamenice, přítel Lady Hrůzové
- Mgr. Jarmila Kočková, Ph.D. (Jana Paulová) – psycholožka, matka Aleny Mázlové, babička Emy Rytířové
- Mgr. MUDr. Roman Kříž (Tomáš Krejčíř) – psycholog
- Barbora Valentová (Lucie Valenová) – bufetářka

#### Ostatní postavy
- Lucie Vágnerová (Ivana Jirešová) – exmanželka Darka Vágnera, majitelka baru u Čerta, chodí s doktorem Brabcem
- Gita Hrušková-Vágnerová (Kateřina Kalendová) – dcera Lucie Vágnerové a jejího bývalého manžela Tomáše Hrušky
- Běta Vágnerová – dcera Lucie Vágnerové a Darka Vágnera
- Mikuláš Mázl (Jakub Jenčík) – syn Magdy a Čestmíra Mázlových a bratr Jakuba Mázla
- Magdička Mázlová (Sára Slaninová) – dcera Jakuba Mázla a jeho bývalé přítelkyně Lindy Kalinové
- Benjamin Rytíř (Matyáš Feszanicz) – nečekaný syn doktorů Karla Rytíře a Aleny Mázlové (exmanželé)
- Filip Hanák (Adam Vojtek) – syn doktora Hanáka a Gábiny Šímové
- Verunka Hanáková – dcera doktora Hanáka a Zity Hanákové
- kpt. Bc. Josef Rada (Svatopluk Schuller) – vrchní komisař kamenické policie, šéf oddělení
- kpt. MUDr. Sandra Hájková (Sarah Haváčová) – lékařka, nyní nová komisařka Kamenické policie
- MUDr. Jan Červenka (Michal Milbauer) – lékař ZSK, vrátil se zpět
- Samuel (Sam) Trojan (Petr Havránek) – známý influencer do kterého se zamilovala Bianka
- Lenka Trojanová (Marcela Holubcová) – maminka Sama
- MUDr. Brigita „Bibi“ Márová (Marika Šoposká) – pediatr a manželka Patrika Máry, musela odletět do USA
- Pavel (Bodulínek) Šedivý – po autonehodě ztratil rodiče
- Šedivá – babička Pavla, alkoholička

### Jaro 2023

#### Zaměstnanci nemocnice
- MUDr. Darina Márová (Mahulena Bočanová) – generální a finanční ředitelka nemocnice, exmanželka Leoše Máry a matka Patrika Máry
- prof. MUDr. Eduard Valšík (Petr Štěpánek) – ředitel nemocnice opět od dílu 1014, pediatr a chirurg, šéflékař dětského urgentu, kde pracuje i jako pediatr
- doc. MUDr. Leoš Mára (Robert Jašków) –  primář chirurgie opět od dílu 1094, chirurg, otec Patrika Máry a manžel Táni
- MUDr. David Suchý (Jan Čenský) – bývalý primář chirurgie, zástupce primáře a chirurg, manžel Zdeny Suché
- MUDr. Zdena Suchá (Dana Morávková) – chirurg a cévní chirurg, druhý zástupce primáře, manželka Davida Suchého
- MUDr. Vojtěch Kratochvíl (Ivan Lupták) – mladý chirurg, manžel Radky Kratochvílové
- MUDr. Patrik Mára (Patrik Děrgel) – bývalý ředitel nemocnice, velmi zkušený chirurg a pediatr, syn primáře Leoše Máry, bývalý manžel Táni Márové, manžel Bibi Márové
- MUDr. Alena Mázlová (Michaela Badinková) – chirurg, traumatolog a mikrochirurg,odchází z kamenice ze synem Beníkem
- MUDr. Jáchym Kalina (Lukáš Hejlík) – chirurg, plastický chirurg a traumatolog, školí mediky, exmanžel Evy
- prim. MUDr. Bohdan Švarc (Martin Zounar) – nový primář chirurgie, chirurg, exmanžel Helgy Švarcové, která se s ním rozešla a odešla s Hugem a Milanem, zamiloval se do Dariny, dostal výpověď, protože se ukázalo, že nemá atestaci, později medik na chirurgii
- prim. MUDr. Martin Brabec (Pavel Řezníček) – gynekolog a bývalý primář, zastupující primář od dílu 1046, přítel Lucie
- MUDr. Jakub Mázl (Ladislav Ondřej) – mladý lékař a syn Mázla
- MUDr. Čestmír Mázl (Petr Rychlý) – gynekolog, manžel doktorky Aleny Mázlové a otec čtyř dětí, v díle 1080 se vrací z Mexika ze zajetí, trpí posttraumatickou stresovou poruchou
- Bc. Eva Kalinová (Patricie Pagáčová) – vrchní sestra na chirurgii, exmanželka Jáchyma Kaliny, teď chodí s Vilíkem
- Bc. Vilém Brouček (Roman Štabrňák) – zdravotní bratr na chirurgii, chodí s Evou
- Tien Nguyen, DiS. (Ha Thanh Špetlíková) – sestra na chirurgii
- Lada Hrůzová, DiS. (Hana Kusnjerová) – sestra na chirurgii a manželka Standy Patočky
- Johana Fajmonová, DiS. (Sabina Rojková) – nová zdravotní sestra na chirurgii a biologická sestra Evy Kalinové
- Ludvík Hečko (Zdeněk Godla) – sanitář na chirurgii a nevlastní bratr Švarce
- prim. MUDr. Běla Valšíková (Zlata Adamovská) – primářka dětského oddělení a dětského urgentního příjmu Nemocnice Kamenice, pediatr a manželka Eduarda Valšíka
- MUDr. Daniel Zach (Robert Urban) – doktor na dětském urgentním příjmu, chirurg a pediatr, bývalý spolužák Patrika Máry
- MUDr. Branislav (Braňo) Polovčák (Vladislav Plevčík) – mladý lékař na pediatrii a bratr zesnulého Michala Rennera, má temnější vlastnosti, dostal výpověď, odchází z Kamenice
- Bianka (Bohunka) Kaštánková (Rosalie Malinská) – medik na chirurgii a dětském urgentu, do 18 let se jmenovala Bohunka, bývalá modelka, její rodiče jsou z Moravy
- Dominika Vaňková (Tereza Těžká) – medik na chirurgii a dětském urgentu
- Bc. Alžběta „Babeta“ Hessová (Bára Štěpánová) – vrchní sestra dětského urgentního příjmu, bývalá zástupkyně vrchní sestry na chirurgii
- Bc. Radka Kratochvílová (Anna Slováčková) – zdravotní sestra na chirurgii a dětském urgentu
- MUDr. Zita Hanáková (Jana Holcová) – vedoucí záchranné služby v Kamenici, lékařka, manželka Petra Hanáka, má roční dítě s Hanákem, je na mateřské a má půl úvazek na záchrance
- MUDr. Petr Hanák (Radim Fiala) – lékař na záchrance a na chirurgii, zastupující šéf záchranky, manžel Zity Hanákové
- MUDr. Ota Kovář (Martin Stránský) – lékař na záchranné službě Kamenice, bývalý primář chirurgie a chirurg, bývalý pediatr v Růžovce
- MUDr. Marek Doležal (Štěpán Benoni) – lékař na záchrance, má syna Tobiáše s Erikou
- MUDr. Jan Červenka (Michal Milbauer) – lékař ZSK
- Šimon Malý, DiS. (Šimon Pliska) – zdravotník na záchranné službě Kamenice
- Bc. Stanislav „Standa“ Patočka (Jakub Šlégr) – hlavní dispečer záchranné služby Kamenice, přítel Lady Hrůzové
- Mgr. Jarmila Kočková, Ph.D. (Jana Paulová) – psycholožka, matka Aleny Mázlové, babička Emy Rytířové
- Barbora Valentová (Lucie Valenová) – bufetářka

#### Ostatní postavy
- Lucie Vágnerová (Ivana Jirešová) – exmanželka Darka Vágnera, majitelka baru u Čerta, chodí s doktorem Brabcem
- Gita Hrušková-Vágnerová (Kateřina Kalendová) – dcera Lucie Vágnerové a jejího bývalého manžela Tomáše Hrušky
- Běta Vágnerová – dcera Lucie Vágnerové a Darka Vágnera
- Monika Sládková (Pavla Dostálová) – barmanka U Čerta
- Mikuláš Mázl (Jakub Jenčík) – syn Magdy a Čestmíra Mázlových a bratr Jakuba Mázla
- Magdička Mázlová (Sára Slaninová) – dcera Jakuba Mázla a jeho bývalé přítelkyně Lindy Kalinové
- Benjamin Rytíř (Matyáš Feszanicz) – nečekaný syn doktorů Karla Rytíře a Aleny Mázlové (exmanželé)
- Filip Hanák (Adam Vojtek) – syn doktora Hanáka a Gábiny Šímové
- Verunka Hanáková – dcera doktora Hanáka a Zity Hanákové
- MUDr. Táňa Márová (Markéta Děrgelová) – chirurg a pediatr, expřítelkyně Michala, teď chodí s Leošem, zastupuje Bibi Márovou, momentálně na mateřské
- Pavel (Bodulínek) Mára – Leoš a Táňa ho adoptovali
- Klára Zachová, DiS. (Agáta Červinková) – bývalá zdravotní sestra dětského urgentního příjmu, miluje Dana
- kpt. Bc. Josef Rada (Svatopluk Schuller) – vrchní komisař kamenické policie, šéf oddělení
- kpt. MUDr. Sandra Hájková (Sarah Haváčová) – komisařka kamenické policie, dříve doktorka na chirurgii
- MUDr. Brigita „Bibi“ Márová (Marika Šoposká) – pediatr a manželka Patrika Máry, musela odletět do USA
- Ondřej Berkovec (Jiří Böhm) – medik na chirurgii, který odešel z nemocnice kvůli tomu, že se zamiloval do Aleny Mázlové
- doc. MUDr. Ivana Berkovcová (Jitka Asterová) – uroložka z Prahy, maminka medika Ondry Berkovce
- Lívia Polovčáková (Zdena Studenková) – maminka Braňa Polovčáka a Michala Rennera, psychicky labilní, mstí se Hanákovým a Kratochvílovým za smrt syna MUDr. Michala Rennera, otravila Filipa Hanáka a unesla Verunku Hanákovou kterou chtěla taky otrávit, v díle 1111 zatčena a převezena na psychiatrii
- Iveta Pánková (Kateřina Brožová) – majitelka food trucku, podivínka
- MUDr. Vladimír Zach (Luboš Veselý) – otec Dana a internista z Prahy, je v radě nemocnice Kamenice
- Danuše Zachová – maminka Dana
- Felix Stránský (Antonio Šoposký) – kamarád Johanky a hudebník
- Štěpán (Vojtěch Drahokoupil) – kamarád Felixe a Johanky a hudebník
- Max (Jordan Haj) – kamarád Felixe a Johanky a hudebník
- Kamil (Martin Schreiner) – kamarád Felixe a Johanky a hudebník
- MUDr. Miloslav Bobeš – psycholog Čestmíra Mázla
- Alexandra Brabencová (Karolína Krézlová) – pacientka na chirurgii
- Tomáš Kudrna – pacient na dětským
- guru Karel Malina (Aleš Háma) – guru
- Ing. Miloš Zeman – prezident ČR, spadl o koberec
- Ing. Karel Štěpánek – zástupce kancléře prezidenta ČR
- prof. MUDr. Slavomír Žežulka, CSc. – bývalý emeritní proděkan lékařské fakulty, kde učil Bohdana Švarce
- Marcela Žežulková – manželka prof. Žežulky
- Jiří Tůma – kuchař v baru U Čerta
- por. Mgr. Soňa Šachlová  (Veronika Bellová) – bývalá komisařka kamenické policie, odešla do Hradce, vrací se aby se pomstila Vojtovi a Radce Kratochvílovým
- Samuel (Sam) Trojan (Petr Havránek) – známý influencer
- Jana (Vendula Hlásková) – teta Felixe Stránského

### Léto-Podzim 2023

#### Zaměstnanci nemocnice
- MUDr. Darina Márová (Mahulena Bočanová) – generální a finanční ředitelka nemocnice, exmanželka Leoše Máry a matka Patrika Máry
- prof. MUDr. Eduard Valšík (Petr Štěpánek) – ředitel nemocnice opět od dílu 1014, pediatr a chirurg, šéflékař dětského urgentu, kde pracuje i jako pediatr
- prim. doc. MUDr. Leoš Mára (Robert Jašków) –  primář chirurgie opět od dílu 1094, chirurg, otec Patrika Máry a manžel Táni
- MUDr. David Suchý (Jan Čenský) – bývalý primář chirurgie, zástupce primáře a chirurg, manžel Zdeny Suché
- MUDr. Zdena Suchá (Dana Morávková) – chirurg a cévní chirurg, druhý zástupce primáře, manželka Davida Suchého
- MUDr. Vojtěch Kratochvíl (Ivan Lupták) – mladý chirurg, manžel Radky Kratochvílové
- MUDr. Patrik Mára (Patrik Děrgel) – bývalý ředitel nemocnice, velmi zkušený chirurg a pediatr, syn primáře Leoše Máry, bývalý manžel Táni Márové, manžel Bibi Márové
- MUDr. Jáchym Kalina (Lukáš Hejlík) – chirurg, plastický chirurg a traumatolog, školí mediky, exmanžel Evy
- MUDr. Ondřej Berkovec (Jiří Böhm) – mladý lékař na chirurgii, zamiloval se do Aleny Mázlové
- MUDr. Bianka (Bohunka) Kaštánková (Rosalie Malinská) – mladá lékařka na chirurgii, do 18 let se jmenovala Bohunka, bývalá modelka, její rodiče jsou z Moravy
- MUDr. Dominika Vaňková (Tereza Těžká) – mladá lékařka na chirurgii
- MUDr. Bohdan Švarc (Martin Zounar) – opět chirurg, bývalý primář chirurgie, neudělal zkoušku, ale dostal třetí šanci, přítel Dariny a pracoval chvíli v nemocnici jako sanitář
- MUDr. Valerie Vlčková (Veronika Lapková) – nová ambiciózní lékařka na chirurgii, specialistka na prenatální chirurgii
- prim. MUDr. Martin Brabec (Pavel Řezníček) – gynekolog a bývalý primář, zastupující primář od dílu 1046, přítel Lucie
- MUDr. Jakub Mázl (Ladislav Ondřej) – mladý lékař a syn Mázla
- MUDr. Čestmír Mázl (Petr Rychlý) – gynekolog, otec čtyř dětí, přítel Ivety Pánkové
- Bc. Eva Kalinová (Patricie Pagáčová) – vrchní sestra na chirurgii, exmanželka Jáchyma Kaliny, teď chodí s Vilíkem
- Bc. Vilém Brouček (Roman Štabrňák) – zdravotní bratr na chirurgii, chodí s Evou
- Tien Nguyen, DiS. (Ha Thanh Špetlíková) – sestra na chirurgii
- Lada Hrůzová, DiS. (Hana Kusnjerová) – sestra na chirurgii a manželka Standy Patočky
- Johana Fajmonová, DiS. (Sabina Rojková) –  zdravotní sestra na chirurgii a biologická sestra Evy Kalinové
- Kristýna Medková, DiS. (Klára Tomanová) –  zdravotní sestra na gynekologii
- Soňa Nováková, DiS. (Natálie Otáhalová) –  zdravotní sestra na sále
- Ludvík Hečko (Zdeněk Godla) – sanitář na chirurgii a nevlastní bratr Švarce
- prim. MUDr. Běla Valšíková (Zlata Adamovská) – primářka dětského oddělení a dětského urgentního příjmu Nemocnice Kamenice, pediatr a manželka Eduarda Valšíka
- MUDr. Daniel Zach (Robert Urban) – doktor na dětském urgentním příjmu, chirurg a pediatr, bývalý spolužák Patrika Máry
- MUDr. Brigita „Bibi“ Márová (Marika Šoposká) – pediatr a manželka Patrika Máry
- MUDr. Táňa Márová (Markéta Děrgelová) – chirurg a pediatr, manželka Leoše, na částečný úvazek
- Bc. Alžběta „Babeta“ Hessová (Bára Štěpánová) – vrchní sestra dětského urgentního příjmu, bývalá zástupkyně vrchní sestry na chirurgii
- Bc. Radka Kratochvílová (Anna Slováčková) – zdravotní sestra na chirurgii a dětském urgentu
- Klára Zachová, DiS. (Agáta Červinková) – zdravotní sestra na dětském urgentu, manželka Dana Zacha
- MUDr. Zita Hanáková (Jana Holcová) – vedoucí záchranné služby v Kamenici, lékařka, manželka Petra Hanáka, má roční dítě s Hanákem, je na mateřské a má půl úvazek na záchrance
- MUDr. Petr Hanák (Radim Fiala) – lékař na záchrance a na chirurgii, zastupující šéf záchranky, manžel Zity Hanákové
- MUDr. Ota Kovář (Martin Stránský) – lékař na záchranné službě Kamenice, bývalý primář chirurgie a chirurg, bývalý pediatr v Růžovce
- MUDr. Marek Doležal (Štěpán Benoni) – lékař na záchrance, má syna Tobiáše s Erikou
- Šimon Malý, DiS. (Šimon Pliska) – zdravotník na záchranné službě Kamenice
- Bc. Stanislav „Standa“ Patočka (Jakub Šlégr) – hlavní dispečer záchranné služby Kamenice, přítel Lady Hrůzové
- Mgr. Jarmila Kočková, Ph.D. (Jana Paulová) – psycholožka, matka Aleny Mázlové, babička Emy Rytířové
- Mgr. Roman Kříž (Tomáš Krejčíř) – psycholog
- Barbora Valentová (Lucie Valenová) – bufetářka

#### Ostatní postavy
- Lucie Vágnerová (Ivana Jirešová) – exmanželka Darka Vágnera, majitelka baru u Čerta, chodí s doktorem Brabcem
- Gita Hrušková-Vágnerová (Kateřina Kalendová) – dcera Lucie Vágnerové a jejího bývalého manžela Tomáše Hrušky
- Běta Vágnerová – dcera Lucie Vágnerové a Darka Vágnera
- Monika Sládková (Pavla Dostálová) – barmanka U Čerta, na mateřské
- Mikuláš Mázl (Jakub Jenčík) – syn Magdy a Čestmíra Mázlových a bratr Jakuba Mázla
- Magdaléna Mázlová (Sára Slaninová) – dcera Jakuba Mázla a jeho bývalé přítelkyně Lindy Kalinové
- Benjamin Rytíř (Matyáš Feszanicz) – nečekaný syn doktorů Karla Rytíře a Aleny Mázlové (exmanželé)
- Filip Hanák (Adam Vojtek) – syn doktora Hanáka a Gábiny Šímové
- Verunka Hanáková – dcera doktora Hanáka a Zity Hanákové
- Antonín (Tonda) Suchý (Tomas Sean Pšenička) – adoptovaný syn doktorů Suchých
- Hana (Hanička) Suchá (Luna Sofie Bauerová) – dcera doktorů Suchých
- Pavel (Budulínek) Mára – Leoš a Táňa ho adoptovali
- kpt. Bc. Josef Rada (Svatopluk Schuller) – vrchní komisař kamenické policie, šéf oddělení
- kpt. MUDr. Sandra Hájková (Sarah Haváčová) – komisařka kamenické policie, dříve doktorka na chirurgii
- Iveta Pánková (Kateřina Brožová) majitelka food trucku, přítelkyně Čestmíra Mázla
- Andrej (Andy) Bureš (Jan Slovák) – přítel Jarmily Kockové, podvodník jménem Heinrich Král
- JUDr. Jaroslav Zálešák (Jaroslav Matějka) – právník, v minulosti dostal za ublížení na zdraví a únos sestry Tien 10 let, propuštěn v půlce trestu, nyní obhajuje Kláru Zachovou která je podezřelá z napadení
- Helena Slivoňová (Dana Syslová) – pacientka na chirurgii, trpí stařeckou demencí
- kpt. Bc. Aleš Kvapil (Radúz Mácha) – velitel zásahovky a policista, líbí se mu Bibi Márová
- Robin Dvořák (Maxmilián Kocek) – přítel Tondy Suchého
- Pavel Hron – majitel firmy Havis, bratr Krejčíkové, která ho zabila
- Ladislav Krejčík – radní v Kamenici a přítel Kláry Zachové, manžel Krejčíkové
- Karolína Krejčíková – pracuje na úřadě v Kamenici, manželka Krejčíka, zabila bratra Hrona

### Jaro 2024

#### Zaměstnanci nemocnice
- MUDr. Darina Márová (Mahulena Bočanová) – generální a finanční ředitelka nemocnice, exmanželka Leoše Máry a matka Patrika Máry
- prof. MUDr. Eduard Valšík (Petr Štěpánek) – ředitel nemocnice opět od dílu 1014, pediatr a chirurg, šéflékař dětského urgentu, kde pracuje i jako pediatr
- prim. doc. MUDr. Leoš Mára (Robert Jašków) –  primář chirurgie a urgentního příjmu pro dospělé opět od dílu 1094, chirurg, otec Patrika Máry a manžel Táni
- MUDr. David Suchý (Jan Čenský) – bývalý primář chirurgie, zástupce primáře a chirurg, manžel Zdeny Suché
- MUDr. Zdena Suchá (Dana Morávková) – chirurg a cévní chirurg, druhý zástupce primáře, manželka Davida Suchého
- MUDr. Vojtěch Kratochvíl (Ivan Lupták) – chirurg, manžel Radky Kratochvílové
- MUDr. Patrik Mára (Patrik Děrgel) – bývalý ředitel nemocnice, velmi zkušený chirurg a pediatr, syn primáře Leoše Máry, bývalý manžel Táni Márové a Bibi Márové
- MUDr. Jáchym Kalina (Lukáš Hejlík) – chirurg, plastický chirurg a traumatolog, školí mediky, exmanžel Evy
- MUDr. Ondřej Berkovec (Jiří Böhm) – mladý lékař na chirurgii, zamiloval se do Aleny Mázlové
- MUDr. Bianka (Bohunka) Kaštánková (Rosalie Malinská) – mladá lékařka na chirurgii, do 18 let se jmenovala Bohunka, bývalá modelka, její rodiče jsou z Moravy
- MUDr. Dominika Vaňková (Tereza Těžká) – mladá lékařka na chirurgii,přítelkyně Marka Doležala, odešla z Kamenice
- MUDr. Bohdan Švarc (Martin Zounar) – chirurg, bývalý primář chirurgie, přítel a snoubenec Dariny
- prim. MUDr. Martin Brabec (Pavel Řezníček) – gynekolog a bývalý primář, zastupující primář od dílu 1046 a později primář gynekologie, přítel Lucie
- MUDr. Jakub Mázl (Ladislav Ondřej) – mladý lékař a syn Mázla
- MUDr. Čestmír Mázl (Petr Rychlý) – gynekolog, otec čtyř dětí, kamarád Ivety Pánkové
- MUDr. Valerie Vlčková (Veronika Lapková) – ambiciózní lékařka na gynekologii, specialistka na prenatální chirurgii
- Bc. Eva Kalinová (Patricie Pagáčová) – vrchní sestra na chirurgii, exmanželka Jáchyma Kaliny, teď chodí s Vilíkem.
- Bc. Vilém Brouček (Roman Štabrňák) – zdravotní bratr na chirurgii, chodí s Evou
- Tien Nguyen, DiS. (Ha Thanh Špetlíková) – sestra na chirurgii
- Lada Hrůzová, DiS. (Hana Kusnjerová) – sestra na chirurgii a manželka Standy Patočky
- Johana Fajmonová, DiS. (Sabina Rojková) – sestra na chirurgii a biologická sestra Evy Kalinové
- Kristýna Medková, DiS. (Klára Tomanová) –  zdravotní sestra na gynekologii
- Soňa Nováková, DiS. (Natálie Otáhalová) –  zdravotní sestra na sále
- Ludvík Hečko (Zdeněk Godla) – sanitář na chirurgii a nevlastní bratr Švarce
- prim. MUDr. Běla Valšíková (Zlata Adamovská) – primářka dětského oddělení a dětského urgentního příjmu Nemocnice Kamenice, pediatr a manželka Eduarda Valšíka
- MUDr. Táňa Márová (Markéta Děrgelová) – chirurg a pediatr, manželka Leoše, v nemocnici na částečný úvazek
- MUDr. Daniel Zach (Robert Urban) – chirurg a pediatr
- Bc. Alžběta „Babeta“ Hessová (Bára Štěpánová) – vrchní sestra dětského urgentního příjmu, bývalá zástupkyně vrchní sestry na chirurgii
- Bc. Radka Kratochvílová (Anna Slováčková) – sestra na chirurgii a dětském urgentu
- Klára Zachová, DiS. (Agáta Červinková) – sestra na dětském urgentu, exmanželka Dana Zacha
- MUDr. Brigita „Bibi“ Márová (Marika Šoposká) – nová vedoucí záchranné služby v Kamenici, pediatr a bývalá manželka Patrika Máry
- MUDr. Petr Hanák (Radim Fiala) – lékař na záchrance a na chirurgii, zástupce vedoucí záchranky, manžel Zity Hanákové
- MUDr. Ota Kovář (Martin Stránský) – lékař na záchranné službě Kamenice, bývalý primář chirurgie, chirurg a traumatolog, bývalý pediatr v Růžovce
- MUDr. Marek Doležal (Štěpán Benoni) – lékař na záchrance, má syna Tobiáše s Erikou, v díle 1138 zemřel následkem zranění hlavy, v díle 1154 se odhalilo, že ho zabil Aleš Kvapil
- kpt. MUDr. Sandra Hájková (Sarah Haváčová) – komisařka kamenické policie, dříve lékařka na chirurgii, nyní přešla na půl úvazku na záchranku kvůli kamarádce Bibi
- MUDr. Zita Hanáková (Jana Holcová) – bývalá vedoucí záchranné služby v Kamenici, lékařka urgentní medicíny, manželka Petra Hanáka, má s ním dítě, je na mateřské a na půl úvazku pracuje na záchrance
- Šimon Malý, DiS. (Šimon Pliska) – zdravotník na záchranné službě Kamenice
- Bc. Stanislav „Standa“ Patočka (Jakub Šlégr) – hlavní dispečer záchranné služby Kamenice, manžel Lady Hrůzové
- Mgr. Jarmila Kočková, Ph.D. (Jana Paulová) – psycholožka, matka Aleny Mázlové, babička Emy Rytířové, Bena a  nevlastní babička dětí Mázla
- Barbora Valentová (Lucie Valenová) – bufetářka

#### Ostatní postavy
- Lucie Vágnerová (Ivana Jirešová) – exmanželka Darka Vágnera, majitelka baru u Čerta, chodí s doktorem Brabcem
- Gita Hrušková-Vágnerová (Kateřina Kalendová) – dcera Lucie Vágnerové a jejího bývalého manžela Tomáše Hrušky
- Běta Vágnerová – dcera Lucie Vágnerové a Darka Vágnera
- Monika Sládková (Pavla Dostálová) – barmanka U Čerta, na mateřské
- Mikuláš Mázl (Jakub Jenčík) – syn Magdy a Čestmíra Mázlových a bratr Jakuba Mázla
- Magdaléna Mázlová (Sára Slaninová) – dcera Jakuba Mázla a jeho bývalé přítelkyně Lindy Kalinové
- Benjamin Rytíř (Matyáš Feszanicz) – nečekaný syn doktorů Karla Rytíře a Aleny Mázlové (exmanželé)
- Filip Hanák (Adam Vojtek) – syn doktora Hanáka a Gábiny Šímové
- Verunka Hanáková – dcera doktora Hanáka a Zity Hanákové
- Antonín (Tonda) Suchý (Tomas Sean Pšenička) – adoptovaný syn Zdeny a Davida Suchých
- Hana (Hanička) Suchá (Luna Sofie Bauerová) – dcera Zdeny a Davida Suchých
- Sofie Suchá – dcera Davida a Valérie
- Robin Dvořák (Maxmilián Kocek) – přítel Tondy Suchého
- Pavel (Budulínek) Mára – adoptovaný syn Leoše a Táni
- kpt. Bc. Josef Rada (Svatopluk Schuller) – vrchní komisař kamenické policie, šéf oddělení
- kpt. Bc. Aleš Kvapil (Radúz Mácha) – velitel zásahovky, policista, spolupracuje s mafii, v díle 1154 zatčen a nyní ve vězení
- kpt. Bc. Petr Janák (Vojtěch Efler) – komisař hradecké kriminálky
- Helga Švarcová (Martina Randová) – exmanželka Bohdana Švarce, vrací se po dvou letech
- Ing. Milan Švarc (Pavel Nečas) – bývalý hejtman, bratr Bohdana a nevlastní bratr Ludvíka Hečka, vrací se po dvou letech společně s Heluš
- Hugo Švarc (Matyáš Svoboda) – syn Bohdana Švarce
- Anna-Marie Veselá (Anna Dvořáková) – přítelkyně Huga Švarce
- doc. MUDr. Vladimír Pusenský (Milan Bahúl) – chirurg a učitel na fakultě, vrací se po 14 letech do Kamenice
- Ricky Kováč (Adam Bardy) – trenér, kterého povolá Darina, hasič s impozantním tělem a velkým sebevědomím
- Bc. Klaudie Petráňová (Iva Pazderková) - trenérka a zdravotní sestra, expartnerka Rickyho
- prof. doc. MUDr. Dr. Dita Schmidt (Eva Přibylová) - vedoucí lékařka švýcarské kliniky
- Lukáš Bursík (Vojtěch Vovesný) - známý Marka Doležala a Bibi Márové

### Léto a Podzim 2024

#### Zaměstnanci nemocnice
- MUDr. Darina Márová (Mahulena Bočanová) generální a finanční ředitelka nemocnice Kamenice, bývalá manželka MUDr. Leoše Máry, matka MUDr. Patrika Máry, snoubenka MUDr. Bohdana Švarce
- prof. MUDr. Eduard Valšík (Petr Štěpánek) – ředitel nemocnice Kamenice, pediatr a chirurg, manžel prim. MUDr. Běly Valšíkové, otec MUDr. Terezy Valšíkové, dědeček Alžběty Benešové a bratr Jindřicha Valšíka
- prim. doc. MUDr. Leoš Mára (Robert Jašków) – primář chirurgie a urgentního příjmu pro dospělé, chirurg, otec MUDr. Patrika Máry a manžel MUDr. Taťány Márové
- MUDr. David Suchý (Jan Čenský) – bývalý primář chirurgie, zástupce primáře a chirurg, manžel MUDr. Zdeny Suché, bývalý přítel doktorky MUDr. Valerie Vlčkové, otec Maxe, Antonína a Hany Suchých a Sofie Suché
- MUDr. Zdena Suchá (Dana Morávková) – chirurg a cévní chirurg, druhý zástupce primáře, manželka MUDr. Davida Suchého, matka Antonína a Hany Suchých, pomáhá svému manželovi s péčí o nemanželskou dceru Sofii Vlčkovou
- MUDr. Vojtěch Kratochvíl (Ivan Lupták) – chirurg, manžel zdravotní sestry Bc. Radky Kratochvílové
- MUDr. Patrik Mára (Patrik Děrgel) – bývalý ředitel nemocnice Kamenice, chirurg a pediatr, syn MUDr. Leoše Máry a MUDr. Dariny Márové, bývalý manžel MUDr. Taťány Márové a MUDr. Brigity Márové, partner zdravotní sestry Johany Fajmonové, nevlastní bratr Pavla Máry, omylem dárce spermatu a otec dítěte, které čeká jeho bývalá manželka MUDr. Brigita Márová
- MUDr. Bohdan Švarc (Martin Zounar) – chirurg, bývalý primář chirurgie, snoubenec MUDr. Dariny Márové
- MUDr. Jáchym Kalina (Lukáš Hejlík) – chirurg, plastický chirurg a traumatolog, školí mediky, bývalý manžel vrchní sestry Bc. Evy Kalinové, strýc Magdaleny Mázlové
- MUDr. Ondřej Berkovec (Jiří Böhm) – chirurg, bývalý přítel MUDr. Aleny Mázlové
- MUDr. Bianka (Bohunka) Kaštánková (Rosalie Malinská) – chirurg, bývalá milenka MUDr. Jáchyma Kaliny
- Bc. Eva Kalinová (Patricie Pagáčová) – vrchní sestra na chirurgii, bývalá manželka MUDr. Jáchyma Kaliny, partnerka zdravotního bratra Bc. Viléma Broučka, sestra zdravotní sestry Johany Fajmonové
- Bc. Vilém Brouček (Roman Štabrňák) – zdravotní bratr na chirurgii, partner vrchní sestry Bc. Evy Kalinové
- Tien Nguyen, DiS. (Ha Thanh Špetlíková) – zdravotní sestra na chirurgii
- Lada Hrůzová, DiS. (Hana Kusnjerová) – zdravotní sestra na chirurgii a manželka záchranáře Bc. Stanislava Patočky
- Johana Fajmonová, DiS. (Sabina Rojková) – zdravotní sestra na chirurgii, partnerka MUDr. Patrika Máry, sestra Bc. Evy Kalinové
- Soňa Nováková, DiS. (Natálie Otáhalová) –  zdravotní sestra na sále a na chirurgii, milenka MUDr. Daniela Zacha a MUDr. Jáchyma Kaliny
- Ludvík Hečko (Zdeněk Godla) – sanitář na chirurgii a polorodý bratr MUDr. Bohdana Švarce
- Antonín Suchý (Tomas Sean Pšenička) – adoptovaný syn MUDr. Zdeny Suché a MUDr. Davida Suchého, maturant a sanitář
- prim. MUDr. Martin Brabec (Pavel Řezníček) – primář gynekologie, přítel Lucie Vágnerové
- MUDr. Čestmír Mázl (Petr Rychlý) – gynekolog, otec Nadi, Jakuba a Mikuláše Mázlových, bývalý manžel MUDr. Aleny Mázlové s kterou vychovával nemanželské děti Emu a Benjamina Rytíře, dědeček Magdaleny Mázlové, přítel Ivety Pánkové
- MUDr. Jakub Mázl (Ladislav Ondřej) – gynekolog, syn MUDr. Čestmíra Mázla, otec Magdaleny Mázlové
- Kristýna Medková, DiS. (Klára Tomanová) –  zdravotní sestra na gynekologii
- MUDr. Zita Hanáková (Jana Holcová) – vedoucí záchranné služby v nemocnici Kamenici, manželka MUDr. Petra Hanáka, matka Veroniky Hanákové a nevlastní matka Filipa Hanáka
- MUDr. Brigita „Bibi“ Márová (Marika Šoposká) – zástupce vedoucí záchranné služby v nemocnici Kamenici, pediatr a bývalá manželka MUDr. Patrika Máry, se kterým omylem čeká dítě na IVF, začne randit s trenérem Ricky Kováčem
- MUDr. Petr Hanák (Radim Fiala) – lékař na záchrance nemocnice Kamenice, chirurg, manžel MUDr. Zity Hanákové, otec Filipa a Veroniky Hanákových, bývalý manžel Gabriely Hanákové
- MUDr. Ota Kovář (Martin Stránský) – lékař na záchranné službě nemocnice Kamenice, bývalý primář chirurgie, chirurg a traumatolog, bývalý pediatr v Růžovce a bývalý praktik v Počátkách, otec Michaely Kovářové
- Šimon Malý, DiS. (Šimon Pliska) – zdravotník na záchranné službě nemocnice Kamenice
- prim. MUDr. Běla Valšíková (Zlata Adamovská) – primářka dětského oddělení a dětského urgentního příjmu nemocnice Kamenice, pediatr a manželka Eduarda Valšíka, matka Hynka Páleníka
- MUDr. Taťána Márová (Markéta Děrgelová) – chirurg a pediatr, vedoucí lékařka na prenatální chirurgii, manželka MUDr. Leoše Máry, adoptivní matka Pavla Máry
- MUDr. Daniel Zach (Robert Urban) – chirurg a pediatr, manžel zdravotní sestry Bc. Kláry Zachové
- MUDr. Pavel (Kráťa) Kratochvíl (Martin Dejdar) – pediatr, nemocniční klaun, otec MUDr. Vojtěcha Kratochvíla
- Bc. Alžběta „Babeta“ Hessová (Bára Štěpánová) – vrchní sestra dětského urgentního příjmu
- Bc. Radka Kratochvílová (Anna Slováčková) – sestra na chirurgii a dětském urgentu, manželka MUDr. Vojtěcha Kratochvíla
- Klára Zachová, DiS. (Agáta Červinková) – sestra na dětském urgentu, manželka MUDr. Daniela Zacha
- Bc. Stanislav „Standa“ Patočka (Jakub Šlégr) – hlavní dispečer záchranné služby Kamenice, manžel zdr. sestry Lady Hrůzové
- Mgr. Jarmila Kočková, Ph.D. (Jana Paulová) – psycholožka, matka MUDr. Aleny Mázlové, babička Emy a Benjamína Rytířových
- MUDr. Josef Široký (Jiří Bábek) – anesteziolog na sále
- Barbora Valentová (Lucie Valenová) – bufetářka

#### Ostatní postavy
- Bc. Klaudie Petráňová (Iva Pazderková) - trenérka a zdravotní sestra na IVF klinice v Hradci, bývalá manželka Rickyho Kováče
- Jana (Táňa Malíková) - zdravotní sestra na IVF klinice v Hradci, nejlepší kamarádka Klaudie
- Ricky Kováč (Adam Bardy) – trenér, bývalý manžel Klaudie Procházkové, začne randit s MUDr. Brigitou ''Bibi'' Márovou
- Lucie Vágnerová (Ivana Jirešová) – partnerka prim. MUDr. Martina Brabce, bývalá manželka MUDr. Tomáše Hrušky a MUDr. Darka Vágnera, matka Gity Hruškové Vágnerové a Běty Vágnerové, majitelka baru u Čerta
- Gita Hrušková Vágnerová (Kateřina Kalendová) – dcera Lucie Vágnerové a MUDr. Tomáše Hrušky
- Běta Vágnerová – dcera Lucie Vágnerové a MUDr. Darka Vágnera
- Mikuláš Mázl (Jakub Jenčík) – syn MUDr. Čestmíra Mázla a MUDr. Magdaleny Mázlové, bratr MUDr. Jakuba Mázla a Nadi, nevlastní bratr Benjamina Rytíře, strýc Magdaleny Mázlové, školák
- Magdaléna Mázlová (Sára Slaninová) – dcera MUDr. Jakuba Mázla a Lindy Kalinové, vnučka MUDr. Čestmíra Mázla a MUDr. Magdaleny Mázlové, neteř MUDr. Jáchyma Kaliny
- Antonín Suchý (Tomas Sean Pšenička) – adoptovaný syn MUDr. Zdeny Suché a MUDr. Davida Suchého
- Hana Suchá (Luna Sofie Bauerová) – dcera MUDr. Zdeny Suché a MUDr. Davida Suchého, polorodá sestra Sofie Vlčkové
- Sofie Suchá – dcera MUDr. Davida Suchého a MUDr. Valérie Vlčkové, nyní v péči otce a MUDr. Zdeny Suché
- Robin Dvořák (Maxmilián Kocek) – přítel Tondy Suchého, bude studovat v USA
- Monika Sládková (Pavla Dostálová) – barmanka U Čerta
- Filip Hanák (Adam Vojtek) – syn MUDr. Petra Hanáka a Gabriely Hanákové ( roz. Šímové ), polorodý bratr Veroniky Hanákové
- Veronika Hanáková – dcera MUDr. Petra Hanáka a MUDr. Zity Hanákové, polorodá sestra Filipa Hanáka
- Pavel ''Budulínek'' Mára – adoptovaný syn MUDr. Leoše Máry a MUDr. Taťány Márové, nevlastní bratr MUDr. Patrika Máry
- kpt. Bc. Josef Rada (Svatopluk Schuller) – vrchní komisař kamenické policie, šéf oddělení
- por. MUDr. Sandra Hájková (Sarah Haváčová) – komisařka kamenické policie, dříve lékařka na chirurgii a na záchrance
- Marek Hofbauer (Stanislav Majer) – pacient na chirurgii, který chtěl randit s MUDr. Brigitou Márovou
- Kamil Verner – pacient na chirurgii se schizofrenií
- MUDr. Vladimír Zach (Luboš Veselý) – chirurg v Hradecké nemocnici, otec MUDr. Daniela Zacha, tchán Bc. Kláry Zachové
- JUDr. Zuzana Fabiánová – právnička Bc. Kláry Zachové
- JUDr. Jaroslav Zálešák (Jaroslav Matějka) – právník MUDr. Daniela Zacha
- Dagmar Kratochvílová (Nela Boudová) – sexuální koučka a matka MUDr. Vojtěcha Kratochvíla
- Mgr. Lukáš Kutnar (Daniel Krejčík) – právník a pacient na chirurgii, začne randit s Antonínem Suchým
- MUDr. Valerie Vlčková (Veronika Lapková) – gynekoložka, specialistka na prenatální chirurgii, bývalá milenka MUDr. Davida Suchého, matka Sofie Vlčkové, momentálně na klinice ve Švýcarsku, vrací se zpět kvůli dceři Sofii
- Mgr. Cyril Maršálek – píše posuzek na doktorku Vlčkovou
- JUDr. Jiří Zahrádka – advokát doktorky Vlčkové

### Zima a Jaro 2025

#### Zaměstnanci nemocnice
- prof. MUDr. Eduard Valšík (Petr Štěpánek) – ředitel nemocnice Kamenice, pediatr a chirurg, manžel prim. MUDr. Běly Valšíkové, otec MUDr. Terezy Valšíkové, dědeček Alžběty Benešové a bratr Jindřicha Valšíka
- prim. MUDr. Darina Švarcová (Mahulena Bočanová) – primářka chirurgie, generální a finanční ředitelka nemocnice Kamenice, matka MUDr. Patrika Máry, manželka MUDr. Bohdana Švarce, babička Jindřišky Márové, tchyně Bc. Johany Fajmonové, bývalá manželka MUDr. Leoše Máry
- MUDr. David Suchý (Jan Čenský) – zástupce primáře a chirurg, manžel MUDr. Zdeny Suché, bývalý přítel doktorky MUDr. Valerie Vlčkové, otec Maxe, Antonína a Hany Suchých a nemanželské dcery Sofie Vlčkové
- doc. MUDr. Leoš Mára (Robert Jašków) – bývalý primář chirurgie a urgentního příjmu pro dospělé, chirurg, otec MUDr. Patrika Máry a adoptivní otec Pavla Máry, manžel MUDr. Taťány Márové
- MUDr. Vojtěch Kratochvíl (Ivan Lupták) – chirurg, druhý zástupce primáře, manžel zdravotní sestry Bc. Radky Kratochvílové
- MUDr. Zdena Suchá (Dana Morávková) – chirurg a cévní chirurg, manželka MUDr. Davida Suchého, matka Antonína a Hany Suchých, nevlastní matka Sofie Vlčkové
- MUDr. Patrik Mára (Patrik Děrgel) – bývalý ředitel nemocnice Kamenice, chirurg a pediatr, syn MUDr. Leoše Máry a MUDr. Dariny Švarcové, bývalý manžel MUDr. Taťány Márové a MUDr. Brigity Márové, snoubenec zdravotní sestry Johany Fajmonové, nevlastní bratr Pavla Máry, otec Jindřišky Márové
- MUDr. Bohdan Švarc (Martin Zounar) – chirurg, bývalý primář chirurgie, manžel MUDr. Dariny Márové
- MUDr. Jáchym Kalina (Lukáš Hejlík) – chirurg, plastický chirurg a traumatolog, školí mediky, bývalý manžel vrchní sestry Bc. Evy Kalinové, strýc Magdaleny Mázlové
- MUDr. Ondřej Berkovec (Jiří Böhm) – chirurg, bývalý přítel MUDr. Aleny Mázlové
- MUDr. Bianka (Bohunka) Kaštánková (Rosalie Malinská) – chirurg, bývalá milenka MUDr. Jáchyma Kaliny
- MUDr. Jan Kráčmera (Jiří Bábek) – anesteziolog na chirurgii a chirurg
- Bc. Klaudie Petráňová (Iva Pazderková) - vrchní sestra na chirurgii, trenérka a bývalá zdravotní sestra na IVF klinice v Hradci, bývalá manželka Rickyho Kováče
- Bc. Eva Kalinová (Patricie Pagáčová) – zástupce vrchní sestry na chirurgii, bývalá manželka MUDr. Jáchyma Kaliny, partnerka Bc. Viléma Broučka, sestra zdravotní sestry Johany Fajmonové, nevlastní teta Jindřišky Márové
- Bc. Vilém Brouček (Roman Štabrňák) – zdravotní bratr na chirurgii, partner Bc. Evy Kalinové, nevlastní strýc Jindřišky Márové
- Tien Nguyen, DiS. (Ha Thanh Špetlíková) – zdravotní sestra na chirurgii
- Lada Hrůzová, DiS. (Hana Kusnjerová) – zdravotní sestra na chirurgii a manželka Bc. Stanislava Patočky, máma Amálie
- Johana Fajmonová, DiS. (Sabina Rojková) – zdravotní sestra na chirurgii, partnerka MUDr. Patrika Máry, sestra Bc. Evy Kalinové, nevlastní matka Jindřišky Márové, švagrová Bc. Viléma Broučka
- Soňa Nováková, DiS. (Natálie Otáhalová) – zdravotní sestra na sále a na chirurgii, milenka MUDr. Daniela Zacha
- Ludvík Hečko (Zdeněk Godla) – sanitář na chirurgii a polorodý bratr MUDr. Bohdana Švarce, hlavní sanitář
- Antonín Suchý (Tomas Sean Pšenička) – sanitář na chirurgii, student medicíny, adoptovaný syn MUDr. Zdeny Suché a MUDr. Davida Suchého, nevlastní bratr Hany Suché a Sofie Vlčkové, partner Lukáše
- Felix Stránský (Antonio Šoposki) – sanitář na chirurgii, hudebník, kamarád Bc. Johany Fajmonové
- Hugo Švarc (Matyáš Svoboda) – sanitář na chirurgii, syn MUDr. Bohdana Švarce a nevlastní syn prim. MUDr. Dariny Švarcové, nevlastní bratr MUDr. Patrika Máry, nevlastní strýc Jindřišky Márové, přítel Anny Marie Veselé
- MUDr. Taťána Márová (Markéta Děrgelová) – chirurg a pediatr, vedoucí lékařka na prenatální chirurgii, manželka MUDr. Leoše Máry, adoptivní matka Pavla Máry, nevlastní matka a bývalá manželka MUDr. Patrika Máry, nevlastní babička Jindřišky Márové
- prim. MUDr. Martin Brabec (Pavel Řezníček) – primář gynekologie, přítel Lucie Vágnerové, nevlastní otec Gity a Bětky Vágnerové
- MUDr. Čestmír Mázl (Petr Rychlý) – gynekolog, otec Nadi, Jakuba a Mikuláše Mázlových, bývalý manžel MUDr. Aleny Mázlové s kterou vychovával nemanželské děti Emu a Benjamina Rytíře, dědeček Magdaleny Mázlové, kamarád Ivety Pánkové
- MUDr. Jakub Mázl (Ladislav Ondřej) – gynekolog, syn MUDr. Čestmíra Mázla, otec Magdaleny Mázlové, bratr Nadi a Mikuláše
- MUDr. Valerie Vlčková (Veronika Lapková) – gynekoložka, specialistka na prenatální chirurgii, bývalá milenka MUDr. Davida Suchého, matka Sofie Vlčkové
- MUDr. Kamila Váchová (Linda Rybová) – gynekoložka ( vrátila se z Prahy ), bývalá zdravotní sestra, manželka Václava, matka Martina, Pavlíny a Eliáše, milenka MUDr. Michala Šebka, kamarádka MUDr. Čestmíra Mázla a Lucie Vágnerové
- MUDr. Michal Šebek (Roman Zach) – gynekolog, otec dvojčat, manžel Bc. Ani Stárkové, milenec MUDr. Kamily Váchové
- Bc. Aňa Stárková (Zuzana Zlatohlávková) – zdravotní sestra na gynekologii, manželka MUDr. Michala Šebka
- Bc. Julie Nováková, DiS. (Sára Milfajtová) – zdravotní sestra na gynekologii
- Kristýna Medková, DiS. (Klára Tomanová) –  zdravotní sestra na gynekologii
- MUDr. Zita Hanáková (Jana Holcová) – vedoucí záchranné služby v nemocnici Kamenici, manželka MUDr. Petra Hanáka, matka Veroniky Hanákové a nevlastní matka Filipa Hanáka
- MUDr. Petr Hanák (Radim Fiala) – lékař na záchrance nemocnice Kamenice, chirurg, manžel MUDr. Zity Hanákové, otec Filipa a Veroniky Hanákových, bývalý manžel Bc. Gabriely Hanákové
- MUDr. Ota Kovář (Martin Stránský) – lékař na záchranné službě nemocnice Kamenice, bývalý primář chirurgie, chirurg a traumatolog, bývalý pediatr v Růžovce a bývalý praktik v Počátkách, otec Michaely Kovářové
- Šimon Malý, DiS. (Šimon Pliska) – zdravotník na záchranné službě nemocnice Kamenice
- prim. MUDr. Běla Valšíková (Zlata Adamovská) – primářka dětského oddělení a dětského urgentního příjmu nemocnice Kamenice, pediatr, manželka Eduarda Valšíka, matka Hynka Páleníka, švagrová Jindřicha Valšíka, nevlastní matka MUDr. Terezy Valšíkové, nevlastní babička Alžběty Benešové
- MUDr. Daniel Zach (Robert Urban) – chirurg a pediatr, manžel zdravotní sestry Bc. Kláry Zachové
- MUDr. Pavel (Kráťa) Kratochvíl (Martin Dejdar) – pediatr, nemocniční klaun, otec MUDr. Vojtěcha Kratochvíla
- Bc. Alžběta „Babeta“ Hessová (Bára Štěpánová) – vrchní sestra dětského urgentního příjmu
- Bc. Radka Kratochvílová (Anna Slováčková) – sestra na chirurgii a dětském urgentu, manželka MUDr. Vojtěcha Kratochvíla
- Bc. Stanislav „Standa“ Patočka (Jakub Šlégr) – hlavní dispečer záchranné služby Kamenice, manžel zdr. sestry Lady Hrůzové
- Mgr. Jarmila Kočková, Ph.D. (Jana Paulová) – psycholožka, matka MUDr. Aleny Mázlové, babička Emy a Benjamína Rytířových
- Barbora Valentová (Lucie Valenová) – bufetářka

#### Ostatní postavy
- Václav Kolář (David Matásek) – podnikatel v autobazaru, žije v Praze
- Eliáš Kolář (František Sládek) – syn Kamily a Václava
- MUDr. Brigita „Bibi“ Márová (Marika Šoposká) – lékařka na záchranné službě a v nemocnici Kamenici, pediatr, matka Jindřišky Márové, bývalá manželka MUDr. Patrika Máry
- Klára Zachová, DiS. (Agáta Červinková) – manželka MUDr. Daniela Zacha, snacha MUDr. Vladimíra Zacha a Dany Zachové
- MUDr. Adam Suk (Josef Pejchal) – chirurg a gynekolog, občas se objeví v nemocnici Kamenice
- Lucie Vágnerová (Ivana Jirešová) – partnerka prim. MUDr. Martina Brabce, bývalá manželka MUDr. Tomáše Hrušky a MUDr. Darka Vágnera, matka Gity Hruškové Vágnerové a Běty Vágnerové, majitelka baru u Čerta
- Gita Hrušková Vágnerová (Kateřina Kalendová) – dcera Lucie Vágnerové a MUDr. Tomáše Hrušky
- Běta Vágnerová – dcera Lucie Vágnerové a MUDr. Darka Vágnera
- Mikuláš Mázl (Jakub Jenčík) – syn MUDr. Čestmíra Mázla a MUDr. Magdaleny Mázlové, bratr MUDr. Jakuba Mázla a Nadi, nevlastní bratr Benjamina Rytíře, strýc Magdaleny Mázlové, školák
- Magdaléna Mázlová (Sára Slaninová) – dcera MUDr. Jakuba Mázla a Lindy Kalinové, vnučka MUDr. Čestmíra Mázla a MUDr. Magdaleny Mázlové, neteř MUDr. Jáchyma Kaliny
- Hana Suchá (Luna Sofie Bauerová) – dcera MUDr. Zdeny Suché a MUDr. Davida Suchého, polorodá sestra Sofie Vlčkové
- Sofie Vlčková – dcera MUDr. Davida Suchého a MUDr. Valérie Vlčkové, nevlastní dcera MUDr. Zdeny Suché
- Monika Sládková (Pavla Dostálová) – barmanka U Čerta, má syna
- Filip Hanák (Adam Vojtek) – syn MUDr. Petra Hanáka a Gabriely Hanákové (roz. Šímové), polorodý bratr Veroniky Hanákové
- Veronika Hanáková – dcera MUDr. Petra Hanáka a MUDr. Zity Hanákové, polorodá sestra Filipa Hanáka
- Pavel ''Budulínek'' Mára – adoptovaný syn MUDr. Leoše Máry a MUDr. Taťány Márové, nevlastní bratr MUDr. Patrika Máry
- kpt. Bc. Josef Rada (Svatopluk Schuller) – vrchní komisař kamenické policie, šéf oddělení
- por. MUDr. Sandra Hájková (Sarah Haváčová) – komisařka kamenické policie, dříve lékařka na chirurgii a na záchrance
- MUDr. Vladimír Zach (Luboš Veselý) – chirurg v Hradecké nemocnici, otec MUDr. Daniela Zacha, tchán Bc. Kláry Zachové
- Danuše Zachová (Kristýna Frejová) – matka MUDr. Daniela Zacha, manželka MUDr. Vladimíra Zacha, tchyně Bc. Kláry Zachové
- Dagmar Kratochvílová (Nela Boudová) – sexuální koučka a matka MUDr. Vojtěcha Kratochvíla
- Mgr. Lukáš Kutnar (Daniel Krejčík) – právník, přítel Antonína Suchého
- Anna Marie Veselá (Anna Dvořáková) – přítelkyně Huga Švarce, pracuje v Bistru 22
- Iveta Pánková (Kateřina Brožová) – kamarádka Čestmíra Mázla

#### Ostatní postavy, které kdysi v Ordinaci hrály:
- MUDr. Lukáš Beneš (Pavel Batěk) – chirurg, momentálně v Praze
- Kateřina Vránová, DiS. (Jana Stryková) – sestra na chirurgii, momentálně žije s Jirkou v Praze
- MUDr. Marika Lukáčová (Andrea Růžičková) – bývalá lékařka v Kamenici, žije s Honzou Sekorou v Praze
- Jirka Linhart (Adam Kraus) – sanitář, momentálně bydlí s Kateřinou Vránovou v Praze a pracuje jako grafik ve firmě
- Bc. Vendulka Čížková (Veronika Jeníková) – sestra na plastické chirurgii, později sestra na chirurgii, momentálně v Hradci jako vrchní
- Bc. Michaela Bílá (Magdaléna Zimová) – sestra na gynekologii, žije v Praze s Karlem Bílým
- MUDr. René Seifert (Daniel Bambas) – chirurg a bývalý ředitel nemocnice, žije v Praze s Bárou Nývltovou
- Bc. Eliška Slavíková (Miluše Bittnerová) – bývalá vrchní sestra na chirurgii, pracuje v Praze
- Mirka Kovaříková, DiS. (Kristýna Kociánová) – sestra na chirurgii, pracuje v Hradci
- MUDr. Pavla Pusenská (Barbora Munzarová) – chirurg, přijela se do Kamenice podívat.

### Léto a podzim 2025 = Současné postavy v seriálu

#### Zaměstnanci nemocnice
- prof. MUDr. Eduard Valšík (Petr Štěpánek) – ředitel nemocnice Kamenice, pediatr a chirurg, manžel prim. MUDr. Běly Valšíkové, otec MUDr. Terezy Valšíkové, dědeček Alžběty Benešové a bratr Jindřicha Valšíka
- MUDr. Darina Švarcová-Márová (Mahulena Bočanová) – generální a finanční ředitelka nemocnice Kamenice, exprimářka chirurgie, matka MUDr. Patrika Máry, manželka MUDr. Bohdana Švarce, babička Jindřišky Márové, tchyně Bc. Johany Fajmonové, bývalá manželka MUDr. Leoše Máry
- prim. MUDr. Monika Mandlová (Tereza Kostková) – nová primářka chirurgie a urgentního příjmu pro dospělé, chirurg, exmanželka Oty Kováře, vrací se po letech do Kamenice, matka Michaely Kovářové
- MUDr. David Suchý (Jan Čenský) – zástupce primářky a chirurg, manžel MUDr. Zdeny Suché, bývalý přítel doktorky MUDr. Valerie Vlčkové, otec Maxe, Antonína a Hany Suchých a nemanželské dcery Sofie Vlčkové
- doc. MUDr. Leoš Mára (Robert Jašków) – zástupce primářky, bývalý primář chirurgie a urgentního příjmu pro dospělé, chirurg, otec MUDr. Patrika Máry a adoptivní otec Pavla Máry, ex manžel MUDr. Táni Márové
- MUDr. Vojtěch Kratochvíl (Ivan Lupták) – chirurg, manžel zdravotní sestry Bc. Radky Kratochvílové
- MUDr. Zdena Suchá (Dana Morávková) – chirurg a cévní chirurg, manželka MUDr. Davida Suchého, matka Antonína a Hany Suchých, nevlastní matka Sofie Vlčkové
- MUDr. Patrik Mára (Patrik Děrgel) – chirurg a pediatr, bývalý ředitel nemocnice Kamenice, syn MUDr. Leoše Máry a MUDr. Dariny Švarcové, bývalý manžel MUDr. Taťány Márové a MUDr. Brigity Márové, snoubenec zdravotní sestry Johany Fajmonové, nevlastní bratr Pavla Máry, otec Jindřišky Márové
- MUDr. Jáchym Kalina (Lukáš Hejlík) – chirurg, plastický chirurg a traumatolog, školí mediky, bývalý manžel vrchní sestry Bc. Evy Kalinové, strýc Magdaleny Mázlové
- MUDr. Ondřej Berkovec (Jiří Böhm) – chirurg, bývalý přítel MUDr. Aleny Mázlové
- MUDr. Bianka (Bohunka) Kaštánková (Rosalie Malinská) – chirurg, bývalá milenka MUDr. Jáchyma Kaliny
- MUDr. Bohdan Švarc (Martin Zounar) – chirurg, bývalý primář chirurgie, manžel MUDr. Dariny Márové
- MUDr. Jan Kráčmera (Jiří Bábek) – anesteziolog na chirurgii a chirurg
- Bc. Klaudie Petráňová (Iva Pazderková) - vrchní sestra na chirurgii, trenérka a bývalá zdravotní sestra na IVF klinice v Hradci, bývalá manželka Rickyho Kováče
- Bc. Eva Kalinová (Patricie Pagáčová) – zástupce vrchní sestry na chirurgii, bývalá manželka MUDr. Jáchyma Kaliny, partnerka Bc. Viléma Broučka, sestra zdravotní sestry Johany Fajmonové, nevlastní teta Jindřišky Márové
- Bc. Vilém Brouček (Roman Štabrňák) – zástupce vrchní sestry na chirurgii, zdravotní bratr, partner Bc. Evy Kalinové, nevlastní strýc Jindřišky Márové
- Tien Nguyen, DiS. (Ha Thanh Špetlíková) – zdravotní sestra na chirurgii
- Lada Hrůzová, DiS. (Hana Kusnjerová) – zdravotní sestra na chirurgii a manželka Bc. Stanislava Patočky, máma Amálie
- Soňa Nováková, DiS. (Natálie Otáhalová) – zdravotní sestra na sále a na chirurgii, milenka MUDr. Daniela Zacha
- Jana Mládková, DiS. (Táňa Malíková) – nová zdravotní sestra na chirurgii
- Ludvík Hečko (Zdeněk Godla) – sanitář na chirurgii a polorodý bratr MUDr. Bohdana Švarce, hlavní sanitář
- Antonín Suchý (Tomas Sean Pšenička) – sanitář na chirurgii, student medicíny, adoptovaný syn MUDr. Zdeny Suché a MUDr. Davida Suchého, nevlastní bratr Hany Suché a Sofie Vlčkové, partner Lukáše
- Hugo Švarc (Matyáš Svoboda) – sanitář na chirurgii, syn MUDr. Bohdana Švarce a nevlastní syn MUDr. Dariny Švarcové, nevlastní bratr MUDr. Patrika Máry, nevlastní strýc Jindřišky Márové, přítel Anny Marie Veselé
- MUDr. Táňa Márová (Markéta Děrgelová) – chirurg a pediatr, vedoucí lékařka na prenatální chirurgii, manželka MUDr. Leoše Máry, adoptivní matka Pavla Máry, nevlastní matka a bývalá manželka MUDr. Patrika Máry, nevlastní babička Jindřišky Márové
- prim. MUDr. Martin Brabec (Pavel Řezníček) – primář gynekologie, přítel Lucie Vágnerové, nevlastní otec Gity a Bětky Vágnerové
- MUDr. Čestmír Mázl (Petr Rychlý) – gynekolog, otec Nadi, Jakuba a Mikuláše Mázlových, bývalý manžel MUDr. Aleny Mázlové, se kterou vychovával její nemanželské děti Emu a Benjamina Rytířovi, dědeček Magdaleny Mázlové, kamarád Ivety Pánkové
- MUDr. Jakub Mázl (Ladislav Ondřej) – gynekolog, syn MUDr. Čestmíra Mázla, otec Magdaleny Mázlové, bratr Nadi a Mikuláše
- MUDr. Valerie Vlčková (Veronika Lapková) – gynekoložka, specialistka na prenatální chirurgii, bývalá milenka MUDr. Davida Suchého, matka Sofie Vlčkové
- Bc. Julie Nováková, DiS. (Sára Milfajtová) – zdravotní sestra na gynekologii
- Kristýna Medková, DiS. (Klára Tomanová) –  zdravotní sestra na gynekologii
- MUDr. Zita Hanáková (Jana Holcová) – vedoucí záchranné služby nemocnice Kamenice, manželka MUDr. Petra Hanáka, matka Veroniky Hanákové a nevlastní matka Filipa Hanáka
- MUDr. Petr Hanák (Radim Fiala) – lékař na záchrance nemocnice Kamenice, chirurg, manžel MUDr. Zity Hanákové, otec Filipa a Veroniky Hanákových, bývalý přítel Bc. Gabriely Šímové
- MUDr. Ota Kovář (Martin Stránský) – lékař na záchranné službě nemocnice Kamenice, bývalý primář chirurgie, chirurg a traumatolog, bývalý pediatr v Růžovce a bývalý praktik v Počátkách, otec Michaely Kovářové
- MUDr. Brigita „Bibi“ Márová (Marika Šoposká) – lékařka na záchranné službě a v nemocnici Kamenice, pediatr, matka Jindřišky Márové, bývalá manželka MUDr. Patrika Máry
- Šimon Malý, DiS. (Šimon Pliska) – zdravotník na záchranné službě nemocnice Kamenice
- prim. MUDr. Běla Valšíková (Zlata Adamovská) – primářka dětského oddělení a dětského urgentního příjmu nemocnice Kamenice, pediatr, manželka Eduarda Valšíka, matka Hynka Páleníka, švagrová Jindřicha Valšíka, nevlastní matka MUDr. Terezy Valšíkové, nevlastní babička Alžběty Benešové
- MUDr. Daniel Zach (Robert Urban) – chirurg a pediatr, manžel zdravotní sestry Bc. Kláry Zachové
- MUDr. Pavel (Kráťa) Kratochvíl (Martin Dejdar) – pediatr, nemocniční klaun, otec MUDr. Vojtěcha Kratochvíla
- Bc. Alžběta „Babeta“ Hessová (Bára Štěpánová) – vrchní sestra dětského urgentního příjmu
- Bc. Radka Kratochvílová (Anna Slováčková) – sestra na chirurgii a dětském urgentu, manželka MUDr. Vojtěcha Kratochvíla
- Bc. Stanislav „Standa“ Patočka (Jakub Šlégr) – hlavní dispečer záchranné služby Kamenice, manžel zdr. sestry Lady Hrůzové
- Barbora Valentová (Lucie Valenová) – bufetářka

#### Ostatní postavy
- Michaela Kovářová (Romana Widenková) – dcera Oty Kováře a Moniky Mandlové, těhotná
- Ricky Kováč (Adam Bardy) – hasič, vrací se ze Slovenska do Kamenice za Bibi
- MVDr. Mária Kováčová (Diana Mórová) – matka Rickyho Kováče a veterinářka ze Slovenska
- Lucie Vágnerová (Ivana Jirešová) – partnerka prim. MUDr. Martina Brabce, bývalá manželka MUDr. Tomáše Hrušky a MUDr. Darka Vágnera, matka Gity Hruškové Vágnerové a Běty Vágnerové, majitelka baru u Čerta
- Gita Hrušková Vágnerová (Kateřina Kalendová) – dcera Lucie Vágnerové a MUDr. Tomáše Hrušky
- Běta Vágnerová – dcera Lucie Vágnerové a MUDr. Darka Vágnera
- Mikuláš Mázl (Jakub Jenčík) – syn MUDr. Čestmíra Mázla a MUDr. Magdaleny Mázlové, bratr MUDr. Jakuba Mázla a Nadi, nevlastní bratr Benjamina Rytíře, strýc Magdaleny Mázlové, školák
- Magdaléna Mázlová (Sára Slaninová) – dcera MUDr. Jakuba Mázla a Lindy Kalinové, vnučka MUDr. Čestmíra Mázla a MUDr. Magdaleny Mázlové, neteř MUDr. Jáchyma Kaliny
- Hana Suchá (Luna Sofie Bauerová) – dcera MUDr. Zdeny Suché a MUDr. Davida Suchého, polorodá sestra Sofie Vlčkové
- Sofie Vlčková – dcera MUDr. Davida Suchého a MUDr. Valérie Vlčkové, nevlastní dcera MUDr. Zdeny Suché
- Filip Hanák (Adam Vojtek) – syn MUDr. Petra Hanáka a Gabriely Hanákové (roz. Šímové), polorodý bratr Veroniky Hanákové
- Veronika Hanáková – dcera MUDr. Petra Hanáka a MUDr. Zity Hanákové, polorodá sestra Filipa Hanáka
- Pavel ''Budulínek'' Mára – adoptovaný syn MUDr. Leoše Máry a MUDr. Taťány Márové, nevlastní bratr MUDr. Patrika Máry
- kpt. Bc. Josef Rada (Svatopluk Schuller) – vrchní komisař kamenické policie, šéf oddělení
- por. MUDr. Sandra Hájková (Sarah Haváčová) – komisařka kamenické policie, dříve lékařka na chirurgii a na záchrance
- kpt. Bc. Petr Janák (Vojtěch Efler) – vrchní komisař kamenické policie, šéf oddělení v Hradci
- MUDr. Vladimír Zach (Luboš Veselý) – chirurg v Hradecké nemocnici, otec MUDr. Daniela Zacha, tchán Bc. Kláry Zachové
- Dagmar Kratochvílová (Nela Boudová) – sexuální koučka a matka MUDr. Vojtěcha Kratochvíla
- Mgr. Lukáš Kutnar (Daniel Krejčík) – právník, přítel Antonína Suchého
- Anna Marie Veselá (Anna Dvořáková) – přítelkyně Huga Švarce, pracuje v Bistru 22
- Iveta Pánková (Kateřina Brožová) – kamarádka Čestmíra Mázla
- Václav Kolář (David Matásek) – podnikatel v autobazaru, žije v Praze, otec Eliáše a ex manžel Kamily Váchové
- Bc. Aňa Stárková (Zuzana Zlatohlávková) – bývalá zdravotní sestra na gynekologii, ex manželka MUDr. Michala Šebka, nyní na mateřské ze synem Jonášem
- Lenka Skalická (Jasmína Málková) – spolužačka Hany Suché
- Petra Skalická (Hana Drozdová) – maminka Lenky a manželka Skalického
- Kamil Skalický (Václav Marhold) – otec Lenky a manžel Skalické, tyran
- Felix Stránský (Antonio Šoposki) – sanitář na chirurgii, hudebník, kamarád Bc. Johany Fajmonové
- Johana Fajmonová, DiS. (Sabina Rojková) – zdravotní sestra na chirurgii, partnerka MUDr. Patrika Máry, sestra Bc. Evy Kalinové, nevlastní matka Jindřišky Márové, švagrová Bc. Viléma Broučka
- Mgr. Jarmila Kočková, Ph.D. (Jana Paulová) – psycholožka, matka MUDr. Aleny Mázlové, babička Emy a Benjamína Rytířových

## Primáři chirurgie Nemocnice Kamenice
| Postavy                      | Herci             | Roky                       |
| ---------------------------- | ----------------- | -------------------------- |
| doc. MUDr. Eduard Valšík     | Petr Štěpánek     | (řečeno v seriálu)         |
| doc. MUDr. Jiří Janota       | Bohuslav Kalva    | do roku 2007 (řečeno)      |
| MUDr. Dalibor Frynta         | Jan Šťastný       | 2008–2010                  |
| MUDr. David Suchý            | Jan Čenský        | 23. 9. 2010 – 10. 2. 2015  |
| MUDr. Zdena Suchá            | Dana Morávková    | 10. 2. 2015 – 12. 11. 2015 |
| MUDr. David Suchý            | Jan Čenský        | 19. 11. 2015 – 23. 2. 2016 |
| MUDr. Ota Kovář              | Martin Stránský   | 23. 2. 2016 – 25. 11. 2016 |
| doc. MUDr. Leoš Mára         | Robert Jašków     | 25. 11. 2016 – 18. 2. 2017 |
| MUDr. Ota Kovář              | Martin Stránský   | 18. 2. 2017 – 7. 6. 2018   |
| doc. MUDr. Leoš Mára         | Robert Jašków     | 7. 6. 2018 – 27. 8. 2018   |
| MUDr. Jan Sekora             | Jan Hájek         | 28. 8. 2018 – 18. 12. 2018 |
| MUDr. David Suchý            | Jan Čenský        | 18. 12. 2018 – 23. 1. 2019 |
| doc. MUDr. Leoš Mára         | Robert Jašków     | 23. 1. 2019 – 21. 5. 2019  |
| doc. MUDr. Ctibor Svoboda    | Petr Motloch      | 21. 5. 2019 – 4. 6. 2019   |
| doc. MUDr. Leoš Mára         | Robert Jašków     | 4. 6. 2019 – 21. 1. 2021   |
| MUDr. David Suchý            | Jan Čenský        | 21. 1. 2021 – 18. 2. 2021  |
| doc. MUDr. Leoš Mára         | Robert Jašków     | 25.2.2021-17.11.2022       |
| MUDr. David Suchý            | Jan Čenský        | 17.11.2022-19.1.2023       |
| MUDr. Bohdan Švarc           | Martin Zounar     | 19.1.2023-2.3.2023         |
| doc. MUDr. Leoš Mára         | Robert Jašków     | 2.3.2023 - 13.1.2025       |
| MUDr. Darina Švarcová-Márová | Mahulena Bočanová | 27.1.2025 - 23.6.2025      |
| MUDr. Monika Mandlová        | Tereza Kostková   | 23.6.2025 - dosud          |

## Zástupci primáře chirurgie Nemocnice Kamenice
| Postavy                  | Herci              | Roky                                     |
| ------------------------ | ------------------ | ---------------------------------------- |
| MUDr. Vladimír Pusenský  | Milan Bahul        | 2008-2009                                |
| MUDr. Monika Mandlová    | Tereza Kostková    | 2009–2010                                |
| MUDr. Dalibor Frynta     | Jan Šťastný        | 2010                                     |
| MUDr. Petr Hanák         | Radim Fiala        | 2010, 2016                               |
| MUDr. Lea Vágnerová      | Michaela Kuklová   | 2011–2012, primářka urgentního příjmu    |
| MUDr. Zdena Tichá-Suchá  | Dana Morávková     | 2012–2015, květen–červen 2019            |
| MUDr. Ota Kovář          | Martin Stránský    | 2016                                     |
| doc. MUDr. Leoš Mára     | Robert Jašków      | listopad 2016, leden 2019                |
| MUDr. Marika Lukáčová    | Andrea Kerestešová | 25. 11. 2016 – 18. 2. 2017               |
| MUDr. Jan Sekora         | Jan Hájek          | červenec 2019 – prosinec 2019            |
| MUDr. David Suchý        | Jan Čenský         | 18. 2. 2017 – 22. 1. 2019, od ledna 2020 |
| MUDr. Vojtěch Kratochvíl | Ivan Lupták        | konec r. 2024                            |

## Vrchní sestry chirurgie Nemocnice Kamenice
| Postavy                               | Herci                       | Roky                                            |
| ------------------------------------- | --------------------------- | ----------------------------------------------- |
| Veronika Jirková                      | Adéla Gondíková             | 2008                                            |
| Eliška Slavíková                      | Miluše Bittnerová           | 2009                                            |
| Bc. Martina Tvrdíková-Všetečková      | Kristýna Badinková Nováková | 2009                                            |
| Vendulka Čížková                      | Veronika Jeníková           | 2009–2010                                       |
| Alžběta „Babeta“ Hessová              | Bára Štěpánová              | 23. 9. 2010 – 20. 6. 2013                       |
| Zuzana Pantoflíčková                  | Veronika Gajerová           | 20. 6. 2013 – 10. 12. 2013                      |
| Alžběta „Babeta“ Hessová              | Bára Štěpánová              | 10. 12. 2013 – 13. 9. 2017                      |
| Květa Hrzánová (později Broučková)    | Klára Oltová                | 14. 9. 2017 - 23. 9. 2021                       |
| Radka Loudová (později Kratochvílová) | Anna Julie Slováčková       | 23. 9. 2021 - 3. 2. 2022                        |
| Bc. Eva Kalinová                      | Patricie Pagáčová           | 3. 2. 2022 - 10. 2. 2025                        |
| Bc. Vilém Brouček                     | Roman Štabrňák              | 10. 2. 2025 - 10. 2. 2025 (jeden seriálový den) |
| Bc. Klaudie Petráňová                 | Iva Pazderková              | 10. 2. 2025 - 7. 7. 2025                        |
| Bc. Eva Kalinová                      | Patricie Solaříková         | 7. 7. 2025 - dosud                              |

## Primáři gynekologicko-porodnického odd. Nemocnice Kamenice
| Postavy                   | Herci           | Roky                           |
| ------------------------- | --------------- | ------------------------------ |
| doc. MUDr. Milan Podzimek |                 | 2005                           |
| MUDr. Čestmír Mázl        | Petr Rychlý     | 2005–2006                      |
| MUDr. Tomáš Hruška        | Jiří Langmajer  | 2006–2007 (ep.148)             |
| MUDr. Marek Kroupa        | David Suchařípa | 2007–2008                      |
| MUDr. Čestmír Mázl        | Petr Rychlý     | 2008 – 29. 10. 2020            |
| MUDr. Jana Dubecká        |                 | 29. 10. 2020 – 19. 11. 2020    |
| MUDr. Martin Brabec       | Pavel Řezníček  | od 19. 11. 2020, od ledna 2022 |
| MUDr. Čestmír Mázl        | Petr Rychlý     | 10. 10. 2021–leden 2022        |

## Zástupci primáře gynekologicko-porodnického odd. Nemocnice Kamenice
| Postavy             | Herci             | Roky               |
| ------------------- | ----------------- | ------------------ |
| MUDr. Čestmír Mázl  | Petr Rychlý       | 2005               |
| MUDr. Gita Petrová  | Daniela Šinkorová | 2005–2007          |
| MUDr. Martin Brabec | Pavel Řezníček    | od října 2019–2020 |

## Vrchní sestry gynekologicko-porodnického odd. Nemocnice Kamenice
| Postavy           | Herci             | Roky      |
| ----------------- | ----------------- | --------- |
| Michaela Prouzová | Magdalena Zimová  | 2005–2006 |
| Vendulka Čížková  | Veronika Jeníková | 2006–2009 |

## Primáři pediatrie Nemocnice Kamenice
| Postavy               | Herci           | Roky      |
| --------------------- | --------------- | --------- |
| MUDr. Jan Pantoflíček | Ota Jirák       | 2006–2010 |
| MUDr. Běla Valšíková  | Zlata Adamovská | od 2010   |

## Primáři dětského urgentního příjmu Nemocnice Kamenice
| Postavy              | Herci           | Roky    |
| -------------------- | --------------- | ------- |
| MUDr. Běla Valšíková | Zlata Adamovská | od 2020 |

## Vrchní sestry pediatrie a dětského urgentního příjmu
| Postavy           | Herci          | Roky      |
| ----------------- | -------------- | --------- |
| Lenka Vaňková     |                | 2018–2020 |
| Aloisie Valšíková | Jana Boušková  | 2020–2021 |
| Alžběta Hessová   | Bára Štěpánová | 2021      |

## Primáři interny Nemocnice Kamenice
| Postavy           | Herci           | Roky      |
| ----------------- | --------------- | --------- |
| MUDr. Libor Švarc | Luboš Šplíchal  | 2006–2010 |
| MUDr. Karel Rytíř | Miroslav Etzler | 2017–2019 |

## Ředitelé Nemocnice Kamenice
| Postavy                   | Herci            | Roky                       |
| ------------------------- | ---------------- | -------------------------- |
| Ing. Jan Zahradník        |                  | 2005-2006                  |
| MUDr. Karel Bílý          | Igor Chmela      | 2006–2007                  |
| MUDr. Tomáš Hruška        | Jiří Langmajer   | 2007–2008                  |
| doc. MUDr. Eduard Valšík  | Petr Štěpánek    | 2008–2009                  |
| MUDr. Vladimír Pusenský   | Milan Bahúl      | 7. 4. 2009 – 12. 5. 2009   |
| Ing. Radek Kárský         | Pavel Kolban     | 12. 5. 2009 – 23. 6. 2009  |
| MUDr. Zdena Tichá         | Dana Morávková   | 23. 6. 2009 – 22. 6. 2010  |
| Ing. Viktor Hofman        | Jan Kanyza       | 22. 6. 2010 – 18. 12. 2012 |
| MUDr. Magdalena Mázlová   | Markéta Plánková | 18. 12. 2012 – 20. 6. 2013 |
| Ing. Viktor Hofman        | Jan Kanyza       | 20. 6. 2013 – 13.1.2015    |
| MUDr. Štěpán Hejduk       | Pavel Kikinčuk   | 13. 1. 2015 – 21. 4. 2016  |
| MUDr. René Seifert        | Daniel Bambas    | 21. 4. 2016 – 26. 5. 2016  |
| MUDr. Karel Seifert       | Jan Kačer        | 26. 5. 2016 – 14. 3. 2017  |
| prof. MUDr. Eduard Valšík | Petr Štěpánek    | 14. 3. 2017 – 29. 10. 2020 |
| MUDr. Patrik Mára         | Patrik Děrgel    | 29.10. 2020 – 25. 2. 2021  |
| prof. MUDr. Eduard Valšík | Petr Štěpánek    | 4. 3. 2021 – dosud         |

## Zástupci ředitele a finanční ředitelé
| Postavy                      | Herci             | Roky    |
| ---------------------------- | ----------------- | ------- |
| MUDr. Bohdan Švarc           | Martin Zounar     | 2013    |
| MUDr. Tomáš Zajíc            | Braňo Holiček     | 2015    |
| doc. MUDr. Leoš Mára         | Robert Jašków     | 2018    |
| MUDr. Darina Švarcová-Márová | Mahulena Bočanová | od 2020 |

## Vedoucí záchranné služby
| Postavy                       | Herci          | Roky      |
| ----------------------------- | -------------- | --------- |
| Bc. Pavel Strnad              | Filip Čáp      | 2014–2015 |
| MUDr. Petr Hanák              | Radim Fiala    | 2015–2019 |
| MUDr. Zita Hanáková           | Jana Holcová   | 2019–     |
| MUDr. Brigita „Bibi“ Mrázková | Marika Šoposká | 2024      |